# Discografia di Natalino Otto

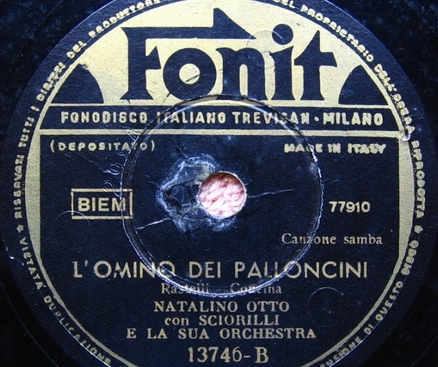
Uno dei dischi incisi da Natalino Otto per la casa Fonit negli anni Quaranta.

Questa che segue è la discografia di Natalino Otto

### Dischi a 78 giri da 25 cm

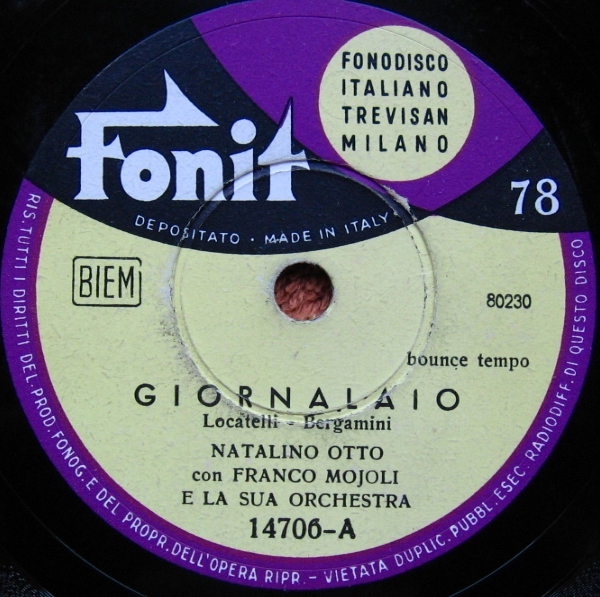
Etichetta di un 78 giri Fonit degli anni Cinquanta.

## Singoli

### Dischi a 78 giri da 25 cm[1]

#### Come cantante dell'Orchestra del Ritrovo Rossi di Torino
- 1939 - Ah! Giulietta/Per la mia signora (Columbia, DQ 3156)
- 1939 - Forse un giorno/Voglio andare a Hollywood (Columbia, DQ 3157)
- 1939 - Ultime foglie/Luce lontana (Columbia, DQ 3158)

#### Come solista
- 1940 - Mio sogno (My reverie) (Clinton) / Paswonky (Thomas Fats Waller) - Kramer e i suoi solisti (Fonit, 8342)
- 1940 - Mio sogno (My reverie) (Clinton) / Son geloso di te (De Mattino-Godini) (Fonit, 8354)
- 1941 - Oh, Marie! (Nisa - Di Ceglie) / Maria Luisa (Frustaci - Bracchi) - Semprini und seine Rhythmiker (Grammophon serie Fonit, 11714 - Germania)
- 1942 - Bel ami (Cortini – Viviani – Mackeben) / Non scherzar (..) - Kramer e i suoi solisti (Fonit, 8396)
- 1942 - Rosamunda [Beer barrel polka] (Nisa – Vejvoda] / Forse t'amerò (Bertini - Sciorilli) - orchestra Ritmosinfonica diretta da Eros Sciorilli (Fonit, 8500)
- 1942 - Non si fa l'amore quando piove (Sciorilli - Rastelli - Panzeri) / Per le vie di Roma (Di Lazzaro - Bruno) - orchestra Kramer (Fonit, 8531)
- 1942 - Puci-Puci (Pucci Pucci Pucci) (Kramer – Letico) / Passeggiando di notte (Frati) – orchestra Kramer (Fonit, 8569)
- 1942 - Biri-eiriei (canta così) (Otto) / Polvere di stelle [Stardust] (Cariga - Carmichael) - Kramer e i suoi solisti (Fonit, 8589)
- 1942 - Illusione [Deep purple] (De Rose - Bracchi) / Saint Louis blues (Handy) - orchestra Kramer - lato B cantato in inglese (Fonit, 8630)
- 1942 - Pinocchio (Castiglioni - Alvaro) / Incanto di stelle (Alvaro - Mauro) - orchestra ritmo-melodica diretta da Semprini (Fonit, 8631)
- 1942 - Impara a cantare (Morbelli - Filippini) / Ombra d'amor (Romero - Alvaro) - Semprini e la sua orchestra - (Fonit, 8632)
- 1942 - Qui c'è del ritmo… (maestro Paganini) [Mr. Paganini… you'll have to swing it] (Sacchi – Coslow) Tocco il cielo con un dito (Morbelli – Prato) - orchestra Semprini (Fonit, 8634)
- 1942 - Soltanto un bacio (Marchetti - Milenio - Cram) / Ma l'amore è un'altra cosa... (..) - Kramer e i suoi solisti (Fonit, 8642)
- 1942 - Ho trovato il ritmo (Mazzucchelli – Severin) / L'arcobaleno [Over the raimbow] (Willi – Arlen) - orchestra Semprini (Fonit, 8655)
- 1942 - Non par ar... (--) / Questa sera (--) - Semprini e il suo Quintetto Ritmico (Fonit, 8731)
- 1942 - Sorriso di stelle (De Santis) lento / Natalino... canta! (De Santis - Alvaro) ritmo mod. - R. Alvaro e la sua orch. (Fonit, 8740)
- 1942 - Amapola (Bruno – Lacalle) / La Paloma (Astro Mari – Blasco - Yradier) - orchestra Romero Alvaro (Fonit, 8744)
- 1942 - Vecchi ricordi (Mauro – Alvaro) / Don Ciccio pasticcio (Mauro – Alvaro) - orchestra Romero Alvaro (Fonit, 8745)
- 1942 - Domani è festa (Testoni – Di Ceglie) / Scherzando nel bagno (Mauro – Sciorilli) - Semprini e il suo Quintetto (Fonit, 8800)
- 1942 - La barca dei sogni [Barque d'amour] (Testoni - Di Ceglie) / Quando suona il disco (Mauro – Di Ceglie) - Semprini e la sua orchestra ritmo-melodica (Fonit, 8801)
- 1942 - Musica nell'aria [An earful of music] (Donaldson – Kahn – Bracchi) / Così...(come la rosa) (Borghi - Gallassi) (Fonit, 8802)
- 1942 - Ho tanta nostalgia di te (De Santis - Otto) / Lasciami dir che t'amo (Gabrida) - Romero Alvaro e il suo Quintetto fantasma (Fonit, 8808)
- 1942 - È una canzone d'amore (D'Anzi – Nelli) / Maria Gilberta (Cariga – Chiri) - Romero Alvaro e il suo Quintetto Fantasma (Fonit, 8810)
- 1942 - Signorina che canti alla radio (Scotti) / Amabile Anna (Cergoli) - Romero Alvaro e il suo Quintetto fantasma (Fonit, 8811)
- 1942 - Se mi dai tu (--) / Non so chi è (--) - Kramer e i suoi solisti (Fonit, 8827)
- 1942 - Ho un sassolino nella scarpa (Valci) / Qui nel cuor (Devilli – D'Anzi) - Kramer e la sua orchestra (Fonit, 8848)
- 1942 - Arriva Cosimo (Bassi – Di Ceglie) / Bambina tu mi piaci (Otto - De Santis - Odino) - Kramer e il suo nuovo stile (Fonit, 8849)
- 1942 - Cosa sogni, fanciulla? (Adorno - Menichino) / Sotto la neve (Liri – Ravasini) - Kramer e il suo nuovo stile (Fonit, 8850)
- 1942 - Beppe lo sa (Kramer - C. A. Rossi) / La mazurca di Popoff (Giacobetti - Kramer) - Kramer e i suoi villici (Fonit, 9084)
- 1942 - Valzer d'amore (del tempo passato) (Ciocca - Vigevani) / Giorni allegri (Di Ceglie) [senza canto] - Kramer e i suoi villici - senza canto (Fonit, 9102)
- 1942 - Luna indiscreta [Prying Moon] (Gargantino - C.A. Mario) / Triste domenica [canta Giovanni Vallarino] - orchestra Semprini (Fonit, 12016)
- 1942 - Musica maestro (Danpa – Panzuti) / Primo sogno [canta Giovanni Vallarino] orchestra Semprini (Fonit, 12017)
- 1942 - Wien, Wien nur du allein [Vienna Vienna] (Bracchi - Sieczynski) / Schenk mir dein Lacheln Maria [Dammi il tuo sorriso, Maria] (Schwenn - Schaffers - Denecke) (Fonit, 12020) - cantate in tedesco
- 1942 - Graziella... (non resterai zitella) (De Santis - Ferrari) / Amo l'amore (Mauro – Sciorilli) (Fonit, 12021)
- 1942 - Sento (la lieve tua carezza) (Bruno - Nanni) – Sciorilli e il suo complesso meloritmico / Tito, caro Tito (Otto – De Santis - Odino) – Sciorilli e la sua orchestra (Fonit, 12024)
- 1942 - Chiesetta alpina (Arrigo - De Martino) [cantano Tina De Mola e Nino D'Aurelio] / Aspettami (Mauro - Alvaro) - Sciorilli e il suo complesso meloritmico (Fonit, 12029)
- 1942 - Melodie ritmiche di successi n. 1: A zonzo (Morbelli – Filippini) – Ho un sassolino nella scarpa (Valci) – Don Ciccio Pasticcio (Mauro – Alvaro) / Tu, musica divina (Bracchi – D'Anzi) – Nebbia (Vallini – Tettoni) (Fonit, 12034)
- 1942 - Melodie ritmiche di successi n. 2: Musica maestro (Danpa – Panzuti) – La sedia a dondolo (Morbelli – Rampoldi) – Pinocchio (Castiglioni – Alvaro) / Primo sogno (..) – Mamma, buonanotte (Cherubini – Pagano) (Fonit, 12035)
- 1942 - Basta ritmo... (De Santis – Alvaro) / È il mio cuore (De Santis – Alvaro) – Romero Alvaro e la sua orchestra (Fonit, 12036)
- 1942 - Mamma...voglio anch'io la fidanzata (De Santis – Del Pino) / Biri-Eiriei (canta così) (Otto) - Kramer e i suoi solisti (Fonit, 12038)
- 1942 - Io cerco la Titina (Di Napoli - Daniderff) / Notte e dì (Nisa - Redi) - Quintetto ritmico di Milano diretto da Zuccheri (chitarra) (Fonit, 12042)
- 1942 - A zonzo (Morbelli - Filippini) / Sarà l'amore? (Zuccheri) - Quintetto ritmico di Milano diretto da Zuccheri (chitarra) (Fonit, 12043)
- 1943 - Passeggiando al parco/Tornan le rondini (Fonit, 12047)
- 1943 - Guarda un po' (Bracchi - D'Anzi) / Son tanto triste [canta Giovanni Vallarino] (Fonit. 12049)
- 1943 - Tre tipi in gamba (Valerio - Vancheri) / Lo sa lei, lo sa lui, lo sai tu! (Mori - Ruccione) (Fonit, 12051)
- 1943 - Valentina, sai perché? (Mauro - Wolmer) / Canta, come tu sai cantare (Adorni - Kramer) - Kramer e i suoi solisti (Fonit, 12055)
- 1943 - Quando canto quel motivetto (Axelson - Liri) / Pioggia di stelle (Piubeni) - Kramer e i suoi solisti (Fonit, 12056)
- 1943 - Una sera di pioggia (Casé - Kramer) / Non ho nessuna (Casé - Kramer) - Kramer e la sua orchestra (Fonit, 12057)
- 1943 - El relicario (Padilla) [senza canto] / Caminito (Penaloza - Filiberto) [con Angelo Servida] - Kramer e la sua orchestra (Fonit, 12058)
- 1943 - Oh! Bimba (Bertini - Kramer) / Accanto al pianoforte (Astro Mari - Ceragioli) (Fonit, 12060) orchestra Kramer
- 1944 - Melodie ritmiche di successi n. 3 - Notte e dì (Nisa – Redi) - Lo sa lei, lo sa lui, lo sai tu (Mori – Ruccione) - Oh! bimba (Bertini – Kramer) / Sorriso di stelle (De Santis) – La barca dei sogni (Tettoni – Di Ceglie) (Fonit, 12076)
- 1944 - Melodie ritmiche di successi n. 4: Ah, se fossi musicista! (Pizzigoni) – La lezione di piano (Testoni – Sciorilli) – Chiacchierone (..) / Le tue carezze (Moretti – Ala) – Sì, voglio vivere ancor! [My prayer] (Boulanger – Kennedy) (Fonit, 12077)
- 1944 - Madonna Clara (Trotti) / La lezione di piano (Testoni - Sciorilli) - Romero Alvaro e il suo Quintetto fantasma (Fonit, 12085)
- 1944 - Guarda un po' (Bracchi - D'Anzi) / Il ritmo dell'amore - Romero Alvaro e il suo Quintetto fantasma (Fonit, 12086)
- 1944 - Improvviso (Dedivittis - Redi) / Madonna Clara (Trotti) - Romero Alvaro e il suo Quintetto fantasma (Fonit, 12087)
- 1944 - Che caldo! (Di Lella - Moretti) / Malinconia d'autunno (Maculan - Panzuti) - Romero Alvaro e il suo Quintetto Fantasma (Fonit, 12088)
- 1944 - Lascia cantare il cuore (Bracchi - D'anzi) / Il ritmo dell'amore (De Santis - Alvaro) - Romero Alvaro e il suo Quintetto fantasma (Fonit, 12089)
- 1944 - Mamma mi sono fidanzato... (De Santis – Otto – Del Pino) / Tristezze (Chopin - Otto - Giacobetti) - Kramer e la sua orchestra (Fonit, 12093)
- 1944 - Non ti posso dar che baci (De Santis – Odino – Otto) / La lettera che m'hai spedita (Mauro – Grassi) - Kramer e il suo nuovo stile (Fonit, 12094)
- 1944 - Sei per sei (Marchesi - Kramer) ritmo all. / Tutta la città canta (Marchesi - Kramer) ritmo mod. - orchestra Kramer (Fonit, 12097)
- 1944 - Mi sono preso un raffreddore (de Santis - Otto) / Sulle corde del violino (Age - Savona) (Fonit, 12099)
- 1944 - Fumando al buio (Mauro - Di Ceglie) / Sera romantica (Testoni - Sciorilli) - Kramer e il suo nuovo stile (Fonit, 12100)
- 1944 - Fiorellin del prato (Panzeri - Mascheroni) / Casetta sotto il sole (Mauro - Di Ceglie) - Kramer e la sua orchestra (Fonit, 12101)
- 1944 - C'era una volta... (un pastorello) (--) / Un violino nella notte (--) - Kramer e il suo Nuovo Stile (Fonit, 12103)
- 1944 - Ada (Barzizza - Morbelli) / È pronta una culla (Mojoli - Gallazzi) - Kramer e la sua orchestra (Fonit, 12104)
- 1944 - Osservando l'orologio (Ardo - Consiglio) / Oggi mi par... (Gozzi - Del Pino - Otto) - Kramer e il suo nuovo stile (Fonit, 12105)
- 1944 - Violetta, prestami un bacio (Devilli - Kreuder) / Con un ricordo stasera (Righi) - Kramer e la sua orchestra (Fonit, 12106)
- 1944 - Restami accanto (Alcin - Kreuder) / C'era un sentiero nel bosco (Tozzi - Grassi) - Kramer e la sua orchestra (Fonit, 12108)
- 1944 - Il cappello nuovo (Mauro - Mojoli) / Inquietudine (Rolando - Di Curzolo) - Kramer e la sua orchestra (Fonit, 12110)
- 1944 - Una notte al Madera (Ramo - Rubens) / Diceva la mia nonna (Liri - Ghiotti) - Kramer e la sua orchestra (Fonit, 12111)
- 1944 - Ho comprato un piano elettrico (Galdieri - Abel) / Sera romantica (Testoni - Sciorilli) - Kramer e la sua orchestra (Fonit, 12112)
- 1944 - Piove, piove! (D'Anzi) / Arcobaleno (Bracchi – D'Anzi) – orchestra da ballo Zuccheri (Fonit, 12114)
- 1944 - Che ritmo, senti che ritmo (De Santis - Otto) / Dimmi sempre le parole tue care (Mauro - Otto) - Quintetto ritmico di Milano diretto da Zuccheri (chitarra) (Fonit, 12115)
- 1944 - Ritmo per cinque (Giacobetti - Zuccheri) / Oggi ancor (Giacobetti - Zuccheri) - Quintetto ritmico di Milano diretto da Zuccheri (chitarra) (Fonit, 12116)
- 1944 - Melodie ritmiche di successi n. 5: Bambina tu mi piaci (Otto – De Santis – Odino) – C'è un'ombra nel mio cuore (..) – Amo l'amore (Mauro – Sciorilli) / Serenata ad un angelo (Casiroli – Rastelli) - La strada nel bosco (Bixio) – Sera romantica (Testoni – Sciorilli) (Fonit, 12117)
- 1944 - Melodie ritmiche di successi n. 6: Rimpiangerai bambina… (De Santis – Otto) – È il mio cuore (De Santis - Alvaro) / Violetta, prestami un bacio (Devilli – Kreuder) – La vita è bella (Bracchi – D'Anzi) – Nannì Nannì (..) (Fonit, 12118)
- 1944 - Melodie ritmiche di successi n. 7: Nel sogno con te (Mazzoli – Mojoli) - Quando ti sento cantar (De Santis - Odino) - Tornan le rondini (Mauro - Di Ceglie) / Tito, caro Tito (Odino - De Santis) - Lulu, Luletta mia (Odino - De Santis) (Fonit, 12119)
- 1944 - Improvvisando (Redaelli - Stagni - Meneghini) / Un fiore sei tu (De Santis - Otto) - Quintetto ritmico di Milano diretto da Zuccheri (chitarra) (Fonit, 12128)
- 1944 - L'uccellin volò, volò... (Rolandi - Zuccheri) / Accarezzandoti le mani (Raggi - Panzuti) (Fonit, 12129) Quintetto ritmico di Milano diretto da Zuccheri (chitarra)
- 1944 - Sono una piuma (Testoni - Sciorilli) / Diventerò un signor (Foraboschi - Stagni - Meneghino) - Quintetto ritmico di Milano diretto da Zuccheri (chitarra) (Fonit, 12130)
- 1944 - Sogno d'amore (Testoni - Liszt - trascr. L. Zuccheri) / Da te... era bello restar (Martelli - Sordi - Mackeben) - orchestra Kramer (Fonit, 12132)
- 1944 - Serenata (Giacobetti - Kramer) / Nel sogno con te (Mazzoli - Mojoli) (Fonit, 12134)
- 1944 - Sento il cuor che batte... (Devilli - D'Anzi) / Tra nubi bianche e blu (Giacobetti - N. Otto) (Fonit, 12136)
- 1944 - Melodie ritmiche di successi n. 8: Fa' la nanna (Galiazzi – Botto) – Il canto del bosco (Ciarda - Rio) / Mi piace… cantar d'amore (..) – Tulipano d'oro (..) Canta con me (..) (Fonit, 12140)
- 1944 - Melodie ritmiche di successi n. 9: L'usignolo è triste (Chiocchio – Morbelli) Non scherzar (..) / Pazzo d'amore (..) Osservando l'orologio (Ardo – Consiglio) – Che pigro (..) (Fonit, 12141)
- 1º giugno 1944 - Il mulino sul fiume (Rossi - Righi - Redi) / Una sigaretta...(quello che non ho) (--) (Fonit, 12142)
- 1944 - Ronda solitaria (D'Arena – Nabbini - Rolando) / Segretamente t'amerò (Testoni - Mojoli) orch. Sciorilli (Fonit, 12143)
- 1944 - Perduto amore (in cerca di te)/Sogno (Fonit, 12144)
- 1944 - Un dolce raggio (Giacobetti – Brandmayer) / Chissà... (Giacobetti – Brandmayer) – orch. Kramer (Fonit, 12145)
- 1944 - Gelosia [Jealousie] (Rastelli - Gade) / Pupo mio (De Santis - Alvaro) (Fonit, 12146)
- 1944 - Tristezze (Giacobetti - Chopin, trascr. N. Otto) - orchestra Sciorilli / Soltanto in sogno (tu mi appari) (Bracchi - Cergoli) - Kramer e la sua orchestra (Fonit, 12148)
- 1945 - Funiculì funiculà (Denza) / Perduto amore (In cerca di te) (Testoni - Sciorilli) - Kramer e la sua orchestra (Fonit, 12166)
- 1945 - Il treno della neve [Chattanooga choo-choo] / Sotto gli occhi della luna (De Santis - Otto) (Devilli - Warren) (Fonit, 12170)
- 1945 - Serenata a Vallechiara [I know why] (Devilli - Warren) / La polca dei baci [The kiss polka] (Devilli - Warren) (Fonit, 12171)
- 1945 - Amor, amor, amor (Fecchi - Nati - Ruiz) / Nel vecchio castello (Testoni - Sciorilli) (Fonit, 12172)
- 1945 - Besame mucho (Fecchi - Nati - Velasquez) / L'allegra fattoria [Mairzy doats] (Devilli - Livingston) (Fonit, 12173)
- 1945 - T'amo (Ferdinando Tettoni - Beppe Mojetta) / Quando tornerai (Testoni - Mojoli) (Fonit, 12174)
- 1945 - Blue skies (Berlin) / Georgia of my mind (Garrel - Carmichael) - entrambe le canzoni cantate in inglese (Fonit, 12175)
- 1945 - Night and day (Porter) / I'll see you in my dreams (Kahn - Jones) - cantate in inglese (Fonit, 12176)
- 1945 - Saint Louis blues (Handy) / Star dust (Carmichael) - orchestra Kramer - cantate in inglese(Fonit, 12177)
- 1945 - Do-re-mi-fa-sol-la-si-do/A nanna, bambini (Fonit, 12184)
- 1945 - Buffone (De Santis - Alvaro) / Non voglio più giocare (se tocca sempre a me) (Testoni - Mojoli) - Zuccheri e la sua orchestra (Fonit, 12185)
- 1945 - Mizzi (Alvaro) / Ho una pulce nell'orecchio (De Santis - Alvaro) - Zuccheri e la sua orchestra (Fonit, 12186)
- 1945 - La scuola del ritmo (Danpa - Panzuti) - orch. Sciorilli / Vorrei rivederti ancora (Bertini - Ravasini) - orchestra Kramer (Fonit, 12187)
- 1945 - Un buco nella calza [Dance whit a Dolly] (Galdieri - Shand - Eaton Leader) / Lacrime di pioggia (Danpa - Panzuti) (Fonit, 12195)
- 1945 - Maestro, insegnami a cantar (Meneghini - Aragio) / Vecchietto arzillo (Pallesi - Panzuti) (Fonit, 12196)
- 1945 - Il treno della neve Chattanooga Choo-choo (Warren) / Ritmomania [In the mood] (Garland - Devilli) - Semprini e la sua orchestra (Fonit, 12197)
- 1945 - Ritmomania [In the mood] (Garland - Devilli) / Mamma mi piace il ritmo (De Santis - Otto) - orchestra Sciorilli (Fonit, 12198)
- 1945 - La canzone del tranvai [Trolley song] (Devilli - Martin - Blane) / Sei tanto bella (Giacobetti - Otto) - Zuccheri e la sua orchestra (Fonit, 12203)
- 1945 - Come una Madonna (Alvaro) / Il ritmo fa buon sangue (De Santis - Otto) - Quintetto ritmico di Milano diretto da Zuccheri (chitarra) (Fonit, 12204)
- 1945 - Chi lo sa perché (Alù) / Musica leggera (Danpa - Panzuti) - Quintetto ritmico di Milano diretto da Zuccheri (chitarra)(Fonit, 12205)
- 1945 - Pochi soldi.... tanto amore (Gianipa - Giussani - Arassich) / Oggi... no! (Danpa - Panzuti) - Quintetto ritmico di Milano diretto da Zuccheri (chitarra) (Fonit, 12206)
- 1945 - Melodie ritmiche di successi n. 10: Lo sai perché (Balostro – Moreno) – L'uccellin volò volò (Rolandi – Zuccheri) – Sotto gli occhi della luna (De Santis – Otto) / Pino solitario (Danpa – Panzuti) – Non ho nessuna (Casè – Kramer) (Fonit, 12214)
- 1945 - Melodie ritmiche di successi n. 11: Io solo andrò [I'll walk alone] (Ardo – Styne) – Bambola (Mellier – Calzia) / Marisa (Gallazzi – Lossa) - Monella (Madero) – Sei tanto bella (Giacchetti – Otto) (Fonit, 12215)
- 1946 - Black and Johnny (Giacobetti - Kramer) / Vorrei dimenticare (Gioia - Camera) - Kramer e la sua orchestra (Fonit, 12226)
- 1946 - È vero signor Strauss (che il valzer non le piace?) (Giacobetti - Kramer) / Il mio cuore si sente solo [My heart feels so alone] (Del Prete - Hall) (Fonit, 12227)
- 1945 - Ombre del passato Long ago and far away (Ardo - Kern) / Son pochi fior (Mazzoli - Mojoli) - Kramer e la sua orchestra (Fonit, 12228)
- 1945 - Mi piace tanto sonnecchiare al sole (Giacobetti - Kramer) / Tutto ci attende (Giacobetti - Kramer) - Kramer e la sua orchestra (Fonit, 12229)
- 1945 - Non sei mai stata così bella (Rastelli - Rizza - Panzeri) / Canzone va (Fucilli - Calzia) - Kramer e la sua orchestra (Fonit, 12230)
- 1945 - Questo è il bughi! (Testoni - De Vera) / Povero mio cuore (Marchesi - Kramer) - Kramer e la sua orchestra(Fonit, 12231)
- 1945 - Viaggio sentimentale [Sentimental journey) (Devilli - Green - Brown - Homer) / Musica d'amore (Testoni - Camera) - Kramer e la sua orchestra (Fonit, 12232)
- 1946 - La canzone dell'usignolo (Bruno - Di Lazzaro) / Viva il ballo (Romero - Alvaro) - Kramer e la sua orchestra (Fonit, 12233)
- 1º dicembre 1945 - Polvere di stelle ([Star Dust]) (Cariga - Carmichael) / Sei così bella (Dearly Beloved) (Devilli - Kern) - con i 5 Shoe Shine[2] (Fonit, 12234)
- 1946 - Sei o non sei tu? (la mia bambina) [Is you is, or is you ain't ma' baby?] (Austin - Jordan) / You, baby [Shoo shoo baby] (Moore) - Semprini e la sua orchestra (Fonit, 12243)
- 1º gennaio 1946 - Preghiera d'amore (Lovely Prayer) (Gloria - Hall) / Mamma, mi sono fidanzato (De Santis - Otto - Del Pino) - con i 5 Shoe Shine (Fonit, 12252)
- 1946 - Fiori d'arancio (Gallazzi) / Sognavo una casetta (Gallazzi) - Kramer e la sua orchestra (Fonit, 12253)
- 1946 - Good bye Mr. Miller (Mojoli) [senza canto] / Notte (Tettoni - Barzizza) - Kramer e la sua orchestra (Fonit, 12254)
- 1946 - Pinocchio (Castiglioni - Alvaro) / Good bye, mr. Miller (Mojoli) [senza canto] orchestra Kramer (Fonit, 12255)
- 1946 - Ritmo alla tirolese [Tyrol rithm] (Danpa - McGillar) / Insieme (Pallesi - Panzuti) - con Silvana Fioresi (Fonit, 12269)
- 1946 - Ritmo '700 (Zuccheri) ritmo mod. / Orientale (Zuccheri) – Quintetto Ritmico di Milano dir. Zuccheri (chit.) (Fonit, 12271)
- 1946 - Shoe Shine (Macario – Frustaci) / Gioie e tristezze (Boneschi – Concato) - Kramer e la sua Orchestra (Fonit, 12272)
- 1946 - Ma non vi bacerò (Giacobetti - Kramer) / Un sorriso e una rosa (Giacobetti - Kramer) (Fonit, 12273)
- 1946 - Biriei 1946 (Otto) / Vorrei tornar laggiù in Virginia [Carry me back to old Virginy] (Giacobetti - Bland) (Fonit, 12274)
- 1946 - E per quel tic! (Giacobetti - Kramer) / Nostalgia del mio paese (Testoni - Ceragioli) (Fonit, 12275)
- 1946 - Domani mi debbo sposare (De Santis - Otto) / Alleluja [Spiritual song] (Frustaci - Marchetti) (Fonit, 12276)
- 1946 - Castellina del Chianti (Giacobetti - Kramer) / Notturno (Testoni - Giari) - orchestra Kramer (Fonit, 12277)
- 1946 - Tristezze (Giacobetti - Chopin, trascr. Otto) - orchestra Sciorilli / Domani mi debbo sposare (De Santis - Otto) - orchestra Kramer (Fonit, 12278)
- 1946 - Mamma, mi piace il ritmo (De Santis - Otto) / Sotto gli occhi della luna (De Santis - Otto) (Fonit, 12283)
- 1946 - La canzone del mulo (Dondolando su una stella) [Swinging on a star] (Devilli - Van Heusen) / Il giorno dopo [The day after forever] (Devilli - Van Heusen) - Kramer e la sua orchestra (Fonit, 12284)
- 1946 - È la verità (Macario - Frustaci) / Se fosse giovedì (Testoni - Ceragioli) - Kramer e la sua orchestra (Fonit, 12285)
- 1946 - Là in Argentina [Down Argentina way] (Devilli - Warren) / A 15 anni (Marchesi - Kramer) - Kramer e la sua orchestra (Fonit, 12286)
- 1946 - Sinfonia d'amore [Symphony] (Alstone - Adorno) / Sei tanto bella (Savona - Giacobetti – Otto) - Zuccheri e la sua orchestra (Fonit, 12287)
- 1946 - Sogno (Zuccheri) / Campane allegre (Zuccheri) - Quintetto ritmico di Milano diretto da Zuccheri (chitarra) (Fonit, 12290)
- 1946 - Malinconia negra (Romero) / Vecchia gente [The old folks at home] (Mojoli) - Quintetto ritmico di Milano diretto da Zuccheri (chitarra) (Fonit, 12291)
- 1946 - Preludio in do (Di Ceglie) / Il ritmo dell'amore (Alvaro) - Quintetto ritmico di Milano diretto da Zuccheri (chitarra) (Fonit, 12292)
- 1946 - Marechiaro (Gioia - Di Ceglie) / Senti se ti piace (Pinchi - Sciorilli) - Kramer e la sua orchestra (Fonit, 12302)
- 1946 - Quel tuo rosso (Carenzio) [con i 5 Shoe Shine] / Tenerezze (C. Deani - Beppe Mojetta) - Kramer e la sua orchestra (Fonit, 12303)
- 1946 - Va bene così? O kay! (Vitale - Rastelli - Panzeri) / Stasera, ho deciso, le parlo (Age - Savona) - Kramer e la sua orchestra (Fonit, 12304)
- 1946 - Nella jungla (Pizzigoni) / Shoo Shoo, Baby (Moore) [con i 5 Shoe Shine] - Kramer e la sua orchestra (Fonit, 12305)
- 1946 - Non si discute col cuor (De Santis – Ferrari) fox / Orchidee azzurre [Blue orchids] (Devilli – Carmichael) [con i 5 Shoe Shine] - orchestra Kramer (Fonit, 12306)
- 1946 - La canzone del lattaio (Dura - Festa) [con i 5 Shoe Shine] / La pipa di papà (Testoni - Paggi) (Fonit, 12307)
- 1946 - Sei o non sei tu? (la mia bambina) [Is you is, or is you ain't ma' baby) (Fecchi - Nati - Jordan) [con i 5 Shoe Shine] / Il cuore è stanco di sognare (Micheli - Olivieri) (Fonit, 12308)
- 1946 - Pennsylvania polka (Larici - Lee - Manners) / Quando ti sogno (Giacobetti - Giari) - con i 5 Shoe Shine (Fonit, 12309)
- 1946 - Yo te quiero (Bertini Ruccione) / Marechiaro (Gioia - Di Ceglie) (Fonit, 12321)
- 1946 - Scampagnata di gioventù [Buckle down Winsocky] (Ardo - Martin - Blane) [con coro] / Lungo il fiume delle rose [By de river of the roses] (Larici - Burcke) [con Giovanni Vallarino] - orchestra Zuccheri (Fonit, 13322)
- 1946 - Bambolina - Bamboletta - Bambolin [Ma bambine] (Cella - Trommer) / Chi t'ha baciato? (Rolandi - Zucchero) (Fonit, 12323)
- 1946 - L'allegro pastorello (Deani - Gelthoff) / Rose di San Remo (Bertini - Zuccheri) [con Giovanni Vallarino] (Fonit, 12324)
- 1946 - Quando canta il cowboy (Age – Savona) / Sognando (Bertini - Zuccheri) - orchestra Zuccheri (Fonit, 12325)
- 1946 - Non so come si chiami (Corti - Zuccheri) / Luce di candela [Candlelight waltz] (Larici - Mauri - Dumont) - orchestra Zuccheri (Fonit, 12326)
- 1946 - Perdoni, signor Bach! (Danpa - Panzuti) / Sussurro di fate (Nelli - Righi) - Semprini e la sua orchestra (Fonit, 12329)
- 1946 - La canzone... (che non ci lascia mai) (Larici – Mauri – Styne) / La zingara [The Gipsy] (Larici - Reid) - Semprini e la sua orchestra (Fonit, 12330)
- 1946 - Minnie di Trinidad (Devilli – Edens) - Là in Argentina [Down in Argentina way] (Devilli – Warren) / Non dirmi dirmi nulla (Styne - Deani) - Questa sera mi sento solo (Deani - Durand) - Alberto Semprini al pianoforte (Fonit, 12331)
- 1946 - Io t'ho incontrata a Napoli (Forte - Carmichael - Rivi) - Dewy eyes (Baker) /con Alberto Semprini al pianoforte (Fonit, 12332)
- 1946 - Brazil (Larici - Barroso) - Conosci mia cugina? (Pinchi - Rossi) / Sempre nel mio cuore (Adorni - Lecuona) - Non saprai mai (Devilli – Warren) - con Alberto Semprini al pianoforte (Fonit, 12333)
- 1946 - Bonsoir... mio dolce amor [Bonsoir... mon bel amour] (Rampoldi - Durand) Martinica (Madero) - orch. Zuccheri (Fonit, 12362)
- 1946 - Brazil (Barroso - Larici) / Il tuo nome è donna (Testoni - Mascheroni) - Kramer e la sua orchestra con i 5 Shoe Shine (Fonit, 12362)
- 1946 - Sempre nel mio cuor (Adorni - Lecuona) / Laura (Devilli - Raksin) - Kramer e la sua orchestra con i 5 Shoe Shine (Fonit, 12363)
- 1946-48 - La Pepina (Tettoni - Mojetta) / Il vento (m'ha cantato una canzone) (Frati - Valladi) - orchestra Luciano Zuccheri (Fonit, 12364)
- 1946 - Non hai più... (la veste a fiori blu) (D'Amico - D'Anzi) / Melodia del fiume (Schisa - Cherubini) - orchestra Zuccheri (Fonit. 12365)
- 1946 - Conosci mia cugina? (Pinchi - Rossi) / La barchetta (in mezzo al mare) (Poletto) - Kramer e la sua orchestra coni 5 Shoe Shine (Fonit, 12366)
- 1946 - Ciù Ciù [Tchiou - Tchiou] (Deani - Molinare) / Lo sanno pure nella luna (Giacobetti - Kramer) - Kramer e la sua orchestra con i 5 Shoe Shine (Fonit, 12367)
- 1946 - Così com'è (Nisa - Redi) / Angelo biondo [I should care] (Larici - Cahn - Stordhal - Weston) - Zuccheri e la sua orchestra (Fonit, 12368)
- 1946 - Son lieto senza soldi [Ain't got a dime to my name] (Devilli - Van Heusen) / Vecchia capanna (Nostalgia del sud) (Nisa - Olivieri) - Zuccheri e la sua orchestra (Fonit, 12369)
- 1946 - La pipa di papà (Testoni - Poggi) / Roba da matti (Caroli) [canta Vittorio Paltrinieri] - lato A, Kramer e la sua orchestra; lato B, i solisti di Sciorilli (Fonit, 12374)
- 1946 - Questo è il bughi! (Testoni - De Vera) / Senti se ti piace (Pinchi - Sciorilli) - Kramer e la sua orchestra (Fonit, 12375)
- 1946 - Brasilena (Rumba a ja ja) (Nisa - Redi) / Piccadilly mon ami... (Filibello - Varney - Breux) - orchestra Kramer (Fonit, 12376)
- 1946 - Dove sta Zazà (Cutolo - Cioffi) / Tico-Tico (Larici - Abreu) - Kramer e la sua orchestra (Fonit, 12377)
- 1946 - Al nonnino piace il ritmo (Danpa - Panzuti) / È nato il jump (De Santis - Del Pino) - Zuccheri e la sua orchestra (Fonit, 12378)
- 1946 Signorina, se permette l'accompagno (De Santis - Otto) / Quando canta Bing Crosby (Otto) - orchestra Kramer (Fonit, 12390)
- 1946 - L'asinello del mulino (Nisa - Costanzo) / L'ho dedicata a te (Giacobetti - Kramer) [con i 5 Shoe Shine] - orchestra Kramer (Fonit, 12391)
- 1946 - Te lo dice il cuore (Morbelli - Chiocchio) / Com'era verde la mia valle (Cherubini - Schisa) [con i 5 Shoe Shine] - orchestra Kramer; (Fonit, 12392)
- 1946 - Coraggio giovanotti (Testoni - Kramer) / Sogno te (Petruzzellis - Vitale) - Kramer e la sua orchestra (Fonit, 12396)
- 1946 - Consigli d'amore (De Santis - Oto) / Mauna-Loa (Sacchi - Conti) (Fonit, 12397)
- 1946 - Hello baby, mademoiselle (Larne - Chapiro - Marbot) cantato in francese / Vieni con me (Giacobetti - Mojoli) - Kramer e la sua orchestra (Fonit, 12398)
- 1946 - Ho trovato l'amore (Ciocca - Vigevani) / Canto del mare (Paggi) orch. Zuccheri (Fonit, 12407)
- 1946 - Smarrito Cuore (Rolandi - Zuccheri) / Sogno di Broadway (Ciocca - Vigevani) - Zuccheri e la sua orchestra (Fonit, 12408)
- 1946 - Yes, oui, sì (Giacobetti - Kramer) / Sempre [Toujors] (Bernardini - Galassi) - Kramer e la sua orchestra (Fonit, 12409)
- 1946 - Quante Marie (Di Gianni - Barile) / Baciami ancora (Mazzuca - Caruso) - Kramer e la sua orchestra (Fonit, 12410)
- 1946 - Stop! (Giacobetti - Kramer) / Qualcuno ha spento la luna (D'Amico - D'Anzi) - Kramer e la sua orchestra (Fonit, 12411)
- 1946 - Catarì, Catarì... (Fecchi - Nati) / Ti ricorderai di me [C'est une chanson d'amour] (Pinchi - Paggi) - orchestra Zuccheri (Fonit, 12418)
- 1946 - È amor, amor [It's love, love, love!] (Devilli - Whitney - Kramer) / Marcella (Seracini) - Zuccheri e la sua orchestra (Fonit, 12422)
- 1946 - Consigli d'amore (De Santis - Otto) / Mamma mi sono fidanzato (De Santis - Otto - Del Pino) [con i 5 Shoe Shine] - orchestra Kramer (Fonit, 12425)
- 1946 - La rumba del cow-boy (Testoni - Mascheroni) / Lina (Giacobetti - Kramer) - Kramer e la sua orchestra (Fonit, 12429)
- 1946 - Voglio amarti così [Solamente una vez] (Larici – Lara) / Perfidia (Dominguez - Larici) - William Righi e il suo nuovo stile (Fonit, 13434)
- 1946 - Le campane di Santa Maria [The bells of St. Mary's] (Testoni - Emmet - Adams) / Dolce musica [Till the end of time] (Ardo - Kaye - Moss - Mann [da una polacca di Chopin]) - Kramer e la sua orchestra (Fonit, 12437)
- 1946 - Serenata a una strega (Giacobetti - Righi) / Good-bye (Pelli) - Kramer e la sua orchestra (Fonit, 12438)
- 1946 - Lascia nevicare [Let it snow! Let it snow! Let it snow!] (Ardo - Styne) / Perdonami (Gargantino - C. A. Rossi) - Kramer e la sua orchestra (Fonit, 12439)
- 1946 - Non devi dirmi nulla [It's been a long, long, long time] (Ardo - Styne) / Non farmi più soffrir bambina (De Santis - Otto) - Kramer e la sua orchestra (Fonit, 12440)
- 1946 - Non è Angelina (Nisa - Olivieri) / La fiera di San Colombano (Pinchi - Ravasini) - Kramer e la sua orchestra (Fonit, 12441)
- 1946 - 'Na vota ca sci. 'Na vota ca no!... (De Caesaris - Di Lazzaro) / Leva quella mano!... (Giacobetti - Kramer) - orchestra Kramer (Fonit, 12444)
- 1946 - Tormento (Otto - Frontini) / Signorina, se permette l'accompagno (De Santis - Otto) - orch. Kramer (Fonit, 12445)
- 1946 - Eulalia Torricelli (Nisa – Redi – Olivieri) - orchestra Kramer / Smarrito cuore (Rolandi – Zuccheri) - orchestra Zuccheri (Fonit, 12446)
- 1946 - Amigos, vamos a bailar (Nisa - D'Arena) / O mia bella Napoli (Deani - Winkler - Siegel) - orchestra Zuccheri (Fonit, 12447)
- 1946 - Non si può [No can do] (Devilli - Simon) / C'è un paese [In the land of beginning again] (Devilli - Mayer) - Zuccheri e la sua orchestra (Fonit, 12448)
- 1946 - Buon dì (Giacobetti - Kramer) / Mi sposo, oppure no? (Corti - Zuccheri) - Zuccheri e la sua orchestra (Fonit, 12449)
- 1946 - Alì Babà (che fa in città?) (Giacobetti - Otto) / Amigos, vamos a bailar (Nisa - D'Arena) (Giacobetti - Otto) - Walter Righi e il suo nuovo stile (Fonit, 12450)
- 1946 - Mi piace il... pizzicato (Pinchi - Delli) / Ti chiamo amore (Deani – Panzuti) - Di Ceglie e la sua orchestra (Fonit, 12451)
- 1946 - Troppe canzoni (Danpa - Panzuti) / "33 - 23 - 03" (De Santis - Pagnini) - Di Ceglie e la sua orchestra (Fonit, 12452)
- 1946 - Aurora (Devilli – Lago – Roberti) fox dal film L'inafferrabile spettro / Balliamo il bughi (Francolini – Trama) - orch. Zuccheri (Fonit, 12455)
- 1947 - Cement Mixer (Gaillard - Ricks) [senza canto] / Non pianger per me [Don't worry about me] (Deani - Bloom] - Aldo Rossi e la sua orchestra del momento (Fonit, 12459)
- 1947 - My guy's come back (McKinley - Ricks) [senza canto] / It's down again (Gallop - Nevius - Dunn - Gold) cantato in inglese - Aldo Rossi e la sua Orchestra del momento (Fonit 12460)
- 1947 - Amado mio (Devilli - Roberts - Fisher) / Non v'innamorate... [Put the blame on name] (Devilli - Roberts - Fisher) - Aldo Rossi e la sua Orchestra del momento (Fonit, 12488)
- 1947 - Melodie ritmiche di successi n. 12: Cica cica bum [Chica chica boom chic] (McGordon – Warren) – Cadrà cadrà [Cae cae] (Barrios – Martin) – Ay! Ay! Sì! Sì! (..) / Una notte a Rio (devilli – Warren) – Buona notte Brasile! (McGordon – Warren) (Fonit, 12489)
- 1947 - Suona balalaika (Adorni - Juli - Posford) / Ho una zia (Nisa - Rizza) - Zuccheri e la sua orchestra (Fonit, 12490)
- 1947 - Il mago dello swing [the young man whit a horn] (Devilli - Stoll) / Pazzia d'amore [In a moment of madness] (Devilli - McHugh) [con Maria Dattoli ?] - Nino Impallomeni e la sua orchestra (Fonit, 12491)
- 1947 - Hoppity hop [Swing hop] (Terry - Temple) / Fracasso a Boston [Boston bounce] (Lamarr - Dallas - Harris) - Nino Impallomeni e la sua orchestra (Fonit, 12492)
- 1947 - Alfabeto musicale (De Santis - Mobiglia) / Ho licenziato la cameriera (Chiosso - Pasero) - orchestra Zuccheri (Fonit, 12494)
- 1947 - Capri azzurra (De Lutio - Cioffi) / Che me ne importa (Dura Festa) (Fonit, 12495)
- 1947 - Quanta nostalgia (Petruzzellis - Piasentin) / Con le donne (ci so fare?) (Danpa - Panzuti) - Sciorilli e la sua orchestra (Fonit, 12499)
- 1947 - Spazzacamino (Pitt - Alù) / Chiudo gli occhi e sogno (Nisa - Olivieri) (Fonit, 12500)
- 1947 - Glicine (Calvario - concina) / Belzebù (Danpa - Concina) (Fonit, 12501)
- 1947 - Rumba... Tam-tà! (Liman - Zuccheri) / Sai perché (Liman - Zuccheri) [canta Vittorio Paltrinieri] - Zuccheri e la sua orchestra (Fonit, 12606)
- 1947 - Bughimania (Danpa - McGillar) / Due passi per il mondo (Giacobetti - Otto) - Kramer e la sua orchestra (Fonit, 12512)
- 1947 - La-i-la-o (Tessardino - Adici) / Tutto sei tu [All the things you are] (Devilli - Kern) - Kramer e la sua orchestra (Fonit, 12513)
- 1947 - Ovunque sei tu [And there you are] (Devilli - Fain) / Ho rivisto Lilì Marlen (Giacobetti - Kramer) (Fonit, 12514)
- 1947 - Baia [Na baixa do sapateiro] (Larici - Barroso) / Gilda (Testoni - Kramer) (Fonit, 12515)
- 1947 - Amore e Totocalcio (Giacobetti - Kramer) / Ti comprerò un sogno (Giacobetti - Righi) (Fonit, 12516)
- 1947 - La mia cara mogliettina (Otto) / Ti vorrei dire... fare... dare (Giacobetti - Otto) (Fonit, 12517)
- 1947 - Sweet and lovely (Arnheim - Lemare) / As time goes by (Herman - Hupfeld) orchestra Kramer - cantate in inglese (Fonit, 12518)
- 1947 - Kalamazoo [I've got a gal in Kalamazoo] (Ardo - Warren) / Bomboniera azzurra (Nisa - Redi) - Kramer e la sua orchestra (Fonit, 12519)
- 1947 - Imaginez (Larici - Mildway) / La mia cara mogliettina (Otto) - Kramer e la sua orchestra (Fonit, 12520)
- 1947 - La-i-la-o (Tessadino - Adici) / Inferno e paradiso (Galdieri - Abel) - Kramer e la sua orchestra (Fonit, 12521)
- 1947 - To each his own (Livingston - Evans) / Hey! Ba-ba-re-bop (Hampton-Hammer) - Kramer e la sua orchestra - cantate in inglese (Fonit, 12534)
- 1947 - Io t'amo I love you for sentimental reasons (Gioia – Best) / Sorridendo (ti saluto amore mio) (Pinchi – Di Ceglie) - Kramer e la sua orchestra (Fonit, 12535)
- 1947 - El Rancho Grande (Ramon - Filiberto - Posados) / Parla (Pinchi - Dusti - Stone) - Kramer e la sua grande orchestra (Fonit, 12536)
- 1947 - Fantasie di primavera (Marchesi - Boneschi) / Senti l'oncky-poncky? (Pinchi - Stone) - Kramer e la sua orchestra (Fonit, 12537)
- 1947 - Apri la porta, Richard [Open the door, Richard] (Gioia - McVea - Howell) / Sognare [Rever] (Gioia - Luypaerts) - Nino Impallomeni e la sua orchestra (Fonit, 12538)
- 1947 - Tampico (Ardo - Roberts - Fisher) / Soltanto un bacio [Libellule] (Gioia - Luypaerts) - Nino Impallomeni e la sua orchestra (Fonit, 12539)
- 1947 - Strascee (Nisa - Olivieri) / Flamingo (Ardo - Granya) - Kramer e la sua orchestra (Fonit, 12547)
- 1947 - Il valzer del boogie-woogie (Bonfanti - Di Lazzaro) / Caffè swing (Pinchi - Pizzigoni) - Kramer e la sua orchestra (Fonit, 12548)
- 1947 - L'Apaka (Danpa - Panzuti) / (Fonit, 12549) Good night, my dear (Hartley - Otto) cantato in inglese - Kramer e la sua orchestra (Fonit, 12549)
- 1947 - Oggi ho visto un leon (Giacobetti - Maia) / Vecchio lampionaio [The old lamp-lighter] (Ardo - Simon) (Fonit, 12550)
- 1947 - A Ka-Li-Ka-Li-Ko (Giacobetti - Kramer) / A Napoli ce sta (Danpa - Boneschi) (Fonit, 12551)
- 1947 - Danziam lo spirù (La danza dello scoiattolo) (Deani - Stoquart) / Flamingo (Ardo - Gronya) - Kramer e la sua orchestra (Fonit, 12552)
- 1947 - Nuvole [Passing clouds] (Gioia - Cardew) / Stanotte (Giacobetti - Kramer) - Kramer e la sua orchestra (Fonit, 12553)
- 1947 - La paloma blanca (Cherubini - Falcomatà) / "Amore" (Pinchi - Otto) - orchestra Kramer (Fonit, 12554)
- 1947 - Lo spirù (Milena - Casarini) / Ti vorrei dire... fare... dare... (Giacobetti - Otto) (Fonit, 12555)
- 1947 - La spagnola di Comacchio (Giacobetti - Kramer) / Rosy (Testoni - Otto) (Fonit, 12556)
- 1947 - Cionci (De Santis - Tilli) / È tardi amore (Gioia - Mark - Barry) - Kramer e la sua orchestra (Fonit, 12557)
- 1947 - Telefono occupato (Poletto - Bichisao) / Ti vedo... (nei miei sogni) (Tettoni - Lamberti) - Kramer e la sua orchestra (Fonit, 12558)
- 1947 - Il tamburino [Drummer boy] (Devilli - Edens) / Io ti ricordo sempre [I remember you] (Nisa - D'Arena) - Quintetto ritmico di Milano diretto da Zuccheri (chitarra) (Fonit, 12594)
- 1947 - Orizzonte perduto (Olivieri) / Palomita (Nisa - D'Arena) - Zuccheri e la sua orchestra (Fonit, 12630)
- 1947 - Bonsoir... mio dolce amor [Bonsoir... mon bel amour!) (Rampoldi - Durand) / Martinica (Madero) - Zuccheri e la sua orchestra (Fonit, 12631)
- 1947 - Palomita (Nisa - D'Arena) / Caffè swing (Pinchi - Pizzigoni) - lato A, orchestra Zuccheri; lato B, orchestra Kramer (Fonit, 12643)
- 1947 - Danziam lo spirù (La danza dello scoiattolo) (Deani - Stoquart) / Strascee (Nisa - Olivieri) - Kramer e la sua orchestra (Fonit, 12648)
- 1947 - Tutta la settimana [Toute la semaine] (Deani - Clarey) / Martin (non t'arrabbiare) (Pinchi - Otto) (Fonit, 12595)
- 1947 - Ho la testa nelle nuvole (Pinchi - Zuccheri) / Mare di sogni (Liman - Zuccheri) (Fonit, 12603)
- 1947 - Bailamos la samba (De Santis - Meneghini) / Martin (non t'arrabbiare) (Pinchi - Otto) (Fonit, 12604)
- 1948 - Stormy weather (Arlen - Koehler) / Good night, my dear (Hartley - Otto) - cantate in inglese (Fonit, 12615)
- 1948 - A Pago Pago [South of Pago Pago] (Pinchi - Pollack) / Tropical (Giacobetti - Morton Gould) (Fonit, 12616)
- 1946 - Martinica (Madero) / Bonsoir… mio dolce amor [Bonsoir ma belle amour] (Rampoldi – Durand) - orchestra Zuccheri (Fonit, 12631)
- 1948 - Piansi per te [I cried for you] (Devilli - Arnheim - Lyman) / Bim bam bom (Devilli - Morales) - Nino Impallomeni e la sua orchestra (Fonit, 12639)
- 1948 - Lettere d'amore [Love letters] (Devilli - Young) / All'equatore (Testoni - Bassi) - Nino Impallomeni e la sua orchestra (Fonit, 12640)
- 1948 - Che succede all'Accademia? [The joint is really jumpin' in Carnegie Hall] (Devilli - Edens - Martin) / Prima carezza (De Torres - Marletta) (Fonit, 12641)
- 1948 - La paloma blanca (Cherubini - Falcomatà) / La mia cara mogliettina (Otto) (Fonit, 12647)
- 1948 - Danziam lo spirù (La danza dello scoiattolo) (Deani - Stoquart) / Strascee (Nisa - Olivieri) - Kramer e la sua orchestra (Fonit, 12648)
- 1948 - Stormy weather (Arlen - Koehler) / Sogni d'oro (Testoni - Di Ceglie) (Fonit, 12649)
- 1948 - Mam'selle (Devilli - Goulding) / Non dirmi "no" [Please don't say "no"] (Devilli - Fain) - Sciorilli e la sua orchestra (Fonit, 12650)
- 1948 - Il nonno americano (Nisa - Olivieri) / La messicana (Testoni - Sciorilli) [canta Vittorio Paltrinieri] (Fonit, 12651)
- 1848 - Canto del mare (Garinei - Giovannini - Giuliani) / Intimamente tu... (Natili - Zuccheri) - Sciorilli e la sua orchestra (Fonit, 12652)
- 1948 - Il valzer dello spirù (Pattaccini) / Mister Re-Bop (Giacobetti - Otto) (Fonit, 12674)
- 1948 - La Mughetera (Nisa - Redi) / Ti rivedrò stasera (Pinchi - Otto) (Fonit, 12675)
- 1948 - Tolon! Tolon! [Mi vaca lechera] (Larici - Garcia) / Fatti un nodo al fazzoletto (Perotti - Stone) - Sciorilli e la sua orchestra (Fonit, 12678)
- 1948 - Paisà sciù sciù [ I dug a ditch in Wichita] (Devilli - Lane) / Strada (Testoni - Barzizza) - Zuccheri e la sua orchestra (Fonit, 12679)
- 1948 - Te quiero dijiste (M'hai detto "te quiero") (Larici - Grever) / Un sogno per te [I'll bug that dream] (Devilli - Wrubel) - Sciorilli e la sua orchestra (Fonit, 12680)
- 1948 - Rumba delle caldarroste (Testoni - Mascheroni) / La storia di tutti (Testoni - Mascheroni) - Kramer e i suoi solisti (Fonit, 12683)
- 1948 - Con l'ukulele (Testoni - C. A. Rossi) / Domani (C. A. Rossi) - Kramer e la sua orchestra (Fonit, 12684)
- 1948 - Piazza della Scala (Rastelli - Olivieri) / Ti rivedrò stasera (Pinchi - Otto) (Fonit, 12685)
- 1948 - Spirulai! (Pinchi - Redi) / Piccolo rifugio (Nisa - Redi) - Zuccheri e la sua orchestra (Fonit, 12694)
- 1948 - Opapà Opapà Opapà (Leonardi - Gaze) / Sul mare luccica (Nisa - Calzia) (Fonit, 12695)
- 1948 - Ti porterò sul cucciolo (Rastelli - Olivieri) [con Maria Dattoli] / Luna vagabonda (Scotti - Simonini) (Fonit, 12696)
- 1948 - Notte di Venezia! (Redi) / Muchachita (Panzuti - Danpa) (Fonit, 12697)
- 1948 - Melodie ritmiche di successi n. 13: Ci-baba ci-baba (Ardo – David – Hoffman) – Che musetto! (Testoni – Ceragioli) – Il tamburino [Drummer boy] (Devilli – Edens) / Serenata celeste (Fiorelli – Ruccione) – Te voio ben (Bidoli) (Fonit, 12698)
- 1948 - Melodie ritmiche di successi n. 14: Sul mare luccica (Calzia – Nisa) – Ho baciato Marisa (Pinchi – Concina) – Signorina se permette l'accompagno (De Santis – Otto) / Verde luna (Gomez) – Non ti posso dar che baci (De Santis – Odino – Otto) (Fonit, 12699)
- 1948 - Manola non sei spagnola (Gelmini - Nisa - D'anzi) / Dopo di te (Martelli - Abel) - Sciorilli e la sua orchestra (Fonit, 12708)
- 1948 - Han rubato... il Duomo (Panzuti - Pinchi) / Ma ritournelle (Larici - Bourtraye) (Fonit, 12709)
- 1948 - Me ne vado a spasso (Martelli - Barberis) / È la prima volta (Testoni - Giacomazzi) - Sciorilli e la sua orchestra (Fonit, 12720)
- 1948 - Son belle (Garinei - Giovannini - D'Anzi) / Dagli occhi al cuore [Throu your eyes to your heart] (Pinchi - Gould) (Fonit, 12721)
- 1948 - Che musetto! ((Testoni - Ceragioli) / Maria di Cefalù (Nisa - Fanciulli) - Kramer e la sua orchestra (Fonit, 12727 e Polydor, 560.140)
- 1948 - Mama negra (Nisa) / Il mio amore vivrà (Panzuti - Danpa) (Fonit, 12728)
- 1948 - Il principio della fine [This is the beginning of the end] (Devilli - Gordon) / Can can (Al tempo del can can) - Kramer e la sua orchestra (Testoni - Rossi) (Fonit, 12729)
- 1948 - Buona sera avvocato (Nisa - Martino) / Il mare [La mer] (Adorni - Trenet - Lasry) - orchestra Kramer (Fonit, 12730)
- 1948 - La classe degli asini (Larici - Rastelli - Ravasini) / La grande pioggia (Ruccione) - orchestra Kramer (Fonit, 12731)
- 1948 - La vie en rose (Piaf - Leonardi - Louiguy) / Cicci - Cicci - Cicci! (Codi) - orchestra Kramer (Fonit, 12744)
- 1948 - Che farò? (Pinchi - Pizzigoni) / Tanti saluti!... [Yep roc heresi] (Pinchi - Gaillard - Ricks) - Nino Impallomeni e la sua orchestra (Fonit, 12747)
- 1948 - Ho baciato la Marisa (Pinchi - Concina) / Prego... (non disturbate) (Pinchi - Otto) - Nino Impallomeni e la sua orchestra (Fonit, 12748)
- 1948 - Ciuf! Ciuf! (Danpa - Gillar) / Preferisco te (Pinchi - Giari) - Nino Impallomeni e la sua orchestra (Fonit, 12749)
- 1948 - Vecchia Roma (Martelli - Ruccione) / Le tue carezze (Pinchi - Brigada) - Quintetto ritmico di Milano diretto da Zuccheri (chitarra) (Fonit, 12752)
- 1948 - Cicci - Cicci - Cicci! (Codi) / Sarà la gelosia (Pinchi - Codi) - orchestra Kramer (Fonit, 12760)
- 1948 - Spirulai! (Pinch - Redi) / Noche de luna (Larici - Curiel - Odette) - Kramer e la sua orchestra (Fonit, 12761)
- 1948 - Sono in collera con Beethoven (Pinchi - Sciorilli) / Romanza antica (Giacobetti - Kramer) - Kramer e la sua orchestra (Fonit, 12762)
- 1948 - I pompieri di Viggiù (Larici - Fragna) / Prego... (non disturbate) (Pinchi - Otto) - orchestra Impallomeni (Fonit, 12764)
- 1948 - Paloma negra (Cherubini - Falcomatà) / Maestro!... (fateci sentire) [senza canto] - Nino Impallomeni e la sua swing session (Fonit, 12771)
- 1948 - Cocoricò (Notorius - Carosone) / La ultima noche (Larici -. Testoni - Collazo) - Aldo Rossi e la sua orchestra del momento (Fonit, 12772)
- 1948 - O mama mama (Danpa - Conald) / Topeka Santa Fè [On the Atchinson, Topeka and the Santa Fe) (Devilli - Warren) - Aldo Rossi e la sua Orchestra del Momento (Fonit, 12773)
- 1948 - L'onorevole Bricolle (Morbelli - Fragna) / Mi piace il... pizzicato (Pinchi - Delli) (Fonit, 12774)
- 1948 - Sul ponte de Rialto (Bianchini - Fermi) [con Gloria Dauro] / Sotto il cielo (del Tropico) (Pinchi - Giari) [canta Vittorio Paltrinieri] (Fonit, 12775)
- 1948 - Non ti posso dar che baci (Otto - De Santis) - orchestra Kramer / Passeggiando al parco (Mauro - Di Ceglie) - Semprini e il suo Quintetto Ritmico (Fonit, 12781)
- 1948 - Non conosci Napoli (Manlio - Oliviero) / Il valzer del bicchierino [Une valse pour boir] (Larici - Savar) (Fonit, 12782)
- 1946 - Stasera canto (Marchesi - D'Anzi) / Ninna nanna d'amore (Marchesi - D'Anzi) (Fonit, 12786)
- 1948 - A sud di Parabiago (ovvero la triste istoria di Pedro il "ciabatero") (Pinchi - Sciorilli) [con Dattoli, Paltrinieri, Dauro, Simonetta e Coro] / Ay! Che samba! [South America, take it away) (Testoni - Rome) (Fonit, 12793)
- 1948 - Avevo una casetta (Luttazzi) / Le maracas (Testoni - Olivieri) - Zuccheri e la sua orchestra (Fonit, 12794)
- 1948 - Una rosa (Mannucci - Savona) / Se tu mi dici no!... (Giacobetti - Impallomeni) - Kramer e la sua orchestra (Fonit, 12798)
- 1948 - Non c'è cuore (senza amore) [Sans amour] (Pinchi - Panzuti - Bouillon) / Baba-lì Baba-lù (Impallomeni) [senza canto] - Nino Impallomeni e la sua orchestra (Fonit, 12800)
- 1948 - Il campione del ritmo (Panzeri - Kramer) / Bel ami (Cortini - Viviani - Mackeben) - Kramer e la sua orchestra (Fonit, 12805)
- 1948 - Melodie al chiar di luna (Dole - Di Lazzaro) / Tu, musica divina (Bracchi - D'Anzi) - Semprini e la sua orchestra (Fonit, 12808)
- 1948 - Scherzando nel bagno (Mauro - Sciorilli) / Quando suona il disco (Mauro - Di Ceglie) - Semprini e la sua orchestra (Fonit, 12809)
- 1948 - Sotto la neve (Liri - Ravasini) / Mamma Rosa (Cherubini - Schisa) [canta Gigi Boschiroli] (Fonit, 12810)
- 1948 - Annabella (Otto - Testoni) / Il giovanotto matto (Luttazzi) (Fonit, 12811)
- 1948 - Mio sogno [My reverie] (da "Reverie" di C. Debussy) / Son geloso di te (De Mattino - Godini) - Kramer e la sua orchestra (Fonit, 12850)
- 1948 - Mi piaccion tutte... (Fassino - Chiappi) / Tu vuoi prendermi il cuor [Stop! You're breakin' my heart] (Willy - Lane) - Semprini e la sua orchestra (Fonit, 12858)
- 1948 - Pippo non lo sa (Rastelli - Panzeri - Kramer) [canta Angelo Servida] Kramer e la sua orchestra / Tulipano (Tulipan) (Morbelli - Grever) - Semprini e la sua orchestra (Fonit, 12861)
- 1948 - L'arcobaleno Over the rainbow (Willy - Arlen) / Oh! Giovannino [Joseph Joseph] (Willi - Casman) [con Trio Vocale] - Semprini e la sua orchestra (Fonit, 12863)
- 1948 - Rosamunda [Beer barrel polka] (Nisa – Vejvoda] ritmo mod. con trio vocale - orch. Semprini – Forse t'amerò (Bertini - Sciorilli) - Semprini e la sua orchestra (Fonit, 12864)
- 1948 - Tristezze di S. Louis [S. Louis blues] (Mauro - Handy) / Illusione [Deep purple] (Bracchi - De Rose) (Fonit, 12885)
- 1948 - Pinocchio (Castiglioni - Romero - Alvaro) / Incanto di stelle (Romero - Alvaro) - orchestra Semprini (Fonit, 12886)
- 1948 - Qui c'è del ritmo... Maestro Paganini [Mr. Paganini... You'll have to swing it] (Sacchi - Coslow) / Tocco il cielo con un dito (Morbelli - Prato) - Semprini e la sua orchestra (Fonit, 12887)
- 1948 - Mamma... voglio anch'io la fidanzata (De Santis - Del Pino) / Con un bacio ti dirò!... (Otto) (Fonit, 12889)
- 1948 - L'arcobaleno [Over the rainbow] (Willy - Arlen) / Ho trovato il ritmo (Mazzucchelli - Severin) - Semprini e la sua orchestra (Fonit, 12890)
- 1948 - Per chi canto (Calzia - Cram) / Ruote di carro (Panzeri - Sciorilli) - Kramer e la sua orchestra (Fonit, 12894)
- 1948 - T'ho vista piangere (Poletto - Casadei) / Se tu non m'ami (Rossi - Mascheroni) (Fonit, 12895)
- 1948 - Una radio... (ed il tuo cuore) (Bertini - Sciorilli) / Bolero cubano (Marchionne - Moroziti) (Fonit, 12896)
- 1948 - Daina [Dinah] (De Santis - Akst) / Dolce è parlar di te [Sweet is the world for you) (De Santis - Robin - Rainger) (Fonit, 12897)
- 1948 - Natalino... canta (de Santis - Romero - Alvaro) / Sorriso di stelle (De Santis) lento - orchestra Kramer (Fonit, 12901)
- 1948 - Ti-pi-tin (Galdieri - Grever) / Sogno ad occhi aperti [I'm getting sentimental over you) (Valabrega - Bassman) (Fonit, 12902)
- 1948 - Non ti posso dare che l'amor [I can't give you anything but love] (De Santis - Fields - McHugh) / Raggio di luna [Moon ray] (De Santis - Shaw - Madison - Quenzer) (Fonit, 12903)
- 1948 - La paloma (Astro Mari - Blasco - Yradier) / Amapola (Bruno - Lacalle) - orchestra Romero Alvaro (Fonit, 12904)
- 1948 - Ritmo, per favore (Otto - De Santis - Odino) / Mia (Masena - Biso) - orchestra Kramer (Fonit, 12909)
- 1948 - Ripassando la lezione (Lungo il viale) (Otto - De Santis - Odino) - orchestra Kramer / Rimpiangerai bambina... (Otto - De Santis - Odino) - orchestra Zuccheri (Fonit, 12910)
- 1948 - È una canzone d'amore (Nelli - D'Anzi) / Maria Gilberta (Cariga - Chiri) - Romero Alvaro e il suo Quintetto fantasma (Fonit, 12911)
- 1948 - Carovana bianca (Marengo) [senza canto] / Fa' la nanna (Gallazzi - Botto) - Kramer e la sua orchestra (Fonit, 12912)
- 1948 - Natalino studia canto... (De Santis - Kramer) / Op! Op! Trotta cavallino (Frati - Kramer) - orchestra Kramer (Fonit, 12917)
- 1948 - Ore d'oblio (Danpa - Panzuti) / Benvenuto mister swing (Panzuti - Danpa) (Fonit, 12955)
- 1948 - A sud di Parabiago (ovvero la triste istoria di Pedro il "ciabatero") (Pinchi - Sciorilli) [con Dattoli, Paltrinieri, Dauro, Simonetta e Coro] / Il valzer del bicchierino [Une valse pour boir] (Larici - Savar) (Fonit, 12958)
- 1948 - Harlem notturno (Pinchi - Hagen) / Occio la conga (Pinchi - Di Ceglie) (Fonit, 12965)
- 1948 - Louisiana (Rossi) / Anna, Carla, Lilla [canta Vittorio Paltrinieri] – Quintetto Gambardelli - (Fonit, 12966)
- 1948 - Harlem notturno (Pinchi - Hagen) / Laguna addormentata (Cootes) [senza canto] - Kramer e la sua orchestra (Fonit, 12967)
- 1948 - La donna che voglio (Morbelli - Segurini) [canta Vittorio Paltrinieri] / Ay! che samba [South America, take it away] (Testoni - Rome) - lato A: orchestra Sciorilli; lato B, orchestra Zuccheri (Fonit, 12968)
- 1948 - Ambrogio Tremolada (Testoni - Kramer) / Rosa Marì (Basso - Russo) - Kramer e la sua orchestra (Fonit, 12969)
- 1948 - Ostregheta che putela! (Giacobetti - Kramer) / Addormentarmi così (Biri - Mascheroni) - Kramer e la sua Orchestra (Fonit, 12970)
- 1948 - Oh, señora Colon (Deani - Vives) / Signora musica (Panzuti - Pinchi) - lato A, orch. Kramer; lato B, orchestra Impallomeni (Fonit, 12974)
- 1948 - A Castenango [In chi Chi Castenango] (Pinchi - Gorney) / Se tu partissi (Leonardi - Michel - Emer) - Kramer e la sua orchestra (Fonit, 12975)
- 1949 - Melodie ritmiche di successi n. 15 - Dolce mammina (Leonardi – Pollack) – Ti rivedrò stasera (Pinchi – Codi) / Donde vas (Pinchi – Brigada) – Marisa e la rosa (Giacobetti – Impallomeni) – Sorridendo (ti saluto amore mio) (Pinchi – Di Ceglie) (Fonit, 12990)
- 1949 - Melodie ritmiche di successi n. 16: Addormentarmi così (Biri – Mascheroni) – Rosy (Testoni – Codi) / Che peccato! (Nisa – Madero) - Anna Carla Lilla (Pinchi – Di Ceglie) - Eri tu (Testoni – Giacomazzi) (Fonit, 12991)
- 1949 - È gelosa (Pinchi - Mariotti) / Perché non sognar (Galdieri - Redi) - Nino Impallomeni e la sua orchestra (Fonit, 12993)
- 1949 - Le donne belle (dicono... si) (Pinchi - C. A. Rossi) / Che peccato! (Nisa - Madero) - Quartetto John Bolero (Fonit, 12994)
- 1949 - Mon amour (Galdieri - Abel) / Donde vien, donde vas? (Galdieri – Abel) - Quartetto John Bolero (Fonit, 12995)
- 1949 - Manana por la manana (Leonardi - Bromer) / Sono tanto innamorato (Claim - Panagini) - Zuccheri e la sua orchestra (Fonit, 12996).
- 1949 - Ricordati ragazzo [Nature boy] (Devilli - Ahbez) / Sweet, sweet, sweet (Larici - Hess) (Fonit, 13009)
- 1949 - Il re del Portogallo (Panzeri - Rizza) [canta Vittorio Paltrinieri] / Bongo, bongo, bongo [Civilisation] (Devilli - Hilliards - Sigman) (Fonit, 13020)
- 1949 - Maria Carmè (Sopranzi - Merletta) [con coro] / Nessuna come te (Nisa - Fanciulli) - Nino Impallomeni e la sua Orchestra (Fonit, 13022)
- 1949 - Alessandro Polca (Giacobetti - Benes) / Ritornello di Parigi [Ritournelle de Paris] (Micheli - Wal - Berg) - orchestra Kramer (Fonit, 13025)
- 1949 - Bongo, bongo, bongo [Civilisation] (Devilli - Hilliards - Sigman) / Ricordati ragazzo [Nature boy] (Devilli - Ahbez) (Fonit, 13028)
- 1949 - L'uomo del violino (--) / Ho bisogno di baci (Panzeri - Rizza) - orchestra Kramer (Fonit, 13030)
- 1949 - Laroo, laroo, Lilli bolero (Rampoldi - Lippman) / La prima sera (che m'hai detto baciami) (Pinchi - C. A. Rossi) - Nino Impallomeni e la sua orchestra (Fonit, 13032)
- 1949 - Ombre del passato [Long ago and far away] (Ardo - Kern) - Kramer e la sua orchestra/ Le donne belle... (dicono sì) (Pinchi - C. A. Rossi) - quartetto J. Bolero (Fonit, 13037)
- 1949 - La classe degli asini (Larici - Rastelli - Ravasini) / Alessandro polca (Giacobetti - Benes) - orchestra Kramer (Fonit, 13038)
- 1949 - Melodie ritmiche di successi n. 17: Bongo, Bongo, Bongo [Civilisation] (Devilli – Sigman) – Che debbo fare (Di Ceglie) – Por la vieca (Giacobetti – Savona) / Clopin clopant (Pinchi – Coquatrix) – Bambino mio [Baby mine] (Larici – Churcill) (Fonit, 13058)
- 1949 - Melodie ritmiche di successi n. 18: Quando ti stringi a me [I'm in the mood for love] (Bracchi – McHugh) – Mentre il tempo passa [As time goes by] (Martelli – Hupfeld) / Una bimba in calico [A gal in Calico] (De Torres – Schwarz) - In gondoletta (Zuccheri) - Alì Babà (che fa in città?) (Giacobetti – Otto) (Fonit, 13059)
- 1949 - Tutto è bello [C'est si bon] (Larici - Rastelli - Betti) / La bata-chunga (Pinchi - Fucilli) - Zuccheri e la sua orchestra (Fonit, 13065)
- 1949 - La burra (L'asina) (Leonardi - Maratò) / Samba "uno - due - tre" [Sans pyjama] (Locatelli - Hartman) - Zuccheri e la sua orchestra (Fonit, 13068)
- 1949 - Non mandarmi a nanna (Pinchi - Pacini) / No jazz! (Alvaro) - orchestra Kramer (Fonit, 13073)
- 1949 - La Gioconda (Danpa - Panzuti) / Con la bionda (in gondoleta) (Pinchi - Panzuti) (Fonit, 13074)
- 1949 - Trieste mia (Cicero - Viezzoli) / Dove sei, mon amour? [Ou est-tu mon amour?] (Ardo - Stern) - Max Springher e il suo sestetto (Fonit, 13080)
- 1949 - L'idolo delle donne (De Santis – Alvaro) / 6 sempre 6 (Calvari – Mellier) - Quartetto John Bolero (Fonit, 13084)
- 1949 - Forse si... (forse no!)!) (Pinchi – Mojoli) / Rosso e blu (Casiroli – Nisa) - Quartetto John Bolero (Fonit, 13085)
- 1949 - Bagatelle (Pinchi - White) / Douce France (Trenet) [canta Gloria Dauro] - Max Springher e il suo sestetto (Fonit, 13088)
- 1949 - Au coin de feu (Accanto al focolare) Zanciro - Lucchesi) / Cherie, c'est à toi que je reve (T'incontro in sogno, cherie) (De Moliere - Eler) [senza canto] - Max Springher e il suo sestetto (Fonit, 13089)
- 1949 - For you (Pinchi - Bergmayer) / Vivo nel sogno (Callegari) - orchestra Sciorilli (Fonit, 13093)
- 1949 - Ma se ghe penso! (Cappello - Margutti) / Zeneisina (Mauro - Romero Alvaro) - cantate in dialetto genovese (Fonit, 13098)
- 1949 - I cadetti di Guascogna (Larici - Rastelli - Fragna) / Il barone don Eustacchio (Morbelli - Fragna) - Zuccheri e la sua orchestra (Fonit, 13099)
- 1949 - Avanti e indré (Larici - Ravasini) / Ad Asuncion (Pinchi - Sciorilli) [con il Duo Dadà] - lato A, orchestra Zuccheri; lato B, orchestra Sciorilli (Fonit, 13114)
- 1949 - Cuanto le gusta (Larici - Testoni - Ruiz) [con il Duo Dadà] / Zapa zapatero (Liroca) [esegue il Duo Dadà] - orchestra Sciorilli (Fonit, 13115)
- 1949 - Amleto (il tram di Monza) (Rastelli - Redi) / Noi siamo quelli dello "sci-sci" (Garinei - Giovannini - Frustaci) [con il Duo Dadà] (Fonit, 13116)
- 1949 - T'aspetto a Mergellina (Bertini - Gurrieri) / Mimì e Cocò (Addio mia bella addio) (Sopranzi - Merletta) [con Gloria Dauro] - Nino Impallomeni e la sua orchestra (Fonit, 13120)
- 1949 - L'appetito vien baciando (De Santis - Kramer) / Si farà... (quel monumento) (Rastelli - Panzeri - Pan) - Kramer e la sua orchestra (Fonit, 13122)
- 1949 - Acquarello napoletano (Bonagura - Benedetto) / Amarti con gli occhi (Colombi - C. A. Rossi) (Fonit, 13124)
- 1949 - Ci sposeremo a Napoli (Morbelli - Fragna) / Qui, sotto il cielo di Capri (Bonagura - Fragna) (Fonit, 13125)
- 1949 - Chico Pacho (Danpa - Concina) / Quanto mi costi (Giacobetti - Kramer) (Fonit, 13126)
- 1949 - Il Capostazione di Montefrascone (Rastelli - Vidale) / Angeli negri [Angelitos negros) (Larici - Testoni - Maciste) - orchestra Sciorilli (Fonit, 13140)
- 1949 - Desiderio di baci (Bracchi - D'anzi) / Per andare a casa (Pinchi - Giardini) [canta Vittorio Paltrinieri] - Zuccheri e la sua orchestra (Fonit, 13141)
- 1949 - Chico pacho (Danpa - Concina) / Balla con me (Testoni - C. A. Rossi) [canta Vittorio Paltrinieri] - Kramer e la sua orchestra (Fonit, 13142)
- 1949 - C'est si bon (Tutto è bello) (Larici - Rastelli - Betti) [canta Gloria Dauro] / È bello passeggiar (Marchetti - Pittoni) - Max Springher e il suo sestetto (Fonit, 13151)
- 1949 - Tarantella dell'amore (Sordi - Marletta) / Cingo Cengo (il somarello) [con Vittorio Paltrinieri] (Pinchi - Liroca) (Fonit, 13160)
- 1949 - M'è spuntato un quadrifoglio (Marchesi - Bixio) / Dillo a mamma (Pinchi - Codi) (Fonit, 13161)
- 1949 - Troppo sentimentale [Top romantic] (Devilli - Monaco) / Ma di bein sò fantàsma (Moretti - Lamberti) - Zuccheri e la sua orchestra (Fonit, 13163)
- 1949 - Mira la Pepita! (Pinchi - Perecoca) / El chacotero (Pinchi - Codi) [canta il Duo Dadà] - Sciorilli e la sua orchestra (Fonit, 13167)
- 1949 - Amore di maggio [Amour du mois de mai] (Pinchi - Wal Berg) / Settimana d'amore [La semaine d'amour] (Larici - Bourtrayre) - orchestra Sciorilli (Fonit, 13168)
- 1949 - Zumme zumme (Nisa - Fanciulli) [canta Sergio Renda con il Duo Dadà] / Dillo a mamma (Pinchi - Codi) - Sciorilli e la sua orchestra (Fonit, 13170)
- 1949 - Alle terme di Caracalla... (Pinchi - Savar) / Cingo Cengo (il somarello) [con Vittorio Paltrinieri] (Pinchi - Liroca) (Fonit, 13171)
- 1949 - Angeli negri [Angelitos negros) (Larici - Testoni - Maciste) / Settimana d'amore [La semaine d'amour] (Larici - Bourtrayre) - lato A, orchestra Sciorilli - lato B, Zuccheri e la sua Orchestra (Fonit, 13172)
- 1949 - La raspa (Nisa - Ardo - Grant) / Dillo a mamma (Pinchi - Codi) - lato A, orchestra Volonté (Fonit, 13173)
- 1949 - Samba a Posillipo (De Santis - Meneghini) / Credo nell'amore [I believe] (Devilli - Styne) - Sciorilli e la sua orchestra (Fonit, 13191)
- 1949 - Chissà, chissà, chissà... [Quizas, quizas, quizas...] (Larici - Testoni - Farrs) / Tutto è bello [C'est si bon] (Larici - Rastelli - Betti) - lato A, Kramer e la sua orchestra; lato B, Zuccheri e la sua orchestra (Fonit, 13193)
- 1949 - La prima sera (che m'hai detto baciami) (Pinchi - C. A. Rossi) / Bolero (Pinchi - Durand) [canta Vittorio Paltrinieri] - lato A: orchestra Impallomeni; lato B, orchestra Kramer (Fonit, 13197)
- 1949 - Esclava (de mi sueno) (Bracchi - D'Anzi) / Luna vagabonda (Scotti - Simonini) (Fonit, 13198)
- 1949 - Speak low (Devilli - Weill) / Verso la Cina [On a slow boat to China] (Nisa - Loesser) (Fonit, 13201)
- 1949 - Giuseppe, cosa fai? [Joseph est au Brésil] (Larici - Fontenoy) / Più morto che vivo (Mannucci - Savona) - Kramer e la sua orchestra (Fonit, 13209)
- 1949 - Pagina celeste (Rastelli - Oliveiri) / Eclissi [Eclipse] (Testoni - Lecuona) (Fonit, 13210)
- 1949 - Vorrei sentirti (?) / ? (Fonit, ?)
- 1949 - Corteggiatissima (Casadei – Menillo – Beretta) / ? (Fonit, ?)
- 1949 - La samba bruna (Mendes - Renna) / Sai quante volte? (Nisa - Giacomazzi) - Kramer e la sua orchestra (Fonit, 13212)
- 1949 - Pianissimo (Ardo - Weiss) / Congo (Larici - White) - orchestra Kramer (Fonit, 13213)
- 1949 - Venezia bella! (Ciocca - vigevani) / Sempre... (Cherubini - Redi) (Fonit, 13214)
- 1949 - Che mele! (Kramer - Giacobetti) / Verso la Cina [On a boat to China] (Nisa - Loesser) - orchestra Kramer (Fonit, 13215)
- 1949 - Mi fai diventar matto (Pinchi - Ceroni) / Lanterna blu (Premuda - Herbin) - Sciorilli e la sua orchestra (Fonit, 13229)
- 1950 - Un jour de bonheur (Ferrari - Heyral) / Ho bevuto (Giacobetti - Kramer) - Kramer e la sua orchestra (Fonit, 13253)
- 1950 - Canto del deserto (Fecchi - Nati) / Cancion bolero (Sanpa - Panzuti) - Sciorilli e la sua orchestra (Fonit, 13254)
- 1950 - Mi batte il cuore [When I love I love] / (Ardo - Warren) / Le solite bugie (Pinchi - Donida - Labati) - Nino Impallomeni e la sua orchestra (Fonit, 13256)
- 1950 - Gelosia [Jealousie] (Rastelli - Gade) / Luce di candela [Candlelight waltz] (Larici - Mauri - Demont) - orchestra Zuccheri (Fonit, 13259)
- 1950 - Tropical (Giacobetti - Morton Gould) / Stormy weather (Arlen - Koehler) - lato B, cantato in inglese (Fonit, 13260)
- 1950 - Mam'selle (Devilli - Goulding) / Il nonno americano (Nisa - Olivieri) (Fonit, 13261)
- 1950 - Flamingo (Ardo - Grouya) / Il mare [La mer] (Adorni - Trenet - Lastri) (Fonit, 13262)
- 1950 - Sognavo una casetta (Gallazzi) / Bomboniera azzurra (Nisa - Redi) - Kramer e la sua orchestra (Fonit, 13263)
- 1950 - Ti comprerò un sogno (Giacobetti - Righi) / Rosy (Testoni - Codi) (Fonit, 13264)
- 1950 - Yo te quiero (Bertini - Ruccione) / La grande pioggia (Ruccione) (Fonit, 13265)
- 1950 - Nostalgia del mio paese (Testoni - Ceragioli) / Quando canta Bing Crosby (Otto) (Fonit, 13266)
- 1950 - "Amore" (Pinchi - Codi) / Ricordi di Harlem (Meneghini) (Fonit, 13267)
- 1950 - Il mio tormento (De Santis – Filli) / Rendez-vous (Minoretti - Zucchetti) [canta Vittorio Paltrinieri] – Max Springher e il suo sestetto (Fonit, 13280)
- 1950 - Que tienes tu (--) [canta Vittorio Paltrinieri] / Non vorrei amarti più [I wish I didn't love you] (Devilli - Loesser) - Max Springer e il suo sestetto (Fonit, 13281)
- 1950 - Clair de lune (Viezzoli) / C'è un valzer che non muor [Romans I moll] (Giorgis - Wildman) - Max Springher e il suo sestetto (Fonit, 13282)
- 1950 - Ora sei qui [Judaline] (Devilli - De Paul) / Eve (Trenet) [canta Gloria Dauro] - Max Springher e il suo Sestetto (Fonit, 13283)
- 1950 - Mi sto innamorando di te [Me estoy enamorando de ti] (Salerno -. Orefiche) - orchestra Kramer / Tutto passa [Tout passe, tout lasse, tout casse] (Pinchi - Di Ceglie) [canta Vittorio Paltrinieri] - orchestra Impallomeni (Fonit, 13302)
- 1950 - Ma cos'è questa raspa? (Rastelli - Panzeri - D'Angi) N. Impallomeni e la sua orchestra / Ho perduto l'indirizzo (Pinchi - Ischem) - Sciorilli e la sua orchestra (Fonit, 13303)
- 1950 - Samba del caffè (Colombi - C. A. Rossi) / Vivere d'amore (Pinchi - Impallomeni) [canta Vittorio Paltrinieri] Nino Impallomeni e la sua orchestra (Fonit, 13306)
- 1950 - Tres palabras (Senza te) (Liberati – Larici – Farres) / Melodie ritmiche di successi n. 19: Questa notte saprò [Again] (Nisa – Newman) - Dolce Francia [Douce France] (Devilli – Trenet) (Fonit, 13320)
- 1950 - Che pazzia (Pinchi – D'Arena) fox trot - Quartetto J. Bolero (13329 e Polydor 560.140) / Che tipo! (Pinchi – Otto) fox trot (Fonit, 13329)
- 1950 - Un Napoletano a Parigi (Martino – Giacobetti – Trovajoli) / Ho misurato la pressione (Perotti – Mojoli) - Quartetto John Bolero (Fonit, 13330)
- 1950 - Che bel fiulin! (Rastelli - Panzuti) / Arriva il circo (Testoni - Sciorilli) - Sciorilli e la sua orchestra (Fonit, 13331)
- 1950 - Napoli-Torino (Rolandi - Zuccheri) / Musica del passato (Gentile - Olivieri) - Zuccheri e la sua orchestra (Fonit, 13335)
- 1950 - Arriva il circo (Testoni - Sciorilli) / La terza donna (Colombi - Olivieri) - orchestra Sciorilli (Fonit, 13336)
- 1950 - Chica patata (Pinchi - Conald) [canta Vittorio Paltrinieri] / Poche parole (Locatelli - Falcomatà) - Nino Impallomeni e la sua orchestra (Fonit, 13343)
- 1950 - Amor di gitano [The love of a gipsy] / (Devilli - Karger) / Domani (Egis - Redi) (Fonit, 13349)
- 1950 - Margie (Gioia - robinson) / Daina [Dinah] (Gioia - Akst) - Kramer e la sua orchestra (Fonit, 13350)
- 1950 - Cantando un "blues" (Giacobetti -Kramer) / Com'è bello far l'indiano (Testoni - Righi) - Kramer e la sua orchestra (Fonit, 13351)
- 1950 - Storia di un povero cuore (Mascheroni) / M'ha sussurrato un angelo (Tettoni - Petralia) - Kramer e la sua orchestra (Fonit, 13352)
- 1950 - Nella vecchia fattoria (Giacobetti - Kramer - Savona) / La Ninetta (Quando passa la Ninetta) (Macario - Bel Ami - Frustaci) - Kramer e la sua orchestra (Fonit, 13353)
- 1950 - Signorina rococò (Bertini - Kramer) - Ça va bien (Pinchi - Redi) - Kramer e la sua orchestra (Fonit, 13356)
- 1950 - Bella signora (Calvari - Mellier) / Desconsuelo (Larici - Galiana - Caprio) - Zuccheri e la sua orchestra - (Fonit, 13370)
- 1950 - Madona [Madonna] (Leonardi - Freed) [canta Vittorio Paltrinieri] - orchestra Sciorilli / O samba (Pu-Tu-Pum!) (Mari - Almeida) - orchestra Zuccheri (Fonit, 13376)
- 1950 - O samba [Pu-Tu-Pum!] (Mari - Almeida) / Quell'uomo dirimpetto (De Lorenzi - Gazza) (Fonit, 13380)
- 1950 - Desiderarsi (Rastelli - Taccani) / Si je vous aime (Larici - Hyral) - Max Springher e il suo sestetto (Fonit, 13388)
- 1950 - Ba-Tu-Ca-Da (Larici - Don Alfonso) / I cavalieri del cielo [Riders in the sky] (Stan - Jones) (Fonit, 13390)
- 1950 - Arrivano i nostri (Rastelli - Fragna) / L'ho vista una volta (due volte, tre volte...) (Giacobetti - Otto) - orchestra Sciorilli (Fonit, 13391)
- 1950 - Perdiamoci [Lorsque la nuit viendra] (Larici - Lecuona) - orchestra Zuccheri / Inganno (Testoni - Sciorilli) - orchestra Sciorilli (Fonit, 13393)
- 1950 - Varsavia beguine (Testoni - Bassi) / Soli sul mar (Salvo - Broslo) (Fonit, 13394)
- 1950 - Il Mago Bakù (Giacobetti - Kramer) / Il vecchio gaucho (Giacobetti - Righi) - Kramer e la sua orchestra (Fonit, 13431)
- 1950 - Cuba-Kubà (Giacobetti - Martino) / La Matadora (Testoni - Fisor) - Kramer e la sua orchestra (Fonit, 13432)
- 1950 - Vorrei piangere (Biri - Mascheroni - Ravasini) / Il mulino dei sogni (Giacobetti - Panzuti) - Kramer e la sua orchestra (Fonit, 13434)
- 1950 - Noche de ronda (Notte di luna) (Willy - Lara) / È romantico (Testoni - Kramer) - Kramer e la sua orchestra (Fonit, 13435)
- 1950 - Coccola (Rastelli - Taccani) orch. Impallomeni / Teresa (Nisa - D'anzi) valzer lento – orch. Kramer (Fonit, 13442 - 13756)
- 1950 - È stato inutile (Rivi - Radicchi) / Ti-uh! Ti-eh! (Vecchie cornamuse) (Di Ceglie - Testoni) - Kramer e la sua orchestra (Fonit, 13444)
- 1950 - Son io che ti ho lasciato ((Luttazzi) / Sapevi di mentire (Bertini - Otto) - Kramer e la sua orchestra (Fonit, 13450)
- 1950 - Settembre [September song] (Ardo – Weill) / Melodie ritmiche di successi n. 20: Estasi d'amore [My foolish heart] (Nisa – Young) – Nulla (Quattrini – Casasco) (Fonit, 13451)
- 1950 - Sentimental (Garinei - Giovannini - Frustaci) / Mademoiselle de Paris (Pinchi - Durand) [canta Gloria Dauro] - lato A, orchestra Zuccheri; lato B, orchestra Sciorilli (Fonit, 13455)
- 1951 - La signora di trent'anni fa (Leoni - Natoli) / Come pioveva! (Gill) - al pianoforte John Bolero, con accompagnamento ritmico (Fonit, 13471)
- 1951 - Arrotino (Bracchi - Martinelli) / Prigioniero d'un sogno (Morbelli - Innocenzi) - orchestra Sciorilli (Fonit, 13480)
- 1951 - Muciacia dell'Ecuador (Morbelli - Ravasini) / Réco réco (Almeida) [senza canto] - Zuccheri e la sua orchestra (Fonit, 13487)
- 1951 - Veronica (Mascheroni) / Tu (Vaccari) - Kramer e la sua orchestra (Fonit, 13489)
- 1951 - Sei adorabile (Testoni - Mariotti) / T'amo, amore!... (Nisa - Ferrari) - Kramer e la sua orchestra (Fonit, 13490)
- 1951 - Cantante negro (Dampa - Panzuti) / Réco réco (Almeida) [senza canto] - lato A, orchestra Kramer; lato B, orchestra Zuccheri (Fonit, 13491)
- 1951 - Non c'è (Testoni - Brigada) / Ti-Uh! Ti-eh! (Vecchie cornamuse) (Testoni - Di Ceglie) - Kramer e la sua orchestra (Fonit, 13492)
- 1951 - Parlami d'amore Mariù (Neri - Bixio) / Addio, signora!... (Neri - Simi) - al pianoforte John Bolero, con accompagnamento ritmico (Fonit, 13493)
- 1951 - Ti parleran di me (Pinchi - Redi / A tu per tu (Testoni - Micheletti) - Zuccheri e il suo swing (Fonit, 13496)
- 1951 - Dimmelo (1, 2, 3, 4, 5 volte) (De Santis - Otto) / Famme durmì (Danpa - Panzuti) - Quartetto John Bolero (Fonit, 13500)
- 1951 - I miei sogni [My dream is yours] (Pinchi - Calibi - Warren) / Steppa bianca (Cavaliere - Mascheroni) - complesso Principe (Fonit, 13516)
- 1951 - La vispa Teresa (Rampoldi - Parravicini) / L'orchestrina del mio paese (Sacchi - Monica) - orchestra Sciorilli (Fonit, 13517)
- 1951 - Per fare una canzone (Morbelli - Filippini) / Africa (Aspar) - Zuccheri e la sua orchestra (Fonit, 13518)
- 1951 - Il carovaniere (Perotti - Di Ponzo) / Vieni alla fiera! (Testoni -. Ceragioli) - Zuccheri e la sua orchestra (Fonit, 13519)
- 1951 - You do (Gordon - Myrow) - in inglese / Estasi d'amore [My foolish heart] (Young) - Kramer e la sua orchestra (Fonit, 13541)
- 1951 - Questo è l'amore - I sogni son desideri (Devilli - Livingston) [canta Gloria Dauro] / Bibbidi-bobbidi-bu - Cenerentola (Devilli - Livingston) (Fonit, 13542)
- 1951 - Grazie dei fiori (Testoni - Panzeri - Seracini) / La luna si veste d'argento (Biri - Mascheroni) - orchestra Zuccheri (Fonit, 13543)
- 1950 - Melodie ritmiche di successi n. 21 - Disperazione mia (Testoni – Ceragioli) – Non lo faccio più (Bolognesi) – Inganno (Sciorilli) / Ciliegi rosa [Cerisier rose] (Leonardi – Louguy) – Sapevi di mentire (Bertini – Otto) (Fonit, 13553)
- 1951 - Un'ora sola ti vorrei (Bertini - Marcheti) / Ti voglio amar!... (Nisa - Marchetti) - pianoforte John Bolero, con accomp. ritmico (Fonit, 13554)
- 1951 - Tirami la gamba (Macario - Rizza - Frustaci) / Tototarzan (Marchesi - Fragna) (Fonit, 13558)
- 1951 - Anche tu!... (Testoni - Panzeri - Lopez - Delli) / Amore parlami sottovoce (Ferrari - Filibello - Rampoldi) (Fonit, 13561)
- 1951 - Emigrante (Ciocca - Pagnini) [con Gloria Dauro] / Spunta il sole... sul paesello (Nisa - Casiroli) (Fonit, 13562)
- 1951 - Forse... è una bugia (Bertini - Redi) / Per chi? [Pour toi, pour moi, pour nous] (Nisa - Machacho) - Zuccheri e la sua orchestra (Fonit, 13563)
- 1951 - Parla (Biri - Vaccari) / Mi ricorderò di te (Garinei - Giovannini - D'Anzi) - Zuccheri e la sua orchestra (Fonit, 13564)
- 1951 - Domani faccio festa (Pinchi - Capotosti) / Jup! Caballito! (Panzuti - Danpa) - Zuccheri e la sua orchestra(Fonit, 13565)
- 1951 - Titina (Giacobetti – Di Ceglie) fox mod. / Un po' di paradiso (Pinchi – Giari) fox trot – Quartetto J. Bolero (Fonit, 13568)
- 1951 - Anema e core (Manlio - D'esposito) / Rosa Ninì (Nisa - Fanciulli) - Kramer e la sua orchestra (Fonit, 13569)
- 1951 - Bellezze in bicicletta (Marchesi - D'anzi) / Verità (Masena - Lotti) - Sciorilli e la sua orchestra (Fonit, 13580)
- 1951 - Chacha la negra (Lamento negro) (Funaro - Orefiche) / La pasticcera (Mannucci - Savona) - Kramer e la sua orchestra (Fonit, 13582)
- 1951 - Ritorna la quadriglia (Giacobetti - Kramer) / La giraffa Pasqualina (Mannucci - Savona) - Kramer e la sua orchestra (Fonit, 13584)
- 1951 - A San Paulo del Brasil (Giacobetti - Kramer) / Vecchia America (Luttazzi) - Kramer e la sua orchestra (Fonit, 13585)
- 1951 - Gloria (Misselvia - Rene) / Non piangere più (De Santis - Mojoli) - John Bolero e i suoi archi (Fonit, 13587)
- 1951 - Sedici anni (Mari - Gambetti) / Ho pianto... una volta sola (Pinchi - Olivieri) - Iller Pattacini e la sua orchestra (Fonit, 13588)
- 1951 - La polca di papà (Giacobetti - Rey - Fassi) / Al mercato di Pizzighettone (Locatelli - Ravasini) (Fonit, 13590)
- 1951 - M'hai dato tutto [Tu m'as donné tout ce que j'aime] (Pinchi - Hajos) / La serenata del cow-boy [Cow-boy serenade] (Larici - Hall) - orchestra Sciorilli (Fonit, 13591)
- 1951 - Primo ricordo (Colombi - Cergoli) / Fior d'amore (Fragna) - orchestra Sciorilli (Fonit, 13593)
- 1951 - Bédélia (Testoni - Michel) / Rien pour moi (Marbelli - Di Lazzaro) [canta Gloria Dauro] - Max Springher e il suo sestetto (Fonit, 13598)
- 1951 - È tornato il charleston (Pinchi - Sayos) / Mei Kuei (Bocciolo di rosa) (Larici - Lien Tung) - Sciorilli e la sua orchestra (Fonit, 13652)
- 1951 - È l'alba... (Testoni - Trovajoli) / Quiereme mucho (Roig) (Fonit, 13653)
- 1951 - La felicità sei tu [Sam's song] (Salerno – Quadling) fox mod. / J'ai bu (Ho bevuto) (Nisa - Roche) – compl. Principe (13654)
- 1951 - Madonna!… (Cioffi – Katscher) slow / Sprazzi brasiliani [strumentale] - compl. Principe (Fonit, 13656
- 1951 - Melodie ritmiche di successi n. 22 - Jess il bandito (Testoni – Giacone) - Ho misurato la pressione (Panzeri – Mojoli) - Famme durmì (Danpa – Panzuti) / Zoccoletti (Falcocchio) - La mamma dei sogni (Colombi – Sciorilli) (Fonit, 13731)
- 1951 - Campanile silenzioso (Testoni - Pan) / Abito da sera (Filibello - Falcomatà) - al pianoforte John Bolero, con accompagnamento ritmico (Fonit, 13732)
- 1951 - Il bandito Spaccatodos (Giacobetti - Kramer) / La Fedora (Danpa - Panzuti) - Kramer e la sua orchestra (Fonit, 13733)
- 1951 - Cancello chiuso (Bertini - Redi) / Dimmi, dimmi di sì (Misselvia - Robin) - Kramer e la sua orchestra (Fonit, 13734)
- 1951 - No, badrone (Nisa - Fanciulli - Fucilli) / Si dice... (De Santis - Kipman) - Kramer e la sua orchestra (Fonit, 13735)
- 1951 - Tengo un dolore "accà" (Testoni - Kramer) / Nel giardino del Pascià (Mannucci - Alù) - Kramer e la sua orchestra (Fonit, 13736)
- 1951 - Fischiettando allegramente (Danpa - Panzuti) / Dimmi con chi vai (Otto – De Santis) - Quartetto John Bolero (Fonit, 13738)
- 1951 - Celestina polca (Larici - Rixner) / Troppo grande è il mio amore [Tant je suis amoreux de vous] (Perotti - Misraki) - Quintetto ritmico di Milano diretto da Zuccheri (Fonit, 13741)
- 1951 - Il padrone del vapore (Rastelli - Fragna) / L'omino dei palloncini (Rastelli - Concina) - Sciorilli e la sua orchestra (Fonit, 13746)
- 1951 - Quando mi guardi (De Torres - Fragna) [canta Vittorio Paltrinieri] / Peccatucci (Pinchi - Casarini) - Sciorilli e la sua orchestra (Fonit, 13747)
- 1951 - Muleta mia (Luttazzi) / Teresa (Nisa - D'anzi) - Kramer e la sua orchestra (Fonit, 13756)
- 1951 - Napoli paradiso (Bonagura - D'Esposito) / Canzone d'un sogno d'amore (Cavaliere - Mascheroni) - Kramer e la sua orchestra (Fonit, 13757)
- 1951 - T'ho vista pregare... (Mari - Zuccheri) / Leggenda del Tirolo (Pisano) [canta Vittorio Paltrinieri] - Zuccheri e la sua orchestra (Fonit, 13758)
- 1951 - Carnaval do Brasil (Carnevale a Rio) (Testoni - Puncha) / Batista! (Nisa - Calzia) - Zuccheri e la sua orchestra (Fonit, 13759)
- 1951 - Profumo d'amore [At a perfume counter] (Misselvia - Burke) / Amiamoci (Bertini - Olivieri) (Fonit, 13761)
- 1951 - Ciù ciù ciù (Nisa – villa) fox trot / Tricchete-trac (C. A. Rossi - Testoni) mod. swing – Quartetto J. Bolero (Fonit, 13767)
- 1951 - Né bello né brutto (Testoni – Panzeri – Rizza) fox trot / Trova la rima… (Pinchi – Mojoli) fox trot – Quartetto J. Bolero (Fonit, 13768)
- 1952 - Un petit bijoux (Meneghini) / Vecchio virginiano (Meneghini) [canta Lea Velari] - orchestra Ferrari (Fonit, ?)
- 1952 - Chiquita bonita (Cofiner) / Rita, mulata bonita (Cofiner) - Enrique Cofiner y sus chicos (Fonit, 13784)
- 1952 - A baci-baci (Rolando - Barziza) / Vecio gondolier (Bruno - Pittoni) - Franco Mojoli e la sua orchestra (Fonit, 13795)
- 1952 - Vecchie mura (Filibello - Bassi) / Perché le donne belle (Sopranzi - Fassino) (Fonit, 13835)
- 1952 - La collanina (Testoni - Olivieri) / Basta con le lune!... (Pinchi - Sciorilli) (Fonit, 13836)
- 1952 - Papaveri e papere (Rastelli - Panzeri - Mascheroni) / Vola, colomba!... (Cherubini - Concina) (Fonit, 13844)
- 1952 - Una donna prega (Pinchi - Panzuti) / Libro di novelle (Citi - Casini) (Fonit, 13845)
- 1952 - Gigi' (Nisa - Veron) / Quando fumo (Pettenella - Casadei) - Zuccheri e la sua orchestra (Fonit, 13850)
- 1952 - Maria Cristina (me quiere gubernar) (Poletto - Saquito) / La sposa non arriva (Colombi - Sciorilli) (Fonit, 13851)
- 1952 - I cavalieri del cielo [Riders in the sky] (Stan - Jones) / La sposa non arriva (Colombi - Sciorilli) (Fonit, 13852)
- 1952 - Vecchia America (Luttazzi) / Il bandito Spaccatodos (Giacobetti - Kramer) Kramer e la sua orchestra (Fonit, 13857)
- 1952 - Soffrire per amore [Who knows love] (Devilli - Kennedy - Simon) [canta Luciano Bonfiglioli] / Ritroverà la strada [Pa rue de l'amour] (Perotti - Samson - Arnesson) Complesso Bruno Canfora (Fonit, 13868)
- 1952 - Vola, canzone d'amore (De Torres - Fragna) [canta Licia Morosini]/ Pioggia (Del Minio) - Sciorilli e la sua orchestra (Fonit, 13886)
- 1952 - Malinconica tarantella (Testoni - Ceragioli) / Vecchio tram (Callegari) Franco Mojoli e la sua orchestra (Fonit, 13891)
- 1952 - Al ritmo della carrozzella (Poletto - Pavesio) / Due gattini (Giacobetti - Trinacria) (Fonit, 13892)
- 1952 - Baciamoci (Cherubini - Fragna) / Posso offrirle qualche cosa?... (Pinchi - Otto) - Sciorilli e la sua orchestra (Fonit, 13896)
- 1952 - Addio vetturino (Capece - C. A. Rossi) / Ascoltando Puccini (Nisa - Calzia) (Fonit, 13910)
- 1952 - Fiori di campo (Bonagura - Savina) / Addio amore [Auf wiedersehen] (Larici - Storch) - orchestra Mojoli (Fonit, 13913)
- 1952 - Al Moka Bar (Biri - Pavesio) / Lo so (Pisano) (Fonit, 13914)
- 1952 - La ciribiricoccola (Testoni - Panzeri - Mojoli) - orchestra Mojoli / O. K. Nerone (Benno) [senza canto] - orchestra Sciorilli (Fonit, 13915)
- 1952 - Cuore in vacanza (Garinei - Giovannini - Barzizza) / Fiorin fiorello (Mendes - Mascheroni) (Fonit, 13922)
- 1952 - Ti credo ancora (Montano - Bassi) / Arrivederci ancora (Morbelli - Barzizza) (Fonit, 13923)
- 1952 - Balcone senza luce (Cuniolo - Vaccari) / Notte tragica (Filibello - Nicelli) - Piero Rizza e la sua orchestra (Fonit, 13924)
- 1952 - Fontane e fonti (Bonagura - Schisa) / La rosa che non colsi [Le vieux piano] (Biri - Rizza) - Piero Rizza e la sua orchestra (Fonit, 13925)
- 1952 - Lillà [Lilas] (Pinchi - Freed) / Fischietto in do (Rizza) - Piero Rizza e la sua orchestra (Fonit, 13926)
- 1952 - Vorrei dirti... nell'orecchio (Kipman – Ciocca) / Vado a mille (Pinchi – D'Arena) - Quartetto John Bolero (Fonit, 13936)
- 1952 - Jezebel (Shanklin – Cavaliere) [Franco Mojoli al pianoforte] / Melodie ritmiche di successi n. 23: La mia gioventù [Mes jeunes années] (Zanciro – Trenet) - Stelle e lacrime (Fiorelli – Fragna) (Fonit, 13937)
- 1952 - I pirati (Panzeri - Testoni - Coppola) / Tutto calcolato (Testoni - Mojoli - Otto) (Fonit, 13949)
- 1952 - Te lo canto in musica (Pinchi – Favilla) fox trot / Vivere nei sogni (Cherubini – Falcomatà) fox trot – Quartetto John Bolero (Fonit, 14013)
- 1952 - Gonna rossa (Capece - C. A. Rossi) / Per chi piangi? (Pinchi - Abner) (Fonit, 14014)
- 1952 - Marilucciola (Cherubini - Trama) / (Se la vedete passar) Datele un fiore (Cherubini - Calzia) - orchestra Sciorilli (Fonit, 14015)
- 1952 - Sapevi di mentire (Bertini - Otto) / Libro di novelle (Citi - Casini) (Fonit, 14019)
- 1952 - Si dice... (De santis -. Kipman) / La ciribiricoccola (Testoni - Panzeri - Mojoli) (Fonit, 14020)
- 1952 - Aggio perduto 'o suonno (Natili - Redi) / Pura fantasia (Rastelli - Fragna) - al pianoforte John Bolero, con accompagnamento ritmico (Fonit, 14021)
- 1952 - Melodie ritmiche di successi n. 24 - Il mambo del trenino (Giacobetti – Kramer - Testoni) - La ciribiricoccola (Panzeri – Mojoli) / T'ho voluto bene (Galdieri – Redi) - Non avevo che te (Testoni – Bassi) (Fonit, 14022)
- 1952 - Non ti ricordi (Coli) / I miei capelli grigi (Mari - Cavaliere - D'Esposito) - complesso Semprini (Fonit, 14023)
- 1952 - Dolce fiaba [Chanson douce] (Testoni - Salvador) / E ora chi bacerà? (Larici - Howard) (Fonit, 14024)
- 1953 - La muliza (D'Ellena - Lodi) / Non potrai sperare [Tu ne peux pas te figurer] (Misraki) - Nino Impallomeni e la sua orchestra (Fonit, 14026)
- 1953 - Melodie ritmiche di successi n. 25: Guglielmina [Wilhelmina] (Devilli - Myrow) - Vorrei dirti (Ciocca – Kipman) - Ninna nanna ad un negretto (Giacobetti – Savona) / Troppo giovane [Too young] (Misselvia – Lippman - Tutto è possibile (Testoni – Falcocchio) (Fonit, 14031)
- 1953 - Sull'Appia antica (Gori) / Acqua verde (Micheli - Medini) - al pianoforte Franco Mojoli, con accompagnamento ritmico (Fonit, 14036)
- 1953 - Povero Arlecchino (Colombi - Bassi) / Labbra di corallo (Morbelli - Montanari) - al pianoforte Franco Mojoli, con accompagnamento ritmico (Fonit, 14037)
- 1953 - Napule 'e notte (Della Gatta - Fabor) / Ci vedremo a Bahia [I'll si-si ya in Bahia] (Gianipa - Cardavil) (Fonit, 14049)
- 1953 - Morena [Cabecha inchada] (Gianipa - Cardovil) - orch. Donida / Cabana (Bacal) [orchestra Donida, senza canto] (Fonit, 14050)
- 1953 - Forse domani (Cavalieri - Stagni) [canta Vittorio Paltrinieri] / Non ti ricordi (Coli) (Fonit, 14054)
- 1953 - Mettiamoci un lucchetto (Panzeri - Casiroli) / Sette lune (Bertini - Fabor) (Fonit, 14059)
- 1953 - È un fior di gorgonzola [Tolon tolon o Mi vaca lechera] (Garcia - Larici) / Robiolina di Invernizzi (Cristofoletti - Moratò) - orchestra Bruno Quirinetta (disco pubblicitario Gorgonzola Gim)
- 1952 - Quel pezzetto di chiffon [Un petit bout de satin] (Biri - Ferrari) / A chi porti le tue rose? (Pinchi - Sciorilli) - Piero Rizza e la sua orchestra (Fonit, 14060)
- 1953 - Fiori di campo (Bonagura - Savina) / Desiderio (Biri - Mascheroni) - orchestra Mojoli (Fonit, 14080)
- 1953 - Nonnina (Cherubini - Concina) / Ha gli occhi tuoi [Moi j'ai tes yeux] (Leonardi - Mattier) (Fonit, 14081)
- 1953 - Per un sì, per un no [Pour un oui, pour un non] (Biri - Giraud) / Colpa dei tuoi occhi [C'est d'la faute à tes yeux) (Deani - Piaf) - Piero Rizza e la sua orchestra (Fonit, 14082)
- 1953 - Tutto è possibile (Testoni - Falcocchio) [canta Luciano Bonfiglioli] / Musica e lacrime (Pluto - Poggi) - Piero Rizza e la sua orchestra (Fonit, 14091)
- 1953 - Flamenco (Ardo - Jerome) / Cristina non lo fa [Se acabò Maria Cristina] (Gianipa - Vance) - Nino Impallomeni e la sua orchestra (Fonit, 14096)
- 1953 - Mamma... voglio anch'io la fidanzata (De Santis - Del Pino) / Ripassando la lezione (Otto - De Santis - Odino) (Fonit, 14273)
- 1953 - Un bacio a mezzanotte (Garinei - Giovannini - Kramer) [con Elena Beltrami] / Volevo dir di no (Bortoli - Vilhelm) (Fonit, 14349)
- 1953 - Una ragazza dai capelli verdi (Scarnicci - Tarabusi - Luttazzi) / Mi mancano... sei zeri (Filibello) – Franco Mojoli e il suo complesso (Fonit, 14350)
- 1953 - Conosco un cow-boy (Giacobetti - Savona) / Sognando Napoli (Papetti - Mojoli) (Fonit, 14351)
- 1953 - Il cavallino (De Santis - De Michelis) / Merci Beaucoup (Garinei - Giovannini - Kramer) (Fonit, 14352)
- 1953 - La mia donna (si chiama desiderio) (Garinei - Giovannini - Kramer) / Meravigliosamente (Pinchi - Valladi) - orchestra Mojoli (Fonit, 14353)
- 1953 - Novella d'amore (Ivan - Kipman) / Stupenda (Brighetti - Martino) (Fonit, 14354)
- 1953 - Tentami (Testoni - C. A. Rossi) / Due sillabe (Testoni - Basi) (Fonit, 14363)
- 1953 - Eternamente (Arlecchinata) (Ardo - Chaplin) / Vorrei piacere a te (Testoni - Bassi) (Fonit, 14364)
- 1953 - Piccina Picciò (Testoni – Bertolazzi) / Giovanni-Giò [Der Kleine Muck] (Pinchi – Blecher) - Quartetto John Bolero (Fonit, 14400)
- 1953 - Un bacio ancor [Kiss] (Devilli - Newman) / Moulin rouge [The song from Moulin rouge] (Auric - Larue - Cavaliere) (Fonit, 14401)
- 1953 - Kiss (Gillespie - Newman) in inglese / Charmaine (Pollak) - lato B, Orchestra d'archi Malatesta, senza canto (Fonit, 14404)
- 1953 - Lungo il viale (ripassando la lezione) (De Santis - Otto - Odino) / Ba... ba... baciami piccina (Morbelli - Astore) (Fonit, 14405)
- 1953 - L'allegro Ferry-Boat (De Santis - Kipman) / Dolce e ansioso (De Santis - Ferrari) (Fonit, 14406) Francesco Ferrari e la sua Orchestra
- 1953 - L'amore che fa fa'!... (Pinchi - Mojoli - Otto) / Non sparate sul pianista (Giacobetti - Kramer) (Fonit, 14407)
- 1953 - Barba, capelli, baffi... (Pogliotti - Miglierdi) / Consolazione mia (Testoni - Savina) Francesco Ferrari e la sua Orchestra (Fonit, 14408)
- 1953 - Vendo ritmo (Testoni - Otto - Di Ceglie) / Miracolo in cielo (Chiosso - Pasero) (Fonit, 14409)
- 1953 - Dolce fiaba [Chanson douce] "Le loup, le biche et le chevalier" (Testoni - Salvador) / Sette lune (Bertini - Fabor) (Fonit, 14410)
- 1953 - Sugarbush [Balabu] (Nisa - Alik - Marais) [con Elena Beltrami] / Che cos'è la simpatia (Testoni - Otto) (Fonit, 14429)
- 1953 - Paula (Devilli - Duning) / Tutto il mondo sa... (Giada - Tilli) Francesco Ferrari e la sua Orchestra (Fonit, 14430)
- 1953 - T'amo e t'amerò (Testa - Bertolazzi) / Vecchia foto (Chiosso - Pasero) (Fonit, 14431)
- 1953 - Gardenia blu [Blue gardenia] (Testoni - Calibi - Russel) / Ruby (Devilli - Roemheld) - orchestra Ferrari (Fonit, 14453)
- 1953 - Non mi abbandonare [High noon] (Devilli - Tiomkin] / Gloria (Misselvia - René) - orchestra Mojoli (Fonit, 14473)
- 1954 - Vendo ritmo (Testoni - Otto - Di Ceglie) / Maddalena (Larici - Amorim) (Fonit, 14493)
- 1954 - Maddalena (Larici - Amorim) / Vendo ritmo (Testoni – Otto – Di Ceglie) orchestra Ferrari (Fonit, 14497)
- 1954 - Cirillino Ci (Rastelli - Mascheroni) / Donnina sola (Simoni - Casini) - Semprini e i suoi solisti (Fonit, 14498)
- 1954 - Berta filava (Wilhelm - Fiammenghi) [con Duo vocale Gi-Si] / Canzoni alla sbarra (D'Anzi) (Fonit, 14499)
- 1954 - Con te (A. de Curtis "Totò") [con Licia Morosini] / Canzone da due soldi (Pinchi - Donida) - orchestra Mojoli (Fonit, 14500)
- 1954 - Gioia di vivere (Bixio) / Sotto l'ombrello (Casiroli) - orchestra Semprini (Fonit, 14503)
- 1954 - Mogliettina (Seracini) / Una bambina sei tu (Fabor) - Semprini e i suoi solisti (Fonit, 14504)
- 1954 - Aveva un bavero (Panzeri - Ripa) [con Duo vocale Gi-Si] / Un diario (Locatelli - Bergamini) - Semprini e i suoi solisti (Fonit, 14505)
- 1954 - Piripicchio e Piripicchia (Fusco) [con Duo vocale Gi-Si] / Rose (Biri - Viezzoli) - orchestra Semprini (Fonit, 14506)
- 1954 - Arriva il Direttore (Fanciulli - Fucilli) [con Duo vocale Gi-Si] / Notturno... (per chi non ha nessuno) (Mangieri) - Semprini e i suoi solisti (Fonit, 14507)
- 1954 - Arriva il direttore (Fanciulli - Fucilli) [con Elena Beltrami] / Piripicchio e Piripicchia (Fusco) [con Elena Beltrami] orch. Mojoli (Fonit, 14514)
- 1954 - Berta filava (Fiammenghi – Wilhelm) / Aveva un bavero [con Elena Beltrami] - orchestra Mojoli (Fonit, 14516)
- 1954 - Tutte le mamme (Bertini - Falcocchio) / Canzone da due soldi (Pinchi - Donida) - Semprini e i suoi solisti (Fonit, 14520)
- 1954 - Festa in famiglia (Mari - Ciervo - Merletta) /Queste cose (non le fai con me) (Fonit, 14584)
- 1954 - Istanbul (Biri - Simoni) / O mein papà (Ardo - Burckhart) - orchestra Mojoli (Fonit, 14585)
- 1954 - Per sempre t'amerò (Pinchi - Donida) / Lili [Hi-Lili, Hi-lo] (Devilli - Kaper) (Fonit, 14586)
- 1954 - Il lume s'è spento (Capace - Savina) / Quando? (Cherubini - Savina) (Fonit, 14588)
- 1954 - La signorina dell'N.T. (Testoni - Righi) - Semprini e i suoi solisti / 40 sigarette (Chiosso - Buscaglione) - F. Ferrari e la sua orchestra (Fonit, 14609)
- 1954 - O cangaceiro [Mulher rendeira] (Do Nascimento) / Palma de Mallorca (Garcia - C. A. Rossi) [con i Radio Boys] - lato A, orchestra Semprini, cantato in portoghese; lato B, orchestra F. Ferrari, cantato in spagnolo (Fonit, 14626)
- 1954 - Bye bye baby! (Ardo - Robin) / Istanbul (Biri - De la Roche - Simon) - Semprini e i suoi solisti (Fonit, 14657)
- 1954 - Tirolesi a Roma (Cherubini - Di Lazzaro) / Solo un po' d'amor (Devilli – Brodszky) - complesso Semprini (Fonit, 14659)
- 1954 - Te voglio bene... (tanto tanto) (Rascel) / 40 sigarette (Chiosso - Buscaglione) - complesso Semprini (Fonit, 14660)
- 1954 - Luciana (Guadagni) / La signorina dell'N.T. (Testoni - Righi) - Semprini e i suoi solisti (Fonit, 14661)
- 1954 - Vorrei saper perché [I had to kiss you] (Devilli - Brodszky) / Tu non mi vuoi più bene (Shamanna - Bersani) (Fonit, 14700)
- 1954 - Fontana di Trevi [Theree coins in the fountain] (Devilli - Styne) / Il fiume senza ritorno [The river of no return] (Misselvia - Newman) - orchestra Mojoli (Fonit, 14705)
- 1954 - Giornalaio (Locatelli - Bergamini) / Che peccato (Laman - Gori) - Mojoli e la sua orchestra (Fonit, 14706)
- 1954 - Ufemia (Poletto - Mendez - Fuentes) / Mia cara Carolina (Pisano - Van Wood) (Fonit, 14707)
- 1954 - Per l'eternità (Newman – Krager) / Segreto amore [Secret love] (Testoni - Calibi - Fain) - complesso Del Pino (Fonit, 14709)
- 1954 - Johnny Guitar (Lee – Devilli – Young) / Fischio un "blues" [Walkin' and whitlin' blues] - Franco Mojoli e il suo complesso (Fonit, 14710)
- 1954 - Solo un po' d'amor [A little more of your amor] (Devilli - Brodszky) / Vorrei saper perché (Devilli - Brodszky) - lato A, Semprini e i suoi solisti; lato B, orchestra Mojoli (Fonit, 14750)
- 1954 - Arrivederci Roma (Rascel – Garinei – Giovannini) / Souvenir d'Italie (Luttazzi – Tarabusi – Scarnicci) - lato A, orchestra Mojoli; lato B, orchestra Intra (Fonit, 14791)
- 1954 - Dillo, chitarra [Gambler's guitar] (Testoni - Nomen - Love) / Quant'è buono il bacio con le pere (Garinei - Giovannini - Kramer) - orchestra Mojoli (Fonit, 14792)
- 1955 - Ci ciu cì (cantava un usignol) (Minoretti - Seracini) / Canto nella valle (Fusco - Panzeri) - con Trio Aurora e Sestetto Semprini (Fonit, 14820)
- 1955 - Era un omino (piccino... piccino) (Paolillo) / Il primo viaggio (Sargon) - con Trio Aurora e Sestetto Semprini (Fonit, 14821)
- 1955 - I tre timidi (Valladi) / Una fotografia nella cornice (Fecchi - Mannucci) - Sestetto Semprini (Fonit, 14822)
- 1955 - Cantilena del trainante (Faccenna - De Angelis) / Sentiero (Cherubini - Concina) - Sestetto Semprini (Fonit, 14823)
- 1955 - Che fai tu luna in ciel (Brinniti - Restelli) / L'ombra (Coli) – Semprini e il suo Sestetto Azzurro (Fonit, 14824)
- 1955 - Il torrente (Bertini - Ravasini) [canta Giacomo Rondinella e Trio Aurora] / Non penserò che a te (Minasi - Poggiali - Taddei) - Semprini e il suo Sestetto Azzurro (Fonit, 14825)
- 1955 - Smile (Ardo – Chaplin) / Sabrina (Calibi – Stone) - Mojoli e la sua orchestra (Fonit, 14875)
- 1955 - La contessa scalza (Nascimbene – Ranieri) / Amore senza nome (Manlio – Nascimbene) - orchestra Mojoli (Fonit, 14876)
- 1955 - Goodbye Jane [Brave man] (Testoni - Calibi - Livingston) / Le grisbi (L'oro) (Wiener – Gioia - Testoni) - orchestra Mojoli (Fonit, 14877)
- 1955 - 'Na voce, 'na chitarra e 'o poco 'e luna (Calise - C. A. Rossi) / Rosa morena (Nisa - Joselito) - orchestra Mojoli (Fonit, 14878)
- 1955 - La luna nel rio (Testoni - Panzeri - Marshall) / Amiamoci così [Il en foudrait si peu] (Larici - Roussel) - orchestra Mojoli (Fonit, 14888)
- 1955 - Timberjack (Ardo - Young) / Sette settimane (Pinchi - Bassi) - orchestra Mojoli (Fonit, 14889)
- 1955 - Amo Parigi [I love Paris] (Notorius – Porter) / È tanto bello [C'est magnifique] (Porter – Notorius) - orchestra Mojoli (Fonit, 14909)
- 1955 - Cinque confetti (De Santis - Meneghini) / Dove andiamo questa sera? (Pogliotti - Mojoli - Otto) - orchestra Mojoli (Fonit, 14910)
- 1955 - Mister Sandman (Pinchi – Spicher – Ballard) / Cuore monello (Catalani – Pinchi – Sciorilli) - orchestra Mojoli (Fonit, 15022
- 1955 - Mambo italiano (Gabba - Lidianni - Merrill) / Io... e il somarello (Biri - Favilla) - orchestra Mojoli (Fonit, 15024)
- 1955 - Una aventura mas (lo so...) (Deani - Kinleiner) / Baciatevi stasera (D'Anzi) - orchestra Mojoli (Fonit, 15025)
- 1955 - Sogno (Locatelli – Bergamini) / Perché (Rastelli - Fragna) - orchestra Mojoli (Fonit, 15034)
- 1955 - Profumo numero cinque (Testoni - Kramer) / La voce del cuore (de Giusti - Spotti) - orch. Mojoli - (Fonit, 15035)
- 1955 - Per un filino d'erba (Olivares – Fiordispini – De Lorenzo) [con Licia Morosini] / Niente visone (Chiosso - Buscaglione) - orchestra Mojoli (Fonit, 15046)
- 1955 - Accarezzame (Nisa - Calvi) / Pecado (Cavaliere - Nomen - Pontier - Francini) - orchestra Mojoli (Fonit, 15047)
- 1955 - Prigionieri del cielo (Testoni - Calibi - Tiomkin) / Pensieri (Serafin - Sciorilli) - orchestra Mojoli (Fonit, 15048)
- 1955 - Gelsomina (Tu che amar non sai) (Galdieri – Rota) / Crepuscolo (Pinchi – Medini) - Mojoli e la sua orchestra (Fonit, 15049)
- 1955 - La ragazza del sabato sera (Pinchi - Donida) / Il trenino dispettoso (Zapponi – Gasparrini) - Mojoli e la sua orchestra (Fonit, 15062)
- 1955 - La nuova fidanzata (finalmente l'ho trovata) (Ivar - Gelmini) / Darling, je vous aime beaucoup (Sosenko - Misselvia) - orchestra Mojoli (Fonit, 15063)
- 1955 - Maringà (Testoni - De Carvalho) / Nives (Faccenna - Giordano) - orchestra Mojoli (Fonit, 15064)
- 1955 - Mambo bacan (Giordano - Vatro) / Baio bongo (Pinchi - Gietz) - orchestra Mojoli (Fonit, 15067)
- 1955 - 'A straniera (Sentieri) / Che songo 'e stelle (Ciervo - D'Esposito) - orchestra Mojoli (Fonit, 15068)
- 1955 - Una casa portuguesa (Giacobeti - Fonseca) / Torna la primavera [El humahuaquena] (Alik - Nomen - Zaldivar) (Fonit, 15069)
- 1955 - Oro in Italia (Van Wood) / Tu non mi vuoi più bene (Sciamanna - Bersani) - orchestra Mojoli (Fonit, 15070)
- 1955 - L'ultima volta che vidi Parigi [The last time I saw Paris] (Kern – Ardo) / Quanto m'amerai (Nappi - Sciamanna) - orchestra Mojoli (Fonit, 15117)
- 1955 ...E l'America è nata così!... (Schisa – Nisa) / Oho-Aha (Ciao) (Pinchi – Gietz) - orchestra Mojoli (Fonit, 15118)
- 1955 - La luna nel pozzo (Fanciulli) / O baby kiss me (Garinei – Giovannini – Kramer) - orch. Mojoli (Fonit, 15119)
- 1955 - Non vivo senza amore (Pittari – Cantamessa) / Non parlare, baciami (Pinchi – Andreoni) - orchestra Mojoli (Fonit, 15120)
- 1955 - Un romano a Capocabana (Giacobetti - Savona) / Magiche bugie (Simoni - Otto - Casini) - orchestra Mojoli (Fonit, 15147)
- 1955 - Baci freddi (Cherubini - Mojoli) / Non so quando [Not as a stranger] (Abbate - Testoni - Van Heusen) - orchestra Mojoli (Fonit, 15148)
- 1955 - La ragazza moderna (Taccani - Testoni) / Le tre caravelle (Las tres carabelas) (Nisa – Alguero) - orch. Mojoli (Fonit, 15149)
- 1956 - L'amore è una cosa meravigliosa [Love is a many splendored thing] (Devilli – Fain) / La baita blu [Le chalet blu] (Testoni – Bourtraye – Rys) - orch. Mojoli (Fonit, 15185)
- 1956 - Bella notte (Devilli - Lee - Burke) / Amami o lasciami [Love me or leave me] (Ardo - Donaldson) - Franco Mojoli e la sua orchestra (Fonit, 15186)
- 1956 - Oho-aha (Ciao) (Pinchi - Gietz) / Ba-bajon (Bajon del rio) (Otto) - complesso Mojoli (Fonit, 15188)
- 1956 - Dottor swing (Pogliotti - Otto) / Te amo (Testoni - Abbate - Dean) - orchestra Mojoli (Fonit, 15193)
- 1956 - Smile (Sorridi) (Ardo - Chaplin) / Rosa morena (Nisa - Joselito) - orchestra Mojoli (Fonit, 15196)
- 1956 - Amami se vuoi (Panzeri - Mascheroni) / Nota per nota (Pallesi - Viezzoli) - complesso Semprini (Fonit, 15220)
- 1956 - Anima gemella (Testoni - C. A. Rossi) / Musetto (Modugno) - Semprini e il suo Sestetto (Fonit, 15221)
- 1956 - La colpa fu! (Gippi - Beretta - Sciorilli) / Aprite le finestre (Pinchi - Panzuti) - Semprini e il suo Sestetto (Fonit, 15222)
- 1956 - Due teste su cuscino (Testoni - Rendine) / Sogni d'or (Costanzo - Maschio) - Semprini e il suo Quintetto Azzurro (Fonit, 15223)
- 1956 - Albero caduto (Fiorelli - Ruccione) / Qualcosa è rimasto (Pinchi - Giari) - Semprini e il suo Quintetto Azzurro (Fonit, 15224)
- 1956 - Il cantico del cielo (Testa - Rossi) / Il bosco innamorato (Testoni - Kramer) Semprini e il suo Quintetto Azzurro (Fonit, 15225)
- 1956 - Lucia e Tobia (Panzeri - D'anzi) / Il trenino di latta verde (Martelli - Neri - Gigante) - Semprini e il suo Quintetto Azzurro (Fonit, 15226)
- 1956 - Parole e musica (Rastelli - Silvestri) / È bello! (Danpa - Vignali) - Semprini e il suo Quintetto Azzurro (Fonit, 15227)
- 1956 - Lui e lei (Simoni - Faccenna - Casini) / Il trenino del destino (Cherubini - Schisa - Trama) Semprini e il suo Quintetto Azzurro (Fonit, 15228)
- 1956 - La vita è un paradiso di bugie (Calcagno - Oliviero) / Ho detto al sole (Morbelli - Falco) - Semprini e Quintetto Azzurro (Fonit, 15229)
- 1956 - Tempo d'estate (a Venezia) (Pinchi - Icini) / Il mondo siamo noi (Testoni - Olivieri) - orchestra Mojoli (Fonit, 15263)
- 1956 - Due rose [Les roses perdues] (Pinchi - Auric) / Piccola Italy (Garinei - Giovannini - Kramer) (Fonit, 15264)
- 1956 - La rosa tatuata (Vitale - Warren) / Siciliana (Canzona di li carretteri) (Vitale - North) - orchestra Mojoli (Fonit, 15268)
- 1956 - Vino, vino (Pinchi – North) / Domani [Tomorrow] Deani – Minucci) - orchestra Mojoli (Fonit, 15269)
- 1956 - Straniero tra gli angeli [Strangers in paradise] (Pallesi - Wright - Forrest) / Quando mi sei vicino (Nisa - Brinniti) (Fonit, 15276)
- 1956 - I figli di Gippò (Panzeri - Domitillo) / Lascia o raddoppia (Pinchi - Donida) - orchestra Mojoli (Fonit, 15310)
- 1956 - Cantan gli usignoli [Lullaby of Birdland] (Testoni - Shearing) / Lucia, Luci'... (Danpa - Panzuti) - Orchestra Mojoli (Fonit, 15381)
- 1956 - Croce di oro [Cross of gold] (Calibi - Gannon) / Ricordati Milano (Testoni - Mojoli) - orchestra Mojoli (Fonit, 15383)
- 1956 - Fidanzatina (Surace) / Forse sì... forse no... [Anytime-Anywhere] (Larici - Carpenter) - orchestra Mojoli (Fonit, 15384)
- 1956 - Pescava i gamberi (Panzeri - Mascheroni) / Il merlo di Como (su quel ramo del lago...) (Biri - Ravasini) - orchestra Mojoli con i Vocal Fonit (Fonit, 15391)
- 1956 - Guaglione (Nisa - Fanciulli) / Carulì (Costanzo – Casini) - orchestra Mojoli (Fonit, 15394)
- 1956 - Sette lunghi giorni [Seven lonely days] (Misselvia - Shuman - Brown) / A nueva Laredo (Misselvia - Hicks - Moore) (Fonit, 15402)
- 1956 - Domani (Tomorrow) (Deani - Minucci) / Tempo d'estate (a Venezia) (Pinchi - Icini) - orchestra Mojoli (Fonit, 15420)
- 1956 - La più bella del mondo (Marini) / Buongiorno Parigi (Carco – Pinchi – Kosma) orchestra Mojoli (Fonit, 15421)
- 1957 - Quanno te dice: vasame (Martelli - Baimare) / Improvviso (Rastelli - Fragna) (Fonit, 15422)
- 1957 - Poi... poi... mai... mai (Rastelli - Fragna) / Dolce incantesimo [No, not much] (Stillman - Larici - Allen) (Fonit, 15423)
- 1957 - Sole giallo (Cioffi) / Tani (Deani - Currito - Monreal) - orchestra Mojoli (Fonit, 15424)
- 1957 - Che m'è 'mparato a fa' (Verde - Trovajoli - Faccenna) / Inutilmente (Filibello - Otto) - orchestra Mojoli (Fonit, 15461)
- 1957 - Carlo, non farlo (Garinei - Giovannini - Kramer) / Un po' di cielo (Garinei - Giovannini - Kramer) [con Vocal Fonit] (Fonit, 15464)
- 1957 - Casanova (Pinchi - Gietz) / Ba-ba-ci ([Babatschi] (Pinchi - Gioia - Gietz) - con Vocal Fonit e complesso Mojoli (Fonit. 15465)
- 1957 - Baciami così [Something's gotta give] (Devilli - Mercer) / Trappole d'amore [The tender trap] (Testoni - Abbate - Heusen) - complesso Mojoli (Fonit, 15466)
- 1957 - Vogliamoci tanto bene (Rascel) / Magiche bugie (Otto - Casini) [N. Impallomeni, tromba] - orchestra Mojoli (Fonit, 15467)
- 1957 - Bella pupa [Pet me, Poppa] (Panzeri - Loesser) / Se guardo te... [Take back your mink] (Panzeri - Loesser) - Sestetto Impallomeni (Fonit, 15489)
- 1957 - 'Na canzone pe' ffa' ammore (Rascel) / Me piace sta vucchella (Speccia - Pallesi - Taccani) - orchestra Mojoli (Fonit, 15496)
- 1957 - È meraviglioso essere giovani [You are my first love] (Larici - Roberts - Powell) / Lucianella (Vento - Calderazzi) - orchestra Mojoli (Fonit, 15497)
- 1957 - I ricordi son così [Memories are made of this] (Gilkyson - Dehr - Miller - Lidiani - Gabba) / Moritat (Nomen - Brecht - Weill) - orchestra Mojoli (Fonit, 15498)
- 1957 - Que serà serà [Whatever will be, will be] (Livingston - Evans - Elgos - Pinchi) / Perché tu non vuoi [A woman in love] (Panzeri - Loesser) - complesso Impallomeni (Fonit, 15499)
- 1957 - Serenatella sciuè sciuè (De Mura - albano) / Fischio e me ne infischio (Danpa - Rampoldi) - complesso Mojoli (Fonit, 15548)
- 1957 - Buon anno... buona fortuna (Cherubini - Bixio) / Il compleanno della nonna (L. e G. Cioffi) (Fonit, 15549)
- 1957 - Il velo d'argento (Rastelli - Fragna) / Io pregherò (Pinchi - Olivieri) (Fonit. 15550)
- 1957 - Era basso (Panzeri - Mascheroni) / Io ti porto nel mio cuore (Testoni - Di Lazzaro) (Fonit, 15551)
- 1957 - Un certo sorriso (Fiorelli - Ruccione) / Nel giardino del mio cuore (Testoni - Kramer) - Semprini e la sua Orchestra Azzurra (Fonit, 15552)
- 1957 - Estasi (Da Vinci - Lucci) / Usignolo (Martelli - Castellani - Concina) - Semprini e la sua Orchestra Azzurra (Fonit, 15553)
- 1957 - La cosa più bella (Pinchi - Olivieri) / Ancora ci credo (Fecchi - Campanozzi) - Semprini e la sua Orchestra Azzurra (Fonit, 15554)
- 1957 - Il mio cielo (Beretta - Leitemburg) / Era l'epoca del cuore (Segurini) - complesso Mojoli (Fonit, 15560)
- 1957 - Il nostro sì (Lodigiani - Mainardi) / Sorrisi e lacrime (De Giusti - Cassano - Testa - Beretta) - orchestra Mojoli (Fonit, 15561)
- 1957 - La cremagliera delle Dolomiti (Fedri – Perretta) / Sono un sognatore (Umiliani – Testoni) complesso Mojoli (Fonit, 15562)
- 1957 - Un filo di speranza (Seracini - Testoni) / Casetta in Canadà (Panzeri – Mascheroni) - Semprini e la sua Orchestra Azzurra (Fonit, 15563)
- 1957 - Per una volta ancora (Bertini - D'anzi) / Un sogno di cristallo (Testa - Calvi) - Semprini e la sua Orchestra Azzurra (Fonit, 15564)
- 1957 - Scusami (Biri - Malgoni - Perrone) / Intorno a te è sempre primavera (De Angelis) Semprini e la sua Orchestra Azzurra (Fonit, 15565)
- 1957 - Il pericolo numero uno (Bonagura - Cozzoli) / Le trote blu (Calcagno - Gelmini) - Semprini e la sua Orchestra Azzurra (Fonit, 15566)
- 1957 - Corde della mia chitarra (Fiorelli - Ruccione) / Cancello tra le rose (Bertini - De Paolis) (Fonit, 15567)
- 1957 - A poco... a poco (Rivi - Innocenzi) / Finalmente (Rivi - Bonavolontà) - Semprini e la sua Orchestra Azzurra (Fonit, 15568)
- 1957 - Non ti ricordi più (Da Vinci - Poggiali) / Raggio nella nebbia (Salina - Pagano) - Semprini e la sua Orchestra Azzurra (Fonit, 15569)
- 1957 - Corde della mia chitarra (Fiorelli - Ruccione) / Un filo di speranza - Semprini e la sua Orchestra Azzurra (Testoni - Seracini) (Fonit, 15589)
- 1957 - Timida serenata (Redi - Nisa) / La canzone che piace a te (Cutolo - Ruccione - De Paolis) Semprini e il suo sestetto (Fonit, 15952)
- 1958 - Lisbon antigua (Romantica città) (Biri - Portela) / Galopera (Cardozo - Ocampo) - complesso Mojoli con Vocal Fonit (Fonit, 15634)
- 1958 - Come le foglie al vento [Written on the wind] (Devilli - Cahn - Young) / Tutto sei tu [You're my everything] (Gabba - Calibi - Warren) (Fonit, 15635)
- 1958 - Tango del cuore (Petruzzelli - Medini) / Il nostro giorno (È carnevale in città) (Testoni - Sciorilli) - complesso Mojoli con Vocal Fonit (Fonit, 15636)
- 1958 - Rome by night (Romano - Zapponi - Canfora) / Che sbadato! (Pallesi - Coppola) - complesso Mojoli con Vocal Fonit (Fonit, 15638)
- 1958 - Suspirame (Bertini - Coppola) / Napoli a mezzanotte (Martelli - Neri - Benedetto) (Fonit, 15639)
- 1958 - Canzonetta d'amore (Beretta - Malgoni) / Paris Palace Hotel (Bertini - Gioia - Durand) (Fonit, 15640)
- 1958 - Com'è bello dormir soli (Garinei - Giovannini - Kramer) / Luna nuova porta fortuna (Betti) (Fonit, 15641)
- 1958 - Stupidella [A sweet old fashioned girl] (Misselvia -. Merrill) / Melodia del porto (Pinchi - Monnot) (Fonit, 15642)
- 1958 - Una povera foglia (Mendes - Falcocchio) / In nome dell'amore (Beretta - Gatti) (Fonit, 15643)
- 1958 - Dicembre m'ha portato una canzone (Cassia - Zauli) / I racconti delle foglie (Toniutti) - complesso Mojoli (Fonit, 15644)
- 1958 - La fidanzata americana (Donadio - De Vera) / Stop (Garinei - Giovannini - Kramer) (Fonit, 15645)
- 1958 - L'amore lascia sempre una ferita (Testoni - Mascheroni) / Serenata in carrozzella (Danpa - Concina) - Semprini e il suo complesso (Fonit, 15708)
- 1958 - Bugiarda (Fragna) / Le tue carezze (Moretti – Ala) - Semprini e il suo complesso (Fonit, 15709)
- 1958 - Maliziusella (Specchia - Capotosti) / Abbracciammece (Specchia - Benelli) (Fonit, 15717)
- 1958 - Lazzarella (Modugno) / Malinconico autunno (De Crescenzo - Rendine) (Fonit, 15718)
- 1958 - Café chantant (Costanzo - Basquet) - orchestra Sciorilli / Rome by night (Romano - Zapponi - Canfora) - complesso Mojoli (Fonit, 15748)
- 1958 - Tu vuo' fa' l'americano (Nisa - Carosone) / Sott'er cielo de Roma (Bertini - Taccani) - orchestra Mojoli (Fonit, 15789)
- 1958 - Piccolissima serenata (Amurri - Ferrio) / Tipitipitipso (Pinchi - Gietz) (Fonit, 15790)
- 1958 - S'agapo (Devilli - Fiedhofer) [Mario Pezzotta, tromba] / Innamorata (Vitale - Warren) - complesso Mojoli (Fonit, 15797)
- 1958 - Un angelo è sceso a Brooklin (Zapponi - Romano - Canfora) / Ci vedremo domani (Deani - Valleroni) - complesso Mojoli (Fonit, 15798)
- 1958 - Basta un poco di musica (Calcagno -. Marini) / Besame asì [Te amo... te amo... te amo...] (Danpa - Matanzas) (Fonit. 15799)
- 1958 - La mamma e il treno (Gentili - Calibi - Gordon) / Visino di angelo (Medini - Matanzas) - orchestra Mojoli (Fonit, 15800)
- 1958 - Come per gioco (Chiosso - Pisano) / Dimmi qualcosa (di gentile) [Dis-moi quelque chose de gentil) (Pinchi - Gioia - Misraki - Hornez) (Fonit, 15808)
- 1958 - Domenica è sempre domenica (Garinei - Giovannini - Kramer) / Tornerà [Memories of you] (Devilli - Blake) [Mario Pezzotta, trombone] - complesso Mojoli (Fonit, 15809)
- 1958 - Troviamoci domani a Portofino (Buscaglione - Chiosso) [con Vocal Fonit] / Non so dir ti voglio bene (Kramer - Garinei - Giovannini) - Mojoli e il suo complesso (Fonit, 15810)
- 1958 - Piccolissima serenata (Amurri - Ferrio) / Tipitipitipso (Gietz – Felz) - Complesso Mojoli e Vocal Fonit (Fonit, 15818)
- 1958 - Serenatella del chiaro di luna (Medini - Mojoli) / Baci... baci (per far l'ammore) (Ciocca - Pagnini - Nappi) (Fonit, 15819)
- 1958 - Ma che guaglione (De Lorenzo - Capotosti) / 300 baci (Belloni - Beretta - De Ponti) - complesso Mojoli (Fonit, 15820)
- 1958 - Non illuderti (Montano - Pisano) / Sinceri [Sincerely] (Abbate - Testoni - Fuqua - Freed) - complesso Mojoli (Fonit, 15821)
- 1958 - La più bella del mondo (Marini) / Lusingame (Taranto - Festa) - orchestra Mojoli (Fonit, 15822)
- 1958 - O. K. Corral (Panfilo - Tiomkin) / Mama guitar (Calibi - Glazer) - orchestra Zuccheri (Fonit, 15877)
- 1958 - Tristezze (Giacobetti - Chopin, trascr. Otto) / Mia... (solamente mia) (Masena - Bisio) (Fonit, 15885)
- 1958 - Natalino canta (De Santis - Alvaro) / Mister Paganini (Devilli - Coslow - Sacchi) - complesso Zuccheri (Fonit, 15886)
- 1958 - Mamma... voglio anch'io la fidanzata! (De Santis - Del Pino) / Op... op... trotta cavallino (Frati - Kramer) (Fonit, 15887)
- 1958 - Pinocchio (Castiglioni - Alvaro) / Che ritmo, senti che ritmo (De Santis - Otto) (Fonit, 15888)
- 1958 - Venticello de Roma (Rascel) / Un solo desiderio (Stagni - Privitera - Sanfilippo) (Fonit, 15893)
- 1958 - Serenata italiana (Ciocca - Pagnini) / La strada più bella del mondo (Simoni - Passy - Vetere) - orchestra Mojoli (Fonit. 15894)
- 1958 - Un amore splendido [An affair to remember] (Devilli - Warren) / Intorno al mondo [Around the world] (Ardo - Young) (Fonit, 15895)
- 1958 - Calypso italiano (testoni - Abbate - Monte - Merrell) / Calypso melody (Clinton) (Fonit, 15896)
- 1958 - Calypso romance (Biri - Lecorde - Roger) / Una notte ancora (stellari) (Fonit, 15897)
- 1958 - Eravamo studentelli (Testoni - Mojoli) / Domenica è sempre domenica (Garinei - Giovannini - Kramer) - complesso Mojoli (Fonit, 15941)
- 1958 - Pupa piccolina (Pinchi - Gioia - Gietz) / Che luna, che mare stasera (Vaccari) (Fonit, 15942)
- 1958 - Tu sorridi (e passa un angelo) (Garinei - Giovannini - Kramer) / Simpatica (Garinei - Giovannini - Kramer) (Fonit, 15943)
- 1958 - La macchina ce l'hai? (Rastelli - Ripa) / Non aspettar la luna (Panzeri - Mascheroni) - complesso Mojoli (Fonit, 15944)
- 1958 - Giuro d'amarti così (Panzeri - Mascheroni) [con Poker di voci] / L'edera (Seracini - D'Acquisto) - orchestra Semprini (Fonit, 15949)
- 1958 - Fragole e cappellini (Seracini - Panzeri) / Cos'è un bacio (Boneschi - Rovi) - Semprini e il suo Sestetto (Fonit, 15950)
- 1958 - Tu sei del mio paese (Biri - De Giusti - Testa - C. A. Rossi) / Io sono te (Biri - De Giusti - Testa - C. A. Rossi) - Semprini e il suo Sestetto (Fonit, 15951)
- 1958 - Timida serenata (Redi - Nisa) / La canzone che piace a te (Cutolo – Ruccione – De Paolis) - Alberto Semprini e il suo Sestetto Azzurro (Fonit, 15952)
- 1958 - Nel blu dipinto di blu (Modugno - Migliacci) / Ho disegnato un cuore (Sioni - Piga) orchestra Semprini (Fonit, 15953)
- 1958 - Amare un'altra (Fabor - Pazzaglia) / Mille volte (Fabor) - orchestra Semprini (Fonit, 15954)
- 1958 - Non potrai dimenticare (Malgoni - Pallesi) / Arsura (Cherubini - D'Acquisto - Schisa) - orchestra Semprini (Fonit, 15955)
- 1958 - Campana di Santa Lucia (Concina - Cherubini) / Se tornassi tu! (Barberis - Radaelli) - sestetto Azzurro Semprini (Fonit, 15956)
- 1958 - Fantastica (Costanzo - Bentivoglio) / I trulli di Alberobello (Bindi - Ciocca) - orchestra Semprini (Fonit, 15957)
- 1958 - Nozze d'oro (Conti - Cavalli - Canelli) / È molto facile dirsi addio (Martelli - Neri) - orchestra Semprini (Fonit, 15958)
- 1958 - Giuro d'amarti così (Panzeri - Mascheroni) / Non aspettar la luna (Panzeri - Mascheroni) - lato A, orchestra Semprini; lato B, complesso Mojoli (Fonit, 15965)
- 1958 - Signora del passato (Costanzo - Balma - Besquet - Caviglia) / Le ochette del laghetto (Costanzo - Balma - Besquet - Caviglia) (Fonit, 15994)
- 1958 - Come prima (Panzeri - Taccani - Di Paola) / Sayonara (Ardo - Berlin) - orchestra Mojoli (Fonit, 15995)
- 1958 - Sì... amor! [All the way] (Testoni - Abbate - Van Heusen) / Se potessi comperare (Pogliotti - Otto) (Fonit, 15996)
- 1958 - A Roma è sempre primavera (Cassia - Zauli) / Una donna è sempre giovane (Colombi - Bassi) (Fonit, 15997)
- 1957 - Ehi, ehi, gelosa! [Hey, jealous lover] (Testoni - Abbate - Cahn - Twoney - Walker) / Sbarbatello (Biri - De Giusti - Testa - Birga) - complesso Mojoli (Fonit, 16003)
- 1958 - Il mio sogno (Misselvia - Mojoli) / Anima romantica (Bracchi - D'Anzi) (Fonit, 16004)
- 1958 - Cerco qualcuno che m'ami... (Scarfò - Bonfanti) / Dolce abitudine (Testoni - D'Anzi) (Fonit, 16006)
- 1958 - Bernardine (Panzeri - Mercer) / Buenos dias, Maria (Misselvia - Alguera) - complesso Mojoli (Fonit, 16027)
- 1958 - Calypso goal (Amurri - Broady) / Tu... (vita mia) (Medini - Stellari) (Fonit, 16029)
- 1958 - Prendi quella stella [Catch a falling star] (Testoni - Gioia - Vance - Pockriss) / Strade (Pinchi - Valladi) (Fonit, 16045)
- 1958 - Magic moments (Nisa - Calibi - Bacharach) / Il sole nel cuore [April love] - orchestra Mojoli (Fonit, 16046)
- 1958 - Con tutto il cuor [Whit all my heart] (Marcucci - De Angelis) [con il Poker di voci] / Buonasera (Signorina) (Pinchi - Sigman - De Rose) - complesso Mojoli (Fonit, 16056)
- 1958 - No jazz! (Alvaro) / La barca dei sogni [Barque d'amour] (Testoni - Di Ceglie) [con il Poker di voci] - complesso Mojoli (Fonit, 16057)
- 1958 - Ma l'amore no (Galdieri - D'Anzi) / Ti dirò (Bracchi - D'Anzi) - [con il Poker di voci] - complesso Mojoli (Fonit, 16058)
- 1958 - Ciao... ciao... ciao... (Gentile - Cichellero) / Deciditi (Pinchi - Bargoni) - lato A, con il Trio Joyce (Fonit, 16075)
- 1958 - Non partir (Bracchi - D'Anzi) / Tu, solamente tu (Galdieri - Frustaci) - con il Poker di voci - complesso Mojoli (Fonit, 16083)
- 1958 - Non sei più la mia bambina (Bracchi - D'Anzi) / Bambina innamorata (Bracchi - D'Anzi) - con il Poker di voci - complesso Mojoli (Fonit, 16084)
- 1958 - Prima di dormir, bambina (Aminta - Casiroli - Panzeri) / Da te... era bello restar (Martelli - Mackeben) con il Poker di voci - complesso Mojoli (Fonit, 16085)
- 1958 - C'è una casetta piccina (Sposi) (Valabrega - Prato) / Domani (la rivedrò) (Morbelli - Barzizza) - con il Poker di voci - complesso Mojoli (Fonit, 16086)
- 1958 - La danza del cerchio (Zanardi - Cluny) / Hula-hop rock (Pogliotti - Leoncilli) (Fonit, 16094)
- 1958 - Al chiar di luna porto fortuna (Testa - C. A. Rossi) / Per un bacio d'amor (Testa - Poes) - con Vocal Fonit (Fonit, 16095)
- 1958 - Julia (Gentile - Capotosti) / Brivido blu (Testa - Spotti) - con Vocal Fonit (Fonit, 16096)
- 1958 - Prigioniero (Bertini - Taccani - Di Paola) / Non ti vedo (Panzeri - Dorelli) (Fonit, 16102)
- 1958 - Sono felice! (Callegari) / È tanto grigio il cielo (Mari - Bragg - Riley) - con Vocal Fonit (Fonit, 16103)
- 1958 - Perry Como (sorride e fa...) / (Garinei - Giovannini - Pisano) / Condannami (Testoni - Abbate - Panzuti) - con Vocal Fonit (Fonit, 16104)
- 1958 - La pioggia cadrà [Le jour ou la pluie viendrà) (Panzeri - Becaud - Delanoe) / Sei nel mio destino [You are my destiny] (Bertini - Anka) (Fonit, 16105)
- 1958 - La luna è un'altra luna (C. A. Rossi - Biri - Testa - De Giusti) / Avevamo la stessa età (Calcagno - Marini) - orchestra Gianni Ferrio (Fonit, 16110)
- 1958 - Così così (Vancheri) / Per tutta la vita (Spotti - Testa) (Fonit, 16111)
- 1958 - Una marcia in fa (Mascheroni - Panzeri) / Lì per lì (Beretta - Viezzoli) (Fonit, 16113)
- 1958 - Carina (Testa - Poes) / Questo nostro amore (De Simone - Cichellero) - con Vocal Fonit (Fonit, 16127)
- 1958 - Donna di nessuno (Beretta - Taccani - Di Paola) / L'autunno non è triste (Bertini - Nisa - Donida) - con Vocal Fonit (Fonit, 16128)
- 1958 - Arrenditi [Surrender] (Biri - Birga - C. A. Rossi) / Ket ki nau - orchestra Mojoli (Panzeri) (Fonit, 16147)

### Dischi a 45 giri da 17 cm[3]
- 1955 - Straniero tra gli angeli [Stanger in paradise] (Pallesi - Wright - Forrest) / Quando mi sei vicino (Nisa - Brinniti) (Fonit, 30022)
- 1955 - Ufemia [Cartas a Ufemia] (Poletto - Mendez) / Mia cara Carolina (Pisano - Van Wood) (Fonit, 30023)
- 1955 - Oho-aha (Ciao) (Pinchi - Gietz) / Ba-bajon (bajon del Rio) (Otto) - orchestra Mojoli (Fonit, 30024)
- 1956 - Toni me toca... (Cherubini - Concina) [con Lucia Mannucci] / A Nueva Laredo (Misselvia - Hicks - Moore) [con Vocal Fonit] - orchestra Mojoli (Fonit, 30025)
- 1956 - Refrains (Gardaz - Alik - Voumard) / Anni verdi [Green years] (Beretta - Reid - Altman) - orchestra Mojoli - lato A, cantato in italiano e francese (Fonit, 30026)
- 1956 - Arrivederci, Roma (Garinei - Giovannini - Rascel) / Souvenir d'Italie (Scarnicci - Tarabusi - Luttazzi) (Fonit, 30027)
- 1956 - 'Na voce 'na chitarra (e 'o poco 'e luna) (Calise - C. A. Rossi) / Guaglione (Nisa - Fanciulli) (Fonit, 30028)
- 1956 - La luna nel rio (Testoni - Panzeri - Marshall) / Per un filino d'erba (Fiordispini - De Lorenzo - Olivares - Capotosti) [con Licia Morosini] (Fonit, 30029)
- 1956 - Amo Parigi [I love Paris] (Notorius – Porter) / È tanto bello [C'est magnifique] (Porter – Notorius) - orchestra Mojoli (Fonit, 30030)
- 1956 - Pescava i gamberi (Panzeri - Maschheroni) / Il merlo di como (su quel ramo del lago...) (Biri - Ravasini) - con Vocal Fonit (Fonit, 30031)
- 1956 - Tempo d'estate (a Venezia) (Pinchi - Icini) / L'amore è una cosa meravigliosa [Love is a many splendored thing] (Devilli - Fain) - orchestra Mojoli (Fonit, 30032)
- 1956 - Domani [Tomorrow] (Deani - Minucci) / Piccola Italy (Garinei - Giovannini - Kramer) (Fonit, 30033)
- 1956 - Smile (Sorridi) (Ardo - Chaplin - arr. Ferrari) / L'ultima volta che vidi Parigi [The last time I saw Paris] (Ardo - Kern) - orchestra Mojoli (Fonit, 30034)
- 1956 - Sole giallo (G. e L. Cioffi) / Buongiorno Katrin [Bonjour Katrin] (Pinchi - Gietz) (Fonit, 30078)
- 1956 - Croce di oro [Cross of gold] (Calibi - Gannon) / Suonatemi un blues [Learnin' the blues] (Testoni - Abbate - Silvers) (Fonit, 30079)
- 1957 - Usignolo (Martelli - Castellani - Concina) / Corde della mia chitarra (Fiorelli - Ruccione) - orchestra Semprini (Fonit, 30099)
- 1957 - Casetta in Canada (Panzeri - Mascheoni) / Scusami (Biri - Malgoni - Perrone) - orchestra Semprini (Fonit, 30100)
- 1957 - Il pericolo numero uno (Bonagura - Cozzoli) / La cremagliera delle Dolomiti (Perretta - Fedri) lato A, orchestra Semprini; lato B, complesso Mojoli (Fonit, 30101)
- 1957 - Nel giardino del mio cuore (Testoni - Kramer) / Un filo di speranza (Testoni - Seracini) - orchestra Semprini (Fonit, 30106)
- 1957 - Che m'è 'mparato a fa' (Verde - Trovajoli - Faccenna) / Un po' di cielo (Garinei - Giovannini - Kramer) (Fonit, 30107)
- 1957 - Vogliamoci tanto bene (Rascel) / Casanova (Pinchi - Gietz) [con Vocal Fonit] (Fonit, 30108)
- 1957 - Moritat (Nomen - Brecht - Weill) / Que serà serà [Whatever will be will be] (Elgos - Pinchi - Livingston - Evans) [con Vocal Fonit] (Fonit. 30112)
- 1957 - Come le foglie al vento [Written on the wind) (Devilli - Cahn - Young) / Perché tu non vuoi [A woman in love] (Panzeri - Loesser) (Fonit, 30113)
- 1957 - Serenatella sciuè sciuè (De Mura - Albano) / Era basso (Panzeri - Mascheroni) - complesso Mojoli (Fonit, 30119)
- 1957 - Lisbon antigua (Romantica città) (Biri - Portela) / Il nostro giorno [È carnevale in città] (Testoni – Sciorilli) ([Fonit, 30121)
- 1957 - Come le foglie al vento [Written on the wind] (Devilli - Cahn - Young) / Tutto sei tu [You're my everithing] (Gabba - Calibi - Warren) (Fonit, 30122)
- 1957 - Rome by night (Romano - Zapponi - Canfora) / Melodia del porto (Pinchi - Monnot) [con Vocal Fonit] (Fonit, 30123)
- 1957 - Dicembre m'ha portato una canzone (Cassia - Zauli) / Bugiarda (Fragna) (Fonit, 30124)
- 1957 - Maliziusella (Specchia - Capotosti) / Abbracciammece (Specchia - Benelli) - orchestra Mojoli (Fonit, 30125)
- 1957 - Lazzarella (Modugno) / Malinconico autunno (De Crescenzo - Rendine) (Fonit, 30126)
- 1957 - Magiche bugie (Otto - Casini) / Inutilmente (Filibello Otto) - orchestra Mojoli (Fonit, 30141)
- 1957 - S'agapo (Devilli - Friedhofer) / Innamorata (Vitale - Warren) - complesso Mojoli (Fonit, 30147)
- 1957 - Un angelo è sceso a Brooklin (Zapponi - Romano - Canfora) / La mamma e il treno [Mama from the train] (Gentile - Calibi - Gordon) (Fonit, 30148)
- 1957 - Basta un poco di musica (Calcagno - Marini) / Ci vedremo domani (Deani - Valleroni) (Fonit, 30149)
- 1957 - Besame asì... [Te amo... te amo... te amo...) (Danpa - Matanzas) / Visino de angelo (Medini - Matanzas) (Fonit, 30150)
- 1957 - Galopera (Cardozo Ocampo) [con Vocal Fonit] / Canzonetta d'amore (Beretta - Malgoni) - orchestra Mojoli (Fonit, 30151)
- 1957 - Tango del cuore (Petruzzelli - Medini) / Paris Palace Hotel (Bertini - Gioia - Durand) (Fonit, 30152)
- 1957 - Stupidella [A sweet old fashioned girl] (Misselvia - Merrill) / Ba-ba-ci [Babatschi] (Pinchi - Gioia - Gietz) (Fonit, 30153)
- 1957 - Lungo il viale (ripassando la lezione) (De Santis - Otto) / Giovanni - Giò (Pinchi - Blecher) (Fonit, 30154)
- 1957 - Che sbadato (Pallesi - Coppola) / Fidanzatina (Surace) - orchestra Mojoli - lato A, con Vocal Fonit (Fonit, 30155)
- 1957 - Crepuscolo (Pinchi - Medini) / Tu non mi vuoi più bene (Sciamanna - Bersani) (Fonit, 30156)
- 1957 - Tipitipitipso (Pinchi - Gietz) / Troviamoci domani a Portofino (Chiosso - Buscaglione) [con Vocal Fonit] (Fonit, 30157)
- 1957 - Piccolissima serenata (Amurri - Ferrio) [con Vocal Fonit] / Dimmi qualcosa (di gentile) [Dis-moi quelque chose de gentil] (Pinchi - Gioia - Misraki - Hornez) - complesso Mojoli (Fonit, 30158)
- 1957 - Domenica è sempre domenica (Garinei - Giovannini - Kramer) / Non so dir (ti voglio bene) (Garinei - Giovannini - Kramer) - complesso Mojoli (Fonit, 30159)
- 1957 - Tu vuo' fa' l'americano (Nisa - Carosone) / Sott'er cielo de Roma (Bertini - Taccani) (Fonit, 30160)
- 1957 - Sinceri [Sincerely] (Abbate- Testoni - Fuqua - Freed) / Tornerà [Memories of you] (Devilli - Blake - Razaf) Mojoli e il suo complesso (Fonit, 30176)

- 1957 - La più bella del mondo (Marini) / Non illuderti (Montano - Pisano) (Fonit, 30177)
- 1957 - Come per gioco (Chiosso - Pisano / Lusingame (Taranto - Festa) - orchestra Mojoli (Fonit, 30178)
- 1957 - Serenatella del chiaro di luna (Medini - Mojoli) / Baci... baci (per far l'ammore) (Ciocca - Pagnini - Nappi) (Fonit, 30179)
- 1957 - Ma che guaglione (De Lorenzo - capotosti) / 300 baci (Beretta - Belloni - De Ponti) - complesso Mojoli (Fonit, 30180)
- 1958 - Giuro d'amarti così (Panzeri - Mascheroni) / L'edera (Seracini - D'Acquisto) - orchestra Semprini (Fonit, 30184)
- 1958 - Fragole e cappellini (Seracini - Panzeri) / Cos'è un bacio (Boneschi - Rovi) - orchestra Semprini (Fonit, 30185)
- 1958 - Tu sei del mio paese (Biri - De Giusti - Testa - C. A. Rossi) / Io sono te (Biri - De Giusti - Testa - C. A. Rossi) - orchestra Semprini (Fonit, 30186)
- 1958 - Timida serenata (Redi - Nisa) / La canzone che piace a te (Ruccione - De Paolis - Cutolo) - orchestra Semprini (Fonit, 30187)
- 1958 - Nel blu, dipinto di blu (Modugno - Migliacci) / Ho disegnato un cuore (Simoni - Piga) - orchestra Semprini (Fonit, 30188)
- 1958 - Amare un'altra (Fabor - Pazzaglia) / Mille volte (Fabor) - orchestra Semprini (Fonit, 30189)
- 1958 - Non potrai dimenticare (Malgoni - Pallesi) / Arsura (Cherubini - D'Acquisto - Schisa) - orchestra Semprini (Fonit, 30190)
- 1958 - Campana di Santa Lucia (Concina - Cherubini) / Se tornassi tu! (Barberis - Radaelli) - orchestra Semprini (Fonit, 30191)
- 1958 - Fantastica (Costanzo - Bentivoglio) / I trulli di Alberobello (Bindi - Ciocca) - orchestra Semprini (Fonit, 30192)
- 1958 - Nozze d'oro (Conti - Cavalli - Canelli) / È molto facile dirsi addio (Martelli - Neri) - orchestra Semprini (Fonit, 30193)
- 1958 - Giuro d'amarti così (Panzeri - Mascheroni) / Non aspettar la luna (Panzeri - Mascheroni) - orchestra Semprini (Fonit, 30200)
- 1958 - Stella d'Africa (Larici - Hans - Martin - Majewsky) – Franco Mojoli e il suo complesso / Ho disegnato un cuore (Simoni - Piga) – Semprini e il suo Sestetto azzurro (Fonit, 30207)
- 1958 - La macchina ce l'hai (Rastelli - Ripa) / Non aspettar la luna (Panzeri - Mascheroni) (Fonit. 30209)
- 1958 - Calypso italiano (Testoni - Abbate - Monte - Merrill) / Calypso melody (Panzeri - Clinton) (Fonit, 30210)
- 1958 - Venticello de Roma (Rascel) / Che luna, che mare stasera (Vaccari) (Fonit, 30211)
- 1958 - Serenata italiana (Ciocca - Pagnini) / Un solo desiderio (Stagni - Priovitera - Sanfilippo) (Fonit, 30212)
- 1958 - Un amore splendido [An affair to remember] (Devilli - Warren) / Intorno al mondo [Around the world] (Ardo - Young - Adamson) (Fonit, 30213)
- 1958 - Calypso romance (Biri - Lecorde - Roger) / Una notte ancora... (Stellari) [F. Pezzotta, trombone solista] - Mojoli e il suo complesso (Fonit, 30216)
- 1958 - Mister Paganini (Devilli - Coslow - Sacchi) / Tristezze (Giacobetti - Chopin, trascr. Otto) (Fonit, 30217)
- 1958 - Mamma... voglio anch'io la fidanzata! (De Santis - Del Pino) / Op... op... trotta cavallino (Frati - Kramer) (Fonit, 30218)
- 1958 - Natalino canta (De Santis - Alvaro) / Mia (solamente mia) (Masena - Biso) (Fonit, 30219)
- 1958 - Pinocchio (Castiglioni - Alvaro) / Che ritmo, senti che ritmo (De Santis - Otto) (Fonit, 30220)
- 1958 - Signora del passato (Costanzo - Baima - Besquet - Caviglia) / Le ochette del laghetto (Costanzo - Baima - Besquet - Maghini) (Fonit, 30253)
- 1958 - Come prima (Di Paola - Panzeri - Taccani) / Sayonara (Berlin – Ardo) - Franco Mojoli e il suo complesso (Fonit, 30272)
- 1958 - Sì... amor! [All the way] (Testoni - Abbate - Van Heusen) / Se potessi comperare (Pogliotti - Otto) (Fonit, 30273)
- 1958 - A Roma è sempre primavera (Cassia - Zauli) / Una donna è sempre giovane (Colombi - Bassi) (Fonit, 30283)
- 1958 - Cerco qualcuno che m'ami... (Scarfò - Bonfanti) / Dolce abitudine (Testoni - D'Anzi) (Fonit, 30284)
- 1958 - Con tutto il cuor [Whit all my heart] (Marcucci - De Angelis) [con il Poker di Voci] / Buonasera (signorina) (Buonasera) (Pinchi - Sigmman - De Rose) - Mojoli e il suo complesso (Fonit. 30214)
- 1958 - Bernardine (Panzeri - Mercer) / Buenos dias, Maria (Misselvia - Alguero) - complesso Mojoli (Fonit, 30315)
- 1958 - Prendi quella stella [Catch a falling star] (Testoni – Gioia – Vance – Pokriss) / Ehi, hei, gelosa [Hey! Jealous lover] (Testoni - Abbate - Cahn - Twomey - Walker) - complesso Mojoli (Fonit, 30316)
- 1958 - Il sole nel cuore [April love] (Devilli - Fain] / Sbarbatello (Biri - De Giusti - Testa - Birga) (Fonit, 30317)
- 1958 - No jazz (Alvaro) / La barca dei sogni [Barque d'amour] (Di Ceglie - Testoni) - Franco Mojoli e il suo complesso, con il Poker di Voci (Fonit, 30318)
- 1958 - Ma l'amore no (Galdieri - D'Anzi) [con Poker di Voci] / Ti dirò (D'Anzi - Bracchi) - orchestra Mojoli (Fonit, 30319)
- 1958 - Magic moments (Nisa - calibi - Bacharach) / Strade (Pinchi - Valladi) (Fonit, 30353)
- 1958 - Calypso goal (Amurri - Broady) / Tu... (vita mia) (Medini - Stellari) (Fonit, 30385)
- 1958 - Il nostro giorno (È carnevale in città) (Testoni - Sciorilli) / Stupidella [A sweet old fashoned girl] (Misselvia - Merrill) [con Vocal Fonit] (Fonit, 30392)
- 1958 - Ciao... ciao... ciao... (Gentile - Cichellero) [con Trio Joyce] / Deciditi (Pinchi - Bargoni) (Fonit, 30394)
- 1958 - Non partir (Bracchi - D'anzi) [con Poker di Voci] / Tu, solamente tu (Galdieri - Frustaci) (Fonit, 30410)
- 1958 - Non sei più la mia bambina (Bracchi - D'Anzi) [con Poker di Voci] / Bambina innamorata (Bracchi - D'anzi) - con Poker di Voci e complesso Mojoli (Fonit, 30411)
- 1958 - Prima di dormir, bambina (Amonta - Casiroli - Panzeri) [con Poker di Voci] / Da te era bello restar (Martelli - Mackeben) (Fonit, 30412)
- 1958 - C'è una casetta piccina (Sposi) (Valabrega - Prato) [con Poker di Voci] / Domani (la rivedrò) (Morbelli - Barzizza) - complesso Mojoli (Fonit, 30413)
- 1958 - Prigioniero (Bertini - Taccani) / Non ti vedo (Panzeri - Dorleli) (Fonit. 30419)
- 1958 - Sono felice! (Callegari) / È tanto grigio il cielo [Just walking in the rain] (Mari - Bragg - Riley) (Fonit. 30422)
- 1958 - La danza del cerchio (Zanardi - Cluny) / Hoola Hop rock (Pogliotti - Leoncilli) - Franco Mojoli e il suo complesso (Fonit, 30436)
- 1958 - Spazza e ramazza (Amurri - Luttazzi) / Promesse di marinaio (Amurri - Luttazzi) (Fonit, 30441)
- 1958 - Tu e io (Amurri - Luttazzi) / Lullaby (Broady - Luttazzi) (Fonit, 30442)
- 1958 - Al chiar di luna porto fortuna (Testa - C. A. Rossi) / Per un bacio d'amor (Testa - Poes) Franco Mojoli e il suo complesso, con Vocal Fonit (Fonit, 30452)
- 1958 - Julia (Gentile - Capotosti) / Brivido blu (Testa - Spotti) - Franco Mojoli e il suo complesso e Vocal Fonit (Fonit, 30453)
- 1958 - Perry Como (sorride e fa...) (Garinei - Giovannini - Pisano) [con Vocal Fonit] / Condannami (Testoni - Abbate - Panzuti) - complesso Mojoli (Fonit, 30454)
- 1958 - Hasta la vista... senora! (Fiorentini - Matanzas) / Pippo... cammina dritto! (Medini - Mojoli) - F. Mojoli e il suo complesso (Fonit, 30455)
- 1958 - Tequila (Locatelli - Rio) / Boccuccia di rosa (Testa - Cichellero) (Fonit, 30456)
- 1958 - La pioggia cadrà [Le jour ou la pluie viendra] (Panzeri - Becaud) / Sei nel mio destino [You are my destiny] (Bertini - Anka) (Fonit, 30462)
- 1958 - Carina (Testa - Poes) / Questo nostro amore (De Simone - Cichellero) [con Vocal Fonit] (Fonit, 30466)
- 1958 - Donna di nessuno (Beretta - Taccani - Di Paola) / L'autunno non è triste (Bertini - Nisa - Donida) (Fonit, 30467)
- 1959 - O mein papà (Ardo - Burckart) / Mogliettina (Seracini) - Franco Mojoli e il suo complesso (Fonit, 30472)
- 1959 - Invoco te (Masetti - Testoni) / Vento, pioggia, scarpe rotte (Taranto - Grasso) - orchestra Sciorilli (Fonit, 30745)
- 1959 - La luna è un'altra luna (De Giusti – Biri – Testa - Rossi) [con Quartetto 2 + 2] / Avevamo la stessa età - orchestra Gianni Ferrio (Fonit, 30488)
- 1959 - Così così (Vancheri) / Per tutta la vita (Spotti - Testa) - orchestra Zuccheri (Fonit, 30489)
- 1959 - Una marcia in fa (Mascheroni - Panzeri) / Lì per lì (Beretta - viezzoli) (Fonit, 30491)
- 1959 - È tanto grigio il cielo [Just walking in the rain] (Mari - Bragg - Riley) [con Vocal Fonit] / Deciditi (Pinchi - Bargoni) - Sciorilli e la sua orchestra (Fonit, 30540)
- 1959 - Arrenditi [Surrender] (Biri - Birga - C. A. Rossi) / Ket ki nau (Panzeri) - complesso Mojoli (Fonit, 30556)
- 1959 - Ket ki nau (Panzeri) / Ehi, ehi, gelosa! [Hey! Jealous lover] (Testoni - Abbate - Cahn - Twomey - Walker) - complesso Mojoli (Fonit, 30588)
- 1959 - Sei stato il primo amore (Pinchi - Otto) / Una (Bacilieri – Pazzaglia) - complesso Mojoli (Fonit, 30594)
- 1959 - Una... (Bacilieri – Pazzaglia) / Sei stato il primo amore (Pinchi - Otto) - complesso Mojoli (Fonit, 30600)
- 1959 - Su e zo per la laguna (Concina - Barilotti) fox mod. / La ragazza dai capelli di nylon (Testoni - Umiliani) shuffle – F. Mojoli e la sua orch. (Fonit, 30665)
- 1959 - Et voilà (--) / Non ridete se piango (--) (Fonit, 30667)
- 1959 - Marina (Granata) / La ragazza di Pizzo Palù (Fragna – D'Acquisto) - orchestra Mojoli (Fonit, 30701)
- 1959 - Solo (Antola) / Tipi da spiaggia (Amurri - Ferrio) - Mario Pezzotta e il suo complesso (Fonit, 30708)
- 1959 - Prime scarpette (Sciamanna - Monti) / I love you bambina (Verde - Trovajoli) orchestra Mojoli - (Fonit, 30710)
- 1959 - Marina (Granata) / La ragazza di Pizzo Palù (Fragna – D'Acquisto – Cherubini) - complesso Mojoli e Vocal Fonit (Fonit, 30711)
- 1959 - Personalità [Personality] (Price - Gioia - Logan - Pinchi) / Ehi, tu (Fenati - Medini) - complesso Mojoli e Vocal Fonit (Fonit, 30717)
- 1960 - È vero!... (Nisa - Bindi) / Splende l'arcobaleno (Tumminelli - Di Ceglie) - Sciorilli e la sua orchestra (Fonit, 30744)
- 1960 - "A" come amore (Martino - Brighetti) / Parole (Maresca – Falpo) - Sciorilli e la sua orchestra (Fonit, 30746)
- 1960 - La ragazza dai capelli di nylon (Testoni - Umiliani) / La Picci (Testoni - Lo Turco) - orchestra Mojoli (Fonit, 39759)
- 1960 - Come pioveva (Gill) / La signora di trent'anni fa (Natoli - Leoni) - John Bolero, pianoforte (Fonit, 30776)
- 1960 - Laura (Devilli - Raksin) / Polvere di stelle [Stardust] (Devilli - Carmichael) - Enrico Intra, pianoforte - con I Gentlemen (Fonit, 30802)
- 1960 - Niente (Sciamanna - Monti) / Quando se ne va l'estate (Intra - Testoni) - orchestra Intra (Fonit 30803)
- 1960 - Trini (Pockriss – Danpa) / La ra (..) - complesso Mojoli (Iberofon, IB 45.6.005 - Spagna)
- 1960 - Sucu - sucu (Pinchi – Rojas) / Non piango per te (Coppo - Prandi) - complesso I Gentlemen (Telerecord 602)
- 1960 - Non ti posso dar che baci (De Santis - Otto) / Se non ti conoscessi (Otto - Sciamanna) (Telerecord, 603)
- 1960 - Forza Catania!!! (Alberti - Sanfilippo - Gangemi) - Sciorilli e la sua orchestra / Totò moschettiere (Privitera - Sanfilippo) [eseguito da Franco Scarica, fisarmonica, con accompagnamento ritmico] (Fonit, SPS 0168)
- 1961 - Guardando il cielo (Pinchi - Bader) / Stasera jazz (Coppo - Alvaro) - complesso I Gentlemen (Telerecord, 610)
- 1961 - Bonjour Carlotta (Cichellero – Zucconi – Chiosso) / Tu, lei, lui [I want you to be my baby] (Amurri – Faele - Hendricks) - complesso I Gentlemen (Telerecord, 611)
- 1961 - Signorina, se permette l'accompagno (De Santis - Otto) / Ubriacarmi d'amore (..) - complesso I Gentlemen (Telerecord, 613)
- 1961 - Lungo il viale (ripassando la lezione) (De Santis – Otto – Odino) / Corteggiatissima (Casadei – Menillo – Beretta) - complesso I Gentlemen (Telerecord, 614)
- 1961 - Come sinfonia (Donaggio) / Crepuscolo (Pinchi - Medini) E. Intra e I Gentlemen e coro Seven Eight (Telerecord, 621)
- 1961 - Sogno ancor [All I do is dream of you] (Frees – Brown) / Firmami un assegno (Frees – Brown) - complesso I Gentlemen (Telerecord, 622)
- 1963 - Autumn in London (Osborn – Deani) / Sono al bar (Chiosso – Intra) con i Seven Eight (Telerecord, 629)
- 1963 - T'aspetto a Sanremo (Coppo - Otto) / Mi devi credere (Franchi - Otto) - complesso I Gentlemen (Telerecord, 632)
- 1964 - I'll meet you in Sanremo [T'aspetto a Sanremo] (F. M. Arduini - Otto) - complesso I Gentlemen - cantato in inglese / I'll meet you in Sanremo [T'aspetto a Sanremo] (Otto) - complesso I Romantici [strumentale] (Telerecord, 635) [disco pubblicitario Azienda turistica Sanremo]
- 1964 - Dimmi tante cose (Coppo - Otto) / Mi piace Guendalina (Panzeri - Intra) - orch. Gianfranco Intra (Telerecord, 637)
- 1964 - Maddaenn-a (Reverberi - Calabrese) / O pescou (Reverberi - Calabrese) (Telerecord, 638)
- 1964 - Bossa figgieu (Attenti ragazzi) (Podestà - Reverberi) / Arri-o (Mereu – Reverberi) orch. G. F. Reverberi (Telerecord, 639)
- 1964 - Buon anno a tutto il mondo / Brindiamo all'anno nuovo / Viva te, viva me / Amiamoci amiamoci (Telerecord, 640; con Flo Sandon's)
- 1964 - Stille nacht (Notte silente) [con Flo Sandon's] / Tu scendi dalle stelle [con Flo Sandon's] - compl. Seven Eight (Telerecord, 643)
- 1965 - Ma a mi o me piaxe (Calabrese - Reverberi) / Baexinna-a (Calabrese - Reverberi) - complesso Giampiero Reverberi - (Telerecord, 651)
- 1965 - Me son innamou de ti (Calabrese – Otto) / Texo (Calabrese - Reverberi) - complesso Giampiero Reverberi (Telerecord, 652)
- 1967 - Winchester cathedral (Stephens) / Baci di fuoco [Kiss of fire] (Cassia - Allen - Hill) - Giampiero Reverberi e la sua orchestra (ARC, AN 4115)

## Extended play
- 1954 - Volevo dir di no / La mia donna (si chiama desiderio) / Un bacio a mezzanotte [con Elena Beltrami] / Merci beaucopup (Fonit, 4001)
- 1954 - Maddalena (Larici - Amorini) - orchestra Ferrari - rimanenti canzoni cantate da altri artisti (Fonit, EP 4008)
- 1954 - Ruby (Devilli - Roemheld) / Embrasse moi bien (Abbracciami così) (Gioia - Pinchi - Durand) - orchestra Ferrari / Come Giuda [esegue il Sestetto Impallomeni] / Lili [Canta Elsa Pejrone) (Fonit, 4009)
- 1954 - Canzone da due soldi / Cirillino-ci / Aveva un bavero / E la barca tornò sola [canta Licia Morosini] - orchestra Semprini (Fonit, 4010)
- 1954 - Tutte le mamme / Rose / Piripicchio e Piripicchia / Arriva il Direttore - orchestra Semprini (Fonit, 4011)
- 1954 - Avventura a Casablanca / Rose e gardenie / Palma de Mallorca [con Radio Boys e orchestra Ferrari] / Marieta... monta in gondola [con Licia Morosini] (Fonit, 4025)
- 1954 - Fischio un blues / Te amo - orchestra Mojoli - rimanenti canzoni cantate da altri artisti (Fonit, 4026)
- 1954 - Canto nella valle / Era un omino (piccino... piccino...) / Ci ciu ci (cantava un usignol) / Il primo viaggio - orchestra Semprini (Fonit, 4030)
- 1954 - I tre timidi / Sentiero / Una fotografia nella cornice / L'ombra - orchestra Semprini (Fonit, 4032)
- 1954 - Cantilena del trainante / Il primo viaggio / Che fai tu luna in ciel / Canto nella valle - orchestra Semprini (Fonit, 4033)
- 1954 - Incantatella [canta G. Rondinella] / Zucchero e pepe [canta G. Rondinella] / Non penserò che a te / Sentiero - orchestra Semprini (Fonit, 4034)
- 1954 - Souvenir d'Italie / Johnny Guitar / Dillo, chitarra / 'Na voce, 'na chitarra e 'o poco 'e luna (Fonit, 4036)
- 1954 - Sabrina / La contessa scalza - orchestra Mojoli - rimanenti canzoni cantate da altri artisti (Fonit, 4037)
- 1955 - Arrivederci Roma / La luna nel rio / Aveva un bavero / Tutte le mamme - orchestre Mojoli e Semprini (Barclay, 70023 - Francia)
- 1955 - Arrivederci Roma / Mambo italiano / Cuore monello / La luna nel rio (Fonit, 4045)
- 1955 - Amo Parigi / È tanto bello / Una aventura mas / Mister Sandman (Fonit, 4046)
- 1955 - La nuova fidanzata / Pecado / Oro in Italia / Mambo bacan (Fonit, 4053)
- 1955 - Per un filino d'erba [con Licia Morosini] / Baio bongo / Darling, je vous aime beaucoup / Accarezzame (Fonit, 4054)
- 1955 - Vecchia Europa / Pensieri / Prigionieri del cielo / Gelsomina (Fonit 4055)
- 1956 - Aprite le finestre / Due teste sul cuscino / Albero caduto / Il trenino del destino - orchestra Semprini (Fonit, 4071)
- 1956 - Amami se vuoi / Musetto / Qualcosa è rimasto / La colpa fu - orchestra Semprini (Fonit, 4072)
- 1956 - Il cantico del cielo / Lucia e Tobia / Il bosco innamorato / Anima gemella - orchestra Semprini (Fonit, 4073)
- 1956 - Nota per nota / Il trenino di latta verde / Parole musica / Sogni d'or - orchestra Semprini (Fonit, 4074)
- 1956 - La vita è un paradiso di bugie / È bello / Ho detto al sole / Lui e lei - orchestra Semprini (Fonit, 4075)
- 1956 - Refrains / Straniero tra gli angeli / L'amore è una cosa meravigliosa/ L'ultima volta che vidi Parigi (Fonit 4090)
- 1956 - Toni me toca [con Lucia Mannucci] / A Nueva Laredo [con Vocal Fonit] / Vino, vino / Ba-baion (Fonit, 4091)
- 1956 - Tempo d'estate (a Venezia) / Siciliana / Ho un paio di storie... (da raccontare) [con Vocal Fonit] / Domani - orchestra Mojoli (Fonit, 4092)
- 1956 - Smile / Il mondo siamo noi / Amami o lasciami / Oho-aha - orchestra Mojoli (Fonit, 4093)
- 1956 - La rosa tatuata / Bella notte / Capri (e chi te po' scurdà?) / Dottor swing (Fonit, 4094)
- 1956 - Guaglione / Pescava i gamberi [con Vocal Fonit] / Il merlo di Como / Voglio scoprir l'America (Fonit, 4113)
- 1956 - Sole giallo / 'A straniera / Sette lunghi giorni / Ricordati Milano (Fonit, 4114)
- 1956 - Tani / Croce di oro / Lucia, Lucì / Buongiorno Katrin (Fonit, 4115)
- 1957 - Un filo di speranza / Casetta in Canada / Scusami / Il pericolo numero uno - orchestra Semprini (Fonit, 4145)
- 1957 - Usignolo / Le trote blu / Corde della mia chitarra / La cremagliera delle Dolomiti - orchestra Semprini (Fonit, 4146)
- 1957 - Un po' di cielo [con Vocal Fonit] / Che m'è 'mparato a fa' / Vogliamoci tanto bene / Casanova [con Vocal Fonit] - complesso Mojoli (Fonit, 4155)
- 1957 - Que serà serà [con Vocal Fonit] / È meraviglioso essere giovani / Moritat / Perché tu non vuoi (Fonit, 4156)
- 1957 - Que serà serà / È meraviglioso essere giovani / Moritat / Perché tu non vuoi (Fonit, 4158)
- 1957 - Come le foglie al vento / Tutto sei tu / Cantan gli usignoli / Ba - ba - ci [con Vocal Fonit] (Fonit, 4171)
- 1957 - Lisboa antigua / Il nostro giorno / Me piace 'sta vucchella / Magiche bugie (Fonit, 4172)
- 1957 - Galopera [con Vocal Fonit] / Lucianella / Tango del cuore / Inutilmente - orchestra Mojoli (Fonit, 4173)
- 1957 - Rome by night / Che sbadato! [con Vocal Fonit] / Stupidella [con Vocal Fonit] / Paris palace Hotel (Fonit, 4174)
- 1957 - Canzonetta d'amore / Una povera foglia / La fidanzata americana / Stop (Fonit, 4175)
- 1957 - Com'è bello dormir soli / Suspirame / dicembre m'ha portato una canzone / Melodia del porto [con Vocal Fonit] (Fonit, 4176)
- 1957 - Maliziusella / Abbracciammece / Lazzarella / Malinconico autunno (Fonit, 4192)
- 1957 - Ufemia / Domani - orchestra Mojoli - rimanenti canzoni cantate da altri artisti (Fonit, 4203)
- 1958 - Piccolissima serenata [con Vocal Fonit] / Sott'er celo de Roma/ Tu vuo' fa' l'americano / Tipitipitipso (Fonit, 4208)
- 1958 - Un angelo è sceso a Brooklyn / Basta un poco di musica / S'agapo / La mamma e il treno (Fonit, 4211)
- 1958 - Ci vedremo domani / Visino di angelo / Innamorata / Besame asì (Fonit, 4212)
- 1958 - Domenica è sempre domenica / Non so dir (ti voglio bene) / Troviamoci domani a Portofino [con Vocal Fonit] / Dimmi qualcosa (di gentile) - complesso Mojoli (Fonit, 4213)
- 1958 - Non illuderti / La più bella del mondo / Sinceri / Lusingame (Fonit, 4214)
- 1958 - Ma che guaglione / Baci... baci... (per far l'ammore) / Serenatella del chiaro di luna / 300 baci (Fonit, 4215)
- 1958 - Mister Paganini / Tristezze / Mamma... voglio anch'io la fidanzata / Op... op... trotta cavallino (Fonit, 4227)
- 1958 - Natalino canta / Mia... (solamente mia) / Pinocchio / Che ritmo, senti che ritmo (Fonit, 4228)
- 1958 - Giuro d'amarti così / Cos'è un bacio / fragole e cappellini / L'edera - orchestra Semprini (Fonit, 4241)
- 1958 - I trulli di Alberobello / Arsura / Nozze d'oro / È molto facile dirsi addio - orchestra Semprini (Fonit, 4242)
- 1958 - 8º Festival di Sanremo - Nel blu dipinto di blu [canta Domenico Modugno] / Fragole e cappellini / L'edera / Amare un'altra [canta Licia Morosini] (Barclay, 70152 - Francia e Spagna)
- 1958 - Timida serenata / La canzone che piace a te / Nel blu dipinto di blu / Ho disegnato un cuore - Alberto Semprini con il Sestetto Azzurro (Fonit, 4243)
- 1958 - Non potrai dimenticare / Se tornassi tu / Campana di Santa Lucia / Mille volte - orchestra Semprini (Fonit, 4244)
- 1958 - Tu sei del mio paese / Io sono te / Amare un'altra / Fantastica - orchestra Semprini (Fonit, 4245)
- 1958 - La macchina ce l'hai? / Non aspettar la luna / Calypso melody / Troviamoci domani a Portofino [con Vocal Fonit] (Fonit, 4254)
- 1958 - Calypso italiano / Pupa piccolina / Venticello de Roma / Che luna, che mare stasera (Fonit, 4255)
- 1958 - Tu sorridi e passa un angelo / Serenata italiana / Simpatica / Come per gioco (Fonit, 4256)
- 1958 - Un amore splendido / Intorno al mondo / Un solo desiderio / Calypso romance (Fonit, 4257)
- 1958 - Mama guitar / O. K. Corral / Eravamo studentelli / Una notte ancora... (Fonit, 4258)
- 1958 - Come prima / Sayonara / Sì... amor! / Se potessi comperare (Fonit, 4275)
- 1958 - Cerco qualcuno che m'ami / Dolce abitudine / A Roma è sempre primavera / Una donna è sempre giovane (Fonit, 4276)
- 1958 - Con tutto il cuor / Buonasera (signorina) / Bernardine / Buenos dias, Maria (Fonit, 4298)
- 1958 - Ehi, ehi, gelosa! / Prendi quella stella / Il sole nel cuore / Sbarbatello (Fonit, 4299)
- 1958 - No jazz! (con) / La barca dei sogni / Ma l'amore no / Ti dirò - tutte con il Poker di voci (Fonit, 4300)
- 1958 - Non partir / Prima di dormir, bambina / Domani (la rivedrò) / Da te era bello restar - tutte con il Poker di voci e complesso Mojoli (Fonit, 4321)
- 1958 - Tu, solamente tu / Non sei più la mia bambina / C'è una casetta piccina / Bambina innamorata - tutte con il Poker di voci e complesso Mojoli (Fonit, 4322)
- 1958 - Sei nel mio destino / Brivido blu [con Vocal Fonit] / Condannami / La pioggia cadrà (Fonit, 4323)
- 1958 - Boccuccia di rosa / Perry Como (sorride e fa) [con Vocal Fonit] / Hasta la vista, senora / Tequila (Fonit, 4324)
- 1958 - Al chiar di luna porto fortuna [con Vocal Fonit] / Per un bacio d'amor / Hula-hop rock / Julia (Fonit, 4325)
- 1959 - 9º Festival de la cancion de Sanremo (Telefunken, TFK 51055 - Spagna) Avevamo la stessa età / Piove [canta Domenico Modugno] / Conoscerti [canta Achille Togliani] / Tu sei qui [idem]
- 1959 - 9º Festival de la cancion de Sanremo (Telefunken, TFK 51056 - Spagna) Una marcia in fa / Lì per lì / Con te [canta Achille Togliani] / Nessuno [canta Luciana Gonzales]
- 1959 - La luna è un'altra luna / Avevamo la stessa età / Così così / Per tutta la vita (Fonit, 4330)
- 1959 - Carina / Questo nostro amore / Donna di nessuno / L'autunno non è triste - tutte con i Vocal Fonit (Fonit, 4335)
- 1959 - Ma-ma non mi sgridare più / Labbra di fuoco / Kiss me kiss me / Quattro lacrime - con Poker di voci e orchestra Mojoli (Fonit, 4351)
- 1959 - Buon dì [Alone] (Nisa - Calibi - Craft) / O Josefin (Pinchi - Gioia - Gietz) / Ket ki nau (Panzeri) / Calypso habanero (Testoni - Gioia - Gietz) - 1, 2 e 4 con Poker di voci - orchestra Mojoli (Fonit, 4352)
- 1959 - Tipi da spiaggia / Solo / Personalità / Ehi, tu! (Fonit, 4372)
- 1959 - Sei stato il primo amore (Pinchi - Otto) / ...Una... / Il tuo bacio è come un rock / Tutto made in Italy (Fonit, 4359)
- 1959 - La ragazza dai capelli di nylon / Trini / Su e zo per la laguna [in dialetto veneziano] / Sei tutta un pericolo (Fonit, 4360)
- 1959 - Piove [canta Domenico Modugno] / Lì per lì (Tono STU 42046 - Danimarca)
- 1960 - Trini / La ragazza dai capelli di Nylon / Sei tutta un pericolo / Su e zo per la laguna [in dialetto veneziano] (Fonit Iberofon, IB 45.6.005 - Spagna)
- 1960 - Marina / I love you, bambina / Prime scarpette / La Picci - orchestra Mojoli - 1, 2 e 3 con Vocal Fonit (Fonit, 4373)
- 1960 - Splende l'arcobaleno / Vento, pioggia scarpe rotte / "A" come amore / È vero / Invoco te (Fonit, 4275 - Brasile)
- 1961 - Laura / Polvere di stelle / Niente / Quando se ne va l'estate (Fonit, 4380)
- 1964 - Festosi auguri di buon anno - Buon anno a tutto il mondo (De Santis – Otto) / Brindiamo all'anno nuovo (Otto) / Viva te viva me (De Santis - Otto) / Amiamoci, amiamoci (De Santis - Otto) / Auld lang syne (Burns - Otto) / Buon anno a tutto il mondo (De Santis – Otto) - con Flo Sandon's e I Seven Eight (Telerecord, SPF 640)
- 1964 - Festosi auguri di buon Natale - Stille Nacht (Notte Silente) (Gruber - Otto) / In notte placida (Couperin - Otto) / Tu scendi dalle stelle (De Liguori - Otto) / Siam pastori e pastorelle (trad. - Otto) / Adeste fideles (trad. - Otto) - con Flo Sandon's - compl. Moraschi e Seven Eight (Telerecord, SPF 641)
- 1970 - Mamma voglio anch'io la fidanzata / Pinocchio / No jazz! / Lungo il viale - orchestre: Zuccheri e la sua chitarra (1 e 2); Ferrari (4); Mojoli (3) (Fratelli Fabbri Editori, allegato a "La canzone italiana" n. 26)

## Album

### Dischi a 33 giri da 25 cm[4]
- 1953 - Fonit presenta (Fonit, LP 103) Jezebel / Quante lune / Domino [canta Gloria Dauro con orch. Sciorilli] / Padam... padam [canta Elsa Pejrone con orch. Canfora] / El negro zumbon [canta G. Dauro con orch. Masetti] / T'ho voluto bene [canta G. Dauro con orch. Masetti] / Malas nubes [canta Gianni Gugelmetto con orch. Soffici] / Il mambo del trenino [canta Gianni Gugelmetto con orch, Sciorilli]
- 1953 - Fonit presenta (Fonit, LP 104) (Se la vedete passar) Datele un fiore / Non ti ricordi... / Anema e core [strumentale, orch. Semprini] / Foglie morte [strumentale, orch. Impallomeni] / Il mio vestito [canta Elsa Pejrone con orch. Canfora] / Puede entrar [idem] / Aggio perduto 'o suonno [strumentale, orch. Canfora] / Poema [strumentale, orch. Sciascia]
- 1954 - Parata di successi n. 6 (Fonit, LP 106) La muliza - orchestra Impallomeni [rimanenti canzoni cantate da altri artisti]
- 1954 - Parata di successi n. 7 (Fonit, LP 107) Dolce fiaba / Gloria / Quel pezzetto di chiffon / Per un sì, per un no / Mettiamoci un lucchetto n. 1, 3, 4 e 5: orchestra Rizza; n. 2, orchestra J. Bolero - [rimanenti canzoni cantate da altri artisti]
- 1954 - Natalino Otto (Fonit, LP 119) Volevo dir di no / Eternamente / Un bacio a mezzanotte [con Elena Beltrami] / Conosco un cow-boy / Merci beaucoup / Tentami / La mia donna (si chiama desiderio) / Mi mancano... sei zeri
- 1954 - Natalino Otto (Fonit, LP 121) Ruby / Ba... ba... baciami piccina / Un bacio ancor... (Kiss) / Lungo il viale / Gardenia blu / Paula / Embrasse moi bien / Sugarbush [con Elena Beltrami] - orchestre Ferrari e Mojoli
- 1954 - Parata di successi n. 12 (Fonit, LP 122) Vendo ritmo - orchestra Ferrari [rimanenti canzoni cantate da altri artisti]
- 1954 - IV Festival di Sanremo (Fonit, LP 125) Tutte le mamme / Canzone da due soldi / E la barca tornò sola [canta Licia Morosini] / Aveva un bavero [con Duo vocale Gi-Si] / Donnina sola / Mogliettina / Notturno (per chi non ha nessuno / Cirillino ci - orchestra Semprini
- 1954 - Natalino Otto e Licia Morosini (Fonit, LP 130) O cangaceiro / Salutandoti / Istanbul / Te voglio bene (tanto, tanto...) / Caro John [canta L. Morosini] / Chi mi regala la primavera [canta L. Morosini] / Mon pays [canta L. Morosini] / Sombreros [canta L. Morosini] - orchestra Semprini
- 1954 - Parata di successi n. 19 (Fonit, LP 134) La ragazza col Montgomery / Per sempre t'amerò / Palma de Mallorca - n. 1, Quartetto J. Bolero; n. 2, orchestra Mojoli; n. 3, orchestra Ferrari e Radio Boys [rimanenti canzoni cantate da altri artisti]
- 1954 - Natalino Otto (Fonit, LP 135) Segreto amore / Vorrei saper perché / Ufemia / Barbara / Tu non mi vuoi più bene / Ti andrò cercando / Statte vicino a mme / Come posso rimediar
- 1954 - Natalino Otto (Fonit, LP 136 e Telefunken TLF 50004, Spagna) Fontana di Trevi / Per te, per me / Due cuori alla periferia / Fischio un blues / Johnny Guitar / Il fiume senza ritorno [The river of no return] / Habanera / Mia cara Carolina
- 1955 - Festival internazionale della canzone veneziana (Barclay, 80008 - Francia) Vecchia Europa / Stornello d'amore / Sogno / Perché / La voce del cuore / Profumo n. 5 / Dove ti va Nineta [canta L. Morosini] / Ti xe ti [canta L. Morosini] - 1-6 orch. Mojoli; 7-8 orch. Panfili
- 1955 - Natalino Otto e Giacomo Rondinella (Fonit, LP 141) Una fotografia nella cornice / L'ombra / Canto nella valle / Ci ciu ci / Il torrente [canta G. Rondinella] / Buongiorno tristezza [canta G. Rondinella] / Incantatella [canta G. Rondinella] / Zucchero e pepe [canta G. Rondinella] - orchestra Semprini
- 1955 - Natalino Otto (Fonit, LP 154) Amo Parigi [I love Paris] / Mambo italiano / Timberjack / È tanto bello (C'Est Magnifique) / 'Na voce, 'Na Chitarra (E 'o poco 'e luna) / Mister Sandman / Cuore monello / La luna nel rio - orchestra Mojoli
- 1955 - I più grandi successi di Natalino Otto (Fonit, LP 157) L'ultima volta che vidi Parigi / Oho - aha (Ciao) / Non so quando / E l'America è nata così / Un romano a Copacabana / O baby kiss me / Non vivo senza amore / Le tre caravelle
- 1955 - Natalino Otto (Fonit, LP 158) Maringà / Oro in Italia / Una casa portuguesa / Mambo bacan / Darling, je vous aime beaucoup / La nuova fidanzata / Nives / Il trenino dispettoso
- 1955 - Natalino Otto (Fonit, LP 159) Gelsomina / Prigionieri del cielo / Torna la primavera / Accarezzame / Per un filino d'erba [con Licia Morosini] / Pensieri / Baio Bongo / Pecado
- 1956 - I più grandi successi di Natalino Otto (Fonit, LP 167) L'ultima volta che vidi Parigi / Oho-aha (Ciao) / Non so quando / ...E l'America è nata così / Un romano a Copacabana / O baby kiss me / Non vivo senza amore / Le tre caravelle - Orchestra Mojoli
- 1956 - San Remo 1956 vol. 1 (Fonit, LP 178) Qualcosa è rimasto / La vita è un paradiso di bugie / Lucia e Tobia / Albero caduto / Lui e lei / Il cantico del cielo / Il trenino del destino / Due teste sul cuscino / Anima gemella / Parole e musica - orchestra Semprini
- 1956 - San Remo 1956 vol. 2 (Fonit, LP 179) Amami se vuoi / Nota per nota / Musetto / Ho detto al sole / La colpa fu!... / Il bosco innamorato / Aprite le finestre / Il trenino di latta verde / È bello! / Sogni d'or! - orchestra Semprini
- 1956 - Le più attuali ed acclamate interpretazioni di Natalino Otto (Fonit, LP 184) Tempo d'estate (a Venezia) / Straniero tra gli angeli / L'amore è una cosa meravigliosa / Te amo / Bella notte / Due rose / Amami o lasciami / Dottor swing
- 1956 - Natalino Otto (Fonit, LP 185) La rosa tatuata / Vino, vino / Siciliana / Oho-aha (ciao) / Smile / Una casa portuguesa / Tu non mi vuoi più bene / Ufemia
- 1956 - Le più attuali ed acclamate interpretazioni n.11 (Fonit, LP 192) Refrains / A Nueva Laredo [con Vocal Fonit] / Buongiorno Katrin / Toni me toca [con Lucia Mannucci] / Ho un paio di storie (da raccontare) [con Vocal Fonit] / Domani / Anni verdi / Ba-baion (Baion del Rio)
- 1956 - Musiche da Ballo e Canzoni (Fonit, LP 203)
- 1956 - Le più attuali ed acclamate interpretazioni n.12 (Fonit, LP 204) Sole giallo / La più bella del mondo / Tani / Dolce incantesimo / Fidanzatina / Guaglione / Crepuscolo / Sette lunghi giorni [con Vocal Fonit]
- 1957 - Natalino Otto (Fonit, LP 214) Serenatella sciuè sciuè / Buon anno... buona fortuna / Fischio e me ne infischio / Io pregherò / Il velo d'argento / Il compleanno della nonna / Io ti porto nel mio cuore / Era basso
- 1957 - En plein nelle canzoni del Sanremo 1957 (Fonit, LP 216) Un filo di speranza / Per una volta ancora / Casetta in Canadà / Un certo sorriso / Intorno a te è sempre primavera / Il pericolo numero uno / Estasi / Le trote blu / Un sogno di cristallo / Finalmente! - orchestra Semprini
- 1957 - Canzoni di Sanremo (Fonit, 217) Corde della mia chitarra / Usignolo / Cancello tra le rose / Nel giardino del mio cuore / Non ti ricordi più / Scusami / Ancora ci credo / A poco... a poco / Raggio nella nebbia - orchestra Semprini
- 1957 - Canzoni del Festival di Sanremo (Fonit, LP Inter 3750 - Brasile) Corde della mia chitarra / Estasi / Intorno a te è sempre primavera / Il nostro giorno / Come le foglie al vento / È meraviglioso essere giovani / La cosa più bella / Usignolo / Finalmente / Fischio e me ne infischio / Tango del cuore / Prigionieri del cielo
- 1957 - Natalino Otto (Fonit], LP 225) Que serà serà [con Vocal Fonit] / Che m'è 'mparato a fa' / Galopera [con Vocal Fonit] / Vogliamoci tanto bene / Lucianella / Magiche bugie / Ba-ba-ci [con Vocal Fonit]
- 1957 - Le più attuali ed acclamate interpretazioni di Natalino Otto (Fonit, LP 226) Lisboa antigua [con Vocal Fonit] / Come le foglie al vento / Cantan gli usignoli / Tutto sei tu / Perché tu non vuoi / Casanova [con Vocal Fonit] / È meraviglioso essere giovani / Me piace sta vucchella
- 1957 - Rome by Night (Fonit, LP 232) Rome by night / Che sbadato! [con Vocal Fonit] / Il nostro giorno / Stupidella [con Vocal Fonit] / Melodia del porto [con Vocal Fonit] / Com'è bello dormir soli / Dicembre m'ha portato una canzone / Paris palace Hotel
- 1957 - I grandi successi di Natalino Otto (Fonit, LP 243) Mister Paganini / Tristezze / Mamma... voglio anch'io la fidanzata! / Op... op... trotta cavallino / Natalino canta / Mia... (solamente mia) / Pinocchio / Che ritmo, senti che ritmo
- 1957 - Piccola serenata (Fonit, LP 244) Piccolissima serenata [con Vocal Fonit] / Non so dir (ti voglio bene) / Tipitipitipso / Non illuderti / Ci vedremo domani / Domenica è sempre domenica / Visino di angelo / La mamma è il treno
- 1957 - Natalino Otto (Fonit, LP 245) Un angelo è sceso a Brooklin / Basta un poco di musica / Ma che guaglione / La più bella del mondo / Besame asì / Troviamoci domani a Portofino [con Vocal Fonit] / Sinceri / Dimmi qualcosa (di gentile)
- 1958 - Canzoni di Sanremo (Fonit, LP 256) È molto facile dirsi addio / Mille volte / Timida serenata / Giuro d'amarti così / Fantastica / Nozze d'oro / Se tornassi tu / Fragole e cappellini / Tu sei del mio paese / Arsura - Sestetto Semprini
- 1958 - Sanremo 195Otto (Fonit, LP 257) Amare un'altra / Ho disegnato un cuore / La canzone che piace a te / I trulli di Alberobello / campana di Santa Lucia / L'edera / Cos'è un bacio / Io sono te / Nel blu dipinto di blu / Non potrai dimenticare - Sestetto Semprini
- 1958 - 8º Festival de Sao Remo de 1958 (Fonit, SLP 3757 - Brasile) Nel blu, dipinto di blu / Timida serenata / Cos'è un bacio / Fragole e cappellini / La canzone che piace a te / Giuro d'amarti così / L'edera / I trulli di Alberobello / Fantastica / Campana di Santa Lucia / Amare un'altra / Nozze d'oro - Sestetto Semprini
- 1958 - Ciao, ciao, ciao - Canta: Natalino Otto (Fonit Music Hall 12100 - Argentina) Ciao, ciao, ciao / Per un bacio d'amor / Buon dì / Un angelo è sceso a Brooklin / Primo incontro (Beneri - Fidenzi) / Cos'è un bacio / Julia / Kiss me, kiss me / Basta un poco di musica / O Josefin, die nacht in Napoli / Timida serenata / La canzone che piace a te
- 1958 - Natalino Otto (Fonit, LP 268) Come prima / Simpatica / Sayonara / Che luna, che mare stasera / Pupa piccolina / Sì... amor! / Non aspettar la luna / La macchina ce l'hai?
- 1958 - Natalino Otto (Fonit, LP 279) Sei nel mio destino / Brivido blu / Condannami [con Vocal Fonit] / La pioggia cadrà / Al chiar di luna porto fortuna [con Vocal Fonit] / Per un bacio d'amor [con Vocal Fonit] / Hula-hop rock / Julia [con Vocal Fonit]
- 1959 - IX Festival della canzone di Sanremo (Fonit, LP 284) Avevamo la stessa età - orchestra Ferrio [altre canzoni cantate da altri artisti]

### Dischi a 33 giri da 30 cm[4]
- 1959 - Il meglio di Giovanni d'Anzi (Fonit, LP 20009) Bambina innamorata / Ti dirò / Ma l'amore no / Non partir [+ 8 canzoni interpretate da altri artisti]
- 1960 - X Festival della canzone Sanremo 1960 (Fonit, LP 20010) È vero!... / Invoco te [rimanenti10 canzoni, interpretate da altri artisti)
- 1967 - L'Otto... volante (Fonit-Cetra, LPQ 09046) Lungo il viale / Polvere di stelle / Mister Paganini / No jazz! / Domani [Tomorrow] / Tristezze / Il nostro giorno / Ufemia / Natalino canta / Laura / Op... op... trotta cavallno / Ci ciu ci / Fidanzatina / Pinocchio
- 1973 - Natalino per sempre, vol. I (Car Juke Box - CRJLP0030) Corteggiatissima / È inevitabile / Se non ti conoscessi / Lungo il viale / Non piango per te / Tu, lei, lui... / Sucu sucu / Sono al bar / Signorina se permette l'accompagno / Ubriacarmi d'amore / Carolina dai / Autumn in London
- 1973 - Natalino per sempre, vol II (Car Juke Box – CRJLP 00034) Come sinfonia / Bonjour Carlotta / Il cielo guarderò / "23" / Stasera jazz / Mi devi credere / dimmi tante cose / Mi piace Guendalina / Crepuscolo / Ho creduto / Fremito / sogno ancor
- 1977 - I miei successi (musicassetta Linea Azzurra 50 LA 97025) Come sinfonia / Bonjour Carlotta / Stasera Jazz / fremito / E se domani / Guardando il cielo / Sogno ancor... / Mi piace Guendalina / Fra tanta gente / Crepuscolo / Sei nata ieri / Non ti posso dar che baci
- 1980 - I grandi successi (Fonit Cetra – PL 521) Che ritmo, senti che ritmo / Mamma... voglio anch'io la fidanzata / Pinocchio / Mia... (solamente mia) / Op... op... trotta cavallino / Natalino Canta / Ci ciu ci / Straniero tra gli angeli / Lungo il viale / Laura / Bambina innamorata / Mogliettina

### CD
- 1989 - Un nome, la storia (CD CGD, 2292464241 e musicassetta MC MC7 K7) Natalino studia canto / Op... op... trotta cavallino / Tristezze / Ma cos'è questo ritmo / La classe degli asini / Mamma... voglio anch'io la fidanzata / Polvere di stelle / Non ti posso dar che baci / Oh! Giovannino! / Illusione / Pinocchio / Tristezze di St. Louis [St. Louis blues] / Oi Marì / Natalino canta / Ripassando la lezione (lungo il viale) / È una canzon ed'amore / Ombrellaio / Mia / Rimpiangerai bambina / Ritmo per favore / La scuola del ritmo / Mam'selle / Daina / Dimmi sempre le parole tue care / Ritmo per cinque / Che ritmo, senti che ritmo
- 1997 - Natalino Otto (CD Replay Music (2) – RMCD 4145) Che ritmo senti che ritmo / Ho un sassolino nella scarpa / No Jazz! / Perduto amore (In cerca di te) / Polvere di stelle / Ho comprato un piano elettrico / Da te era bello restar / Hey! Ba-ba-re-bop / Lungo il viale / Ricordati ragazzo / La classe degli asini / Mister Paganini / Laura / Mamma voglio anch'io la fidanzata / Birimbo birambo / Alfabeto musicale / Tristezze / Son belle
- 2005 - Ricordo di Natalino Otto (CD Devega, DV 1056) Antologia dei periodi Fonit e Telerecord
- 2005 - V Festival di Sanremo, 1955 - artisti vari (CD Twilight Music) Natalino Otto canta dal vivo le canzoni: Ci-ciu-ci (cantava un usignol) / Canto nella valle [con il Trio Aurora] / Una fotografia nella cornice
- 2007 - Le più belle canzoni (Warner CD 5051442-0870-2-4) Pinocchio / Illusione / Tristezze di S. Louis / Op... op... trotta cavallino / Mamma voglio anch'io la fidanzaa / Ripassando la lezione / Mogliettina / Ci ciu ci / Da te era bello resta / Mister Paganini / Domani / Polvere di stelle / Laura / La classe degli asini / Ho un sassolino nella scarpa / Musetto / Moritat / Fidanzatina